# Équitation
Vous lisez un « bon article » labellisé en 2024.

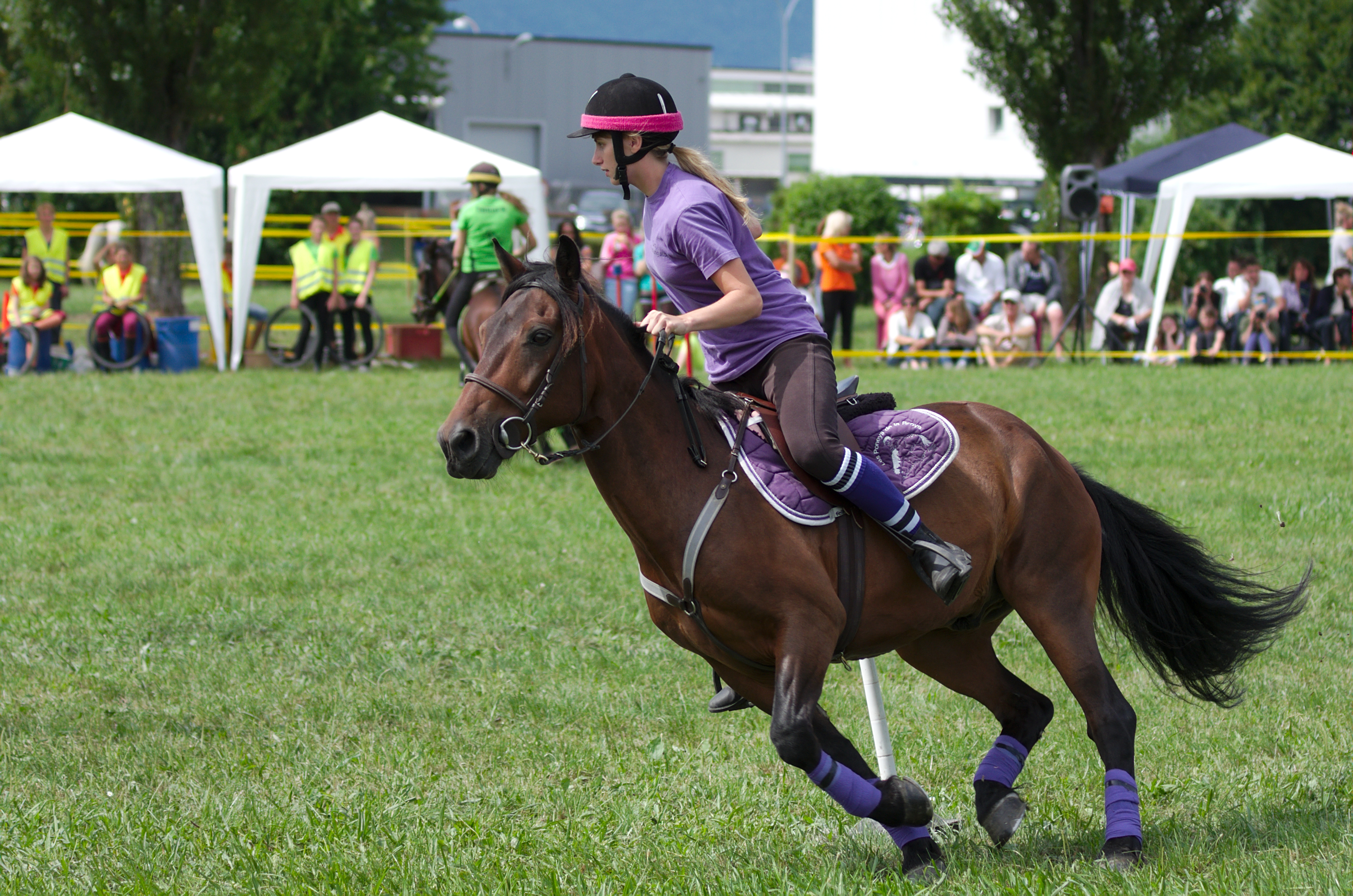
Jeune fille pratiquant l'équitation sur poney, en Suisse.

L’équitation est la technique de conduite d'un équidé monté, sous l'action humaine. Elle peut être pratiquée comme un art, un loisir, un sport, ou dans le cadre d'un travail. L'être humain qui pratique l'équitation, appelé cavalier ou cavalière, monte sur le dos d'un cheval ou d'un poney dirigé à l'aide de ses mains tenant les rênes, et de ses jambes. L'équitation implique un matériel spécifique, généralement une selle à étriers, posée sur un amortisseur et un tapis et sur laquelle les cavaliers s'assoient. La monture porte le plus souvent une bride ou un filet sur sa tête, avec ou sans mors, le tout attaché aux rênes. L'apprentissage de l'équitation repose sur la maitrise des moyens humains de communication permettant de contrôler la vitesse et la direction de la monture, tout en évitant des blessures. Le cheval suit lui aussi un apprentissage grâce à ses capacités cognitives, permettant la compréhension des instructions qui lui sont transmises et l'adaptation au niveau des cavaliers.
Initialement développée pour faciliter les déplacements, l'équitation tient historiquement un rôle utilitaire. À cela s'ajoute un rôle militaire, comme en témoignent les corps de chevalerie et de cavalerie. Avec la généralisation de la motorisation, l'économie de l'équitation s'oriente presque essentiellement vers la pratique du sport et des loisirs, via un enseignement dans des centres équestres et des « poneys clubs ». L'équitation fut longtemps une pratique largement masculine, en particulier dans les pays occidentaux. Elle devient mixte au cours du XXe siècle, et attire désormais une majorité de femmes dans ces pays. L'équitation de travail et de déplacement perdure dans des lieux où l'usage de véhicules à moteur n'est pas généralisé.
Les formes d'équitation sont très nombreuses et variées. Les sports hippiques sont pratiqués à large échelle. Les sports équestres comptent trois disciplines olympiques : saut d'obstacles, dressage, et concours complet d'équitation. Parmi les pratiques équestres fréquentes figurent également la randonnée équestre, l'endurance, l'équitation western et la voltige en cercle. Une équitation éthologique s'est développée, ainsi que la voltige cosaque et différents type de spectacles équestres, tels que le carrousel. Le succès du couple formé avec un cheval dépend notamment de la relation de confiance et de respect qui s’établit entre l'être humain et l'animal. En compétition, l'équitation est l'un des rares sports où hommes et femmes concourent dans les mêmes catégories. 
L'équitation est l'objet de critiques. Elles portent sur son aspect onéreux et élitiste, et sur des constats de maltraitances des animaux. Vétérinaires et éthologues soulignent un manque de prise en compte des connaissances sur l'apprentissage chez le cheval et des intérêts des équidés.

## Définition

Cavalière de l'école espagnole d'art équestre du Chili montant un cheval espagnol gris, qui présente des signes d'inconfort.

Le Centre national de ressources textuelles et lexicales et le dictionnaire Le Robert définissent l'équitation comme l'« action de monter à cheval », et en particulier l'art de la monte à cheval selon certaines règles codifiées,. Ce mot provient du latin equitare, qui signifie « aller à cheval », et a donné equitatio. En fonction de la finalité recherchée, l'équitation relève du combat, du travail, de l'art, du sport ou des loisirs.
Comme le rappelle le vétérinaire et éthologue Pr Paul McGreevy, les techniques d'équitation traditionnelles proviennent de l'association entre l'être humain et le cheval, et reposent sur de subtiles interactions entre ces deux êtres vivants. La cavalière olympique Lendon Gray décrit ainsi une séance d'équitation comme un « apprentissage systématique » de la part du cavalier, passant par l'utilisation de son corps, l'interaction « raisonnée et cohérente » avec le cheval, et le ressenti des mouvements de la monture. Le cheval manifeste lui aussi une intelligence en équitation, notamment par ses capacités d'apprentissage et sa compréhension des intentions du cavalier,.
De façon plus anecdotique, il est possible à un être humain de monter sur le dos d'autres animaux que les équidés et de mettre en place des moyens de communication pour les diriger, comme l'autruche, le dromadaire, l'éléphant et le taureau.
Il est également possible d'atteler un cheval (ou autre animal) à un véhicule plutôt que de monter sur son dos, on parle alors d'attelage.

### Savoirs et gestes communs

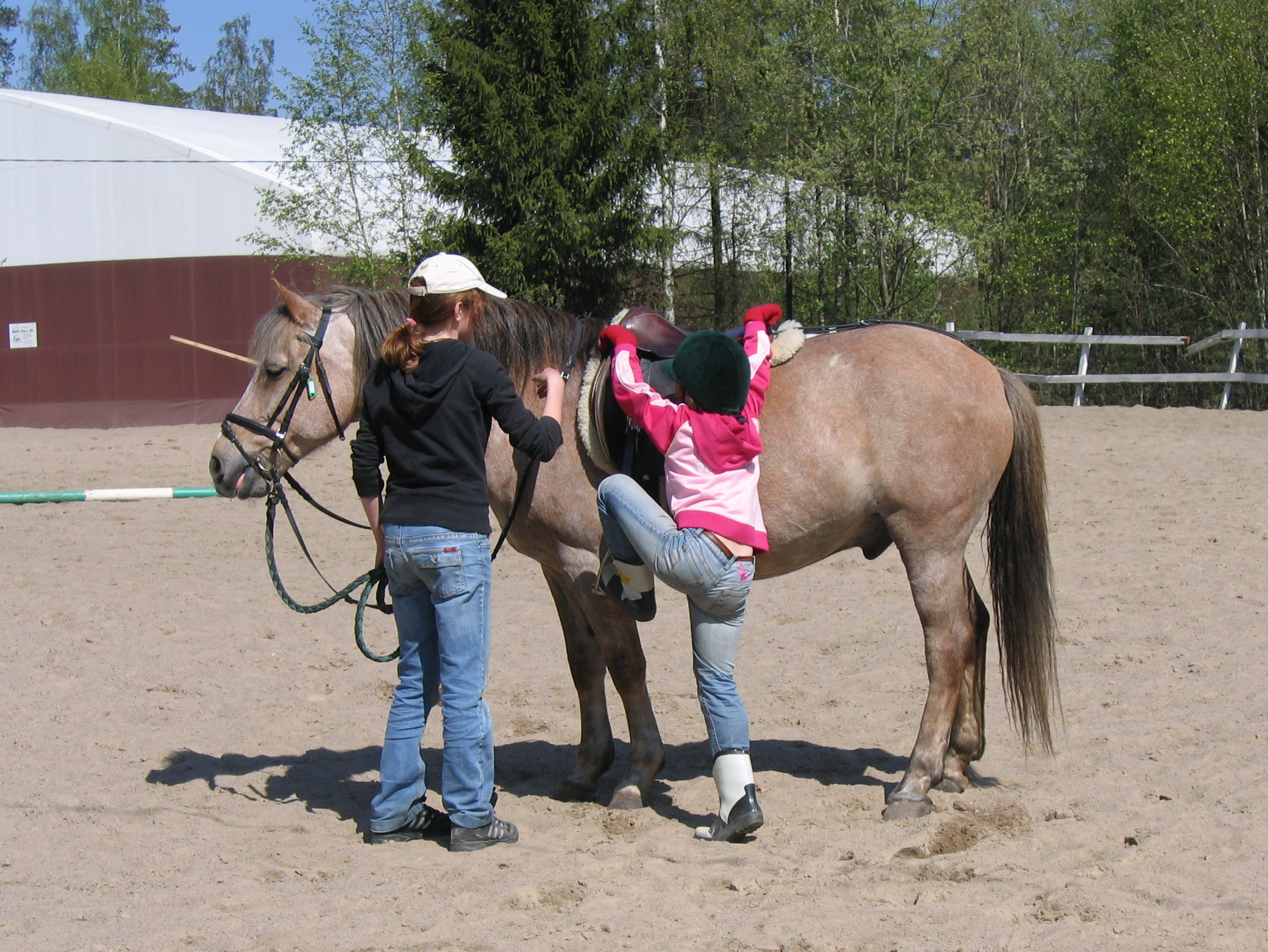
Mise en selle d'une fillette de huit ans à poney : le pied gauche appuyé sur l'étrier, elle se hisse sur la selle.

Des gestes et savoirs fondamentaux d'équitation sont communs, indépendamment de la discipline équestre pratiquée. L'un de ces gestes est le resserrage de la sangle de la selle par les cavaliers avant de monter à cheval (afin d'empêcher la selle de tourner), puis le geste pour se mettre en selle, consistant le plus souvent à poser le pied gauche dans l'étrier gauche, afin d'y prendre appui et de se hisser sur la selle. Les cavaliers s'assoient ensuite dans cette selle, sur le gras de leurs fesses. Quand la séance d'équitation se termine, les cavaliers « mettent pied à terre », en déchaussant leurs deux étriers pour ensuite se laisser glisser sur le sol, généralement par le côté gauche.
Le cavalier suit un apprentissage de gestes et de positions qui lui permettent d'obtenir le contrôle sur la vitesse et la direction des déplacements de la monture. Ces gestes lui permettent notamment d’apprendre à demander au cheval de partir au trot ou au galop. Un code sémiotique interspécifique se construit donc entre cavaliers et montures : le cavalier émet des signaux qui sont ensuite interprétés par le cheval, et inversement, il décrypte les signaux émis par sa monture. Une terminologie est employée pour décrire ce qui se passe en équitation, en termes d'attitude du couple cavalier-cheval et de réactions du cheval monté, ce qui donne lieu à la publication de glossaires. De nombreux débats agitent le milieu équestre autour de la question de savoir ce qui constitue une « bonne » ou une « mauvaise » équitation, portant par exemple sur la manière de tenir les rênes, de trotter assis ou encore d'utiliser des aides au galop.

### Aides naturelles

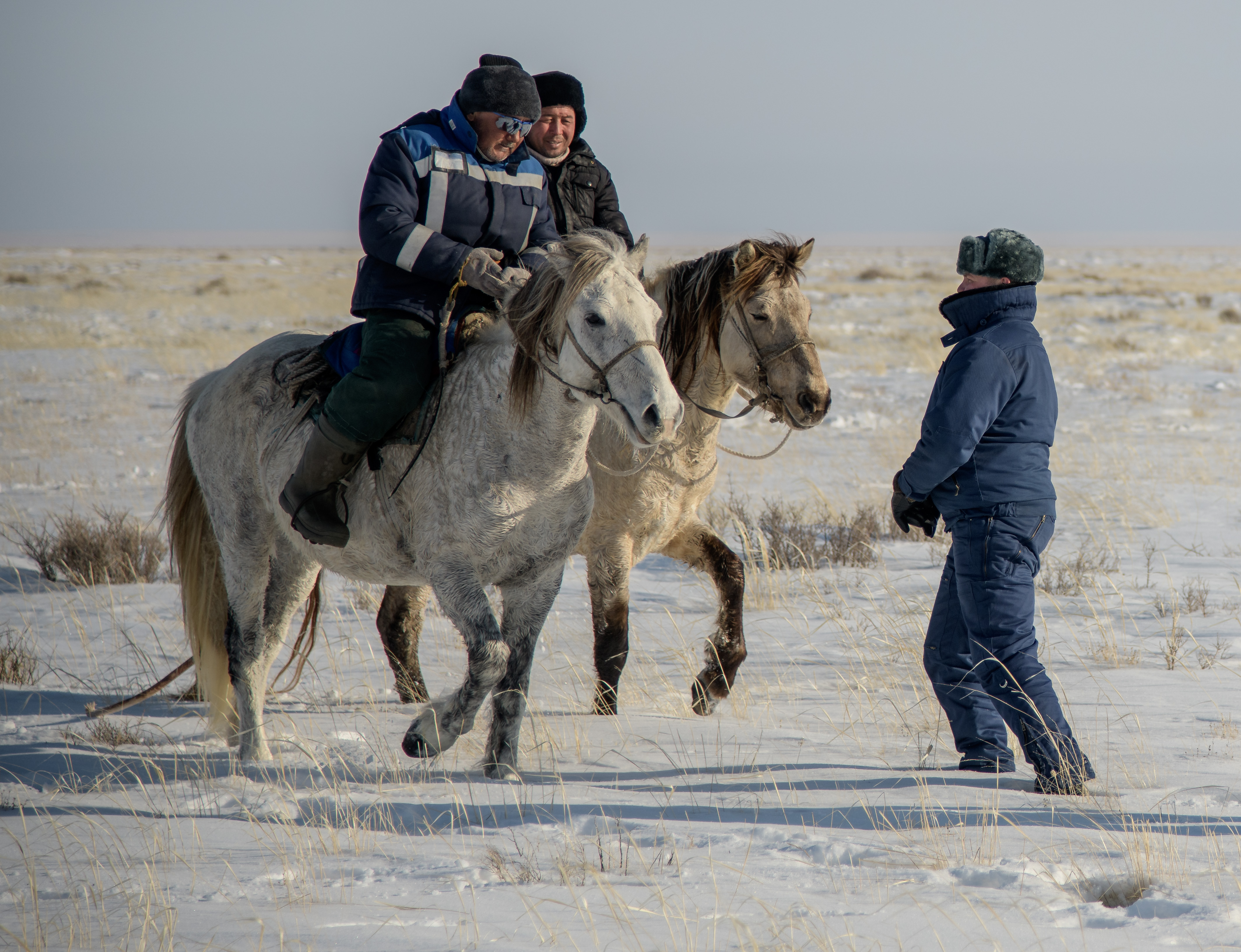
Cavaliers kazakhs faisant usage de leurs mains et de leurs jambes.

On nomme « aides » l'un des deux moyens dont disposent les cavaliers pour communiquer avec leur cheval, l'autre moyen de communication étant la vocalisation. C'est grâce aux aides qu'une demande est transmise au cheval et que la façon dont l'animal y réagit est perçue. Les cavaliers utilisent leurs jambes pour demander et entretenir le mouvement vers l'avant (impulsion), et en particulier pour demander au cheval d'accélérer et de changer d'allure. L'équitation implique donc l'entretien de cette impulsion chez la monture, lorsque l'énergie du mouvement vers l'avant provient de ses membres postérieurs. Le poids du corps est utile pour demander au cheval un changement de direction ; typiquement, le cavalier s'appuie sur l'étrier situé du côté vers lequel il souhaite que le cheval tourne.
Les mains du cavalier servent surtout à demander au cheval de ralentir ou de s'arrêter via les rênes ; elles cèdent lors des accélérations ou des transitions d'allures supérieures ou résistent pour l'empêcher d'accélérer. Les jeunes chevaux apprennent généralement ces codes liés au contact avec les mains du cavalier dès leurs premiers mois d'apprentissage. Ce contact entre les mains du cavalier et la bouche du cheval est considéré comme bon lorsque le cheval le recherche, et que le cavalier le lui donne.
La direction du regard du cavalier joue enfin un rôle d'appoint pour ajuster les aides.

### Nombre et typologie des cavaliers et cavalières
L'équitation est pratiquée et appréciée par des millions de personnes à travers le monde sur les cinq continents. Il est très difficile de connaître le nombre total de cavaliers dans le monde en raison d'un manque de collecte d'informations et d'une grande hétérogénéité dans l'attribution d'une licence d'équitation. En France en 2016, 5,8 % de la population de plus de 15 et moins de 70 ans déclare être montée à cheval au cours des 12 derniers mois, ce qui représente plus de 2,7 millions de cavaliers ; la France est considérée comme le pays européen comptant le plus de cavaliers de loisir. En Grande-Bretagne, le nombre de cavaliers réguliers reste inconnu car la licence d'équitation n'est pas obligatoire, mais il est estimé à environ 3,5 millions de personnes au début du XXIe siècle. 

Diversité des cavaliers et cavalières
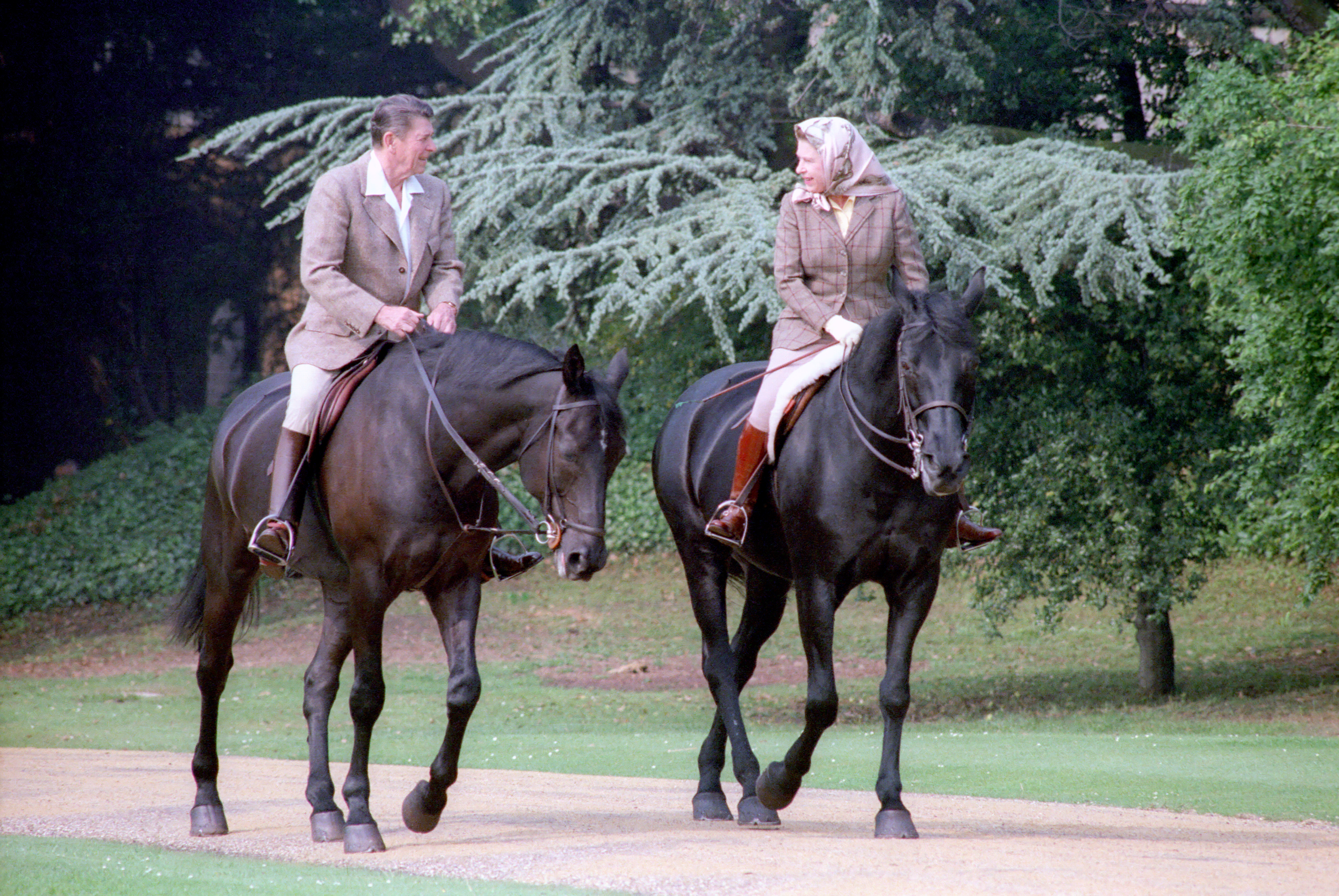
La reine Élisabeth II (à l'âge de 56 ans) pratiquant l'équitation aux côtés du président des États-Unis Ronald Reagan, en 1982.
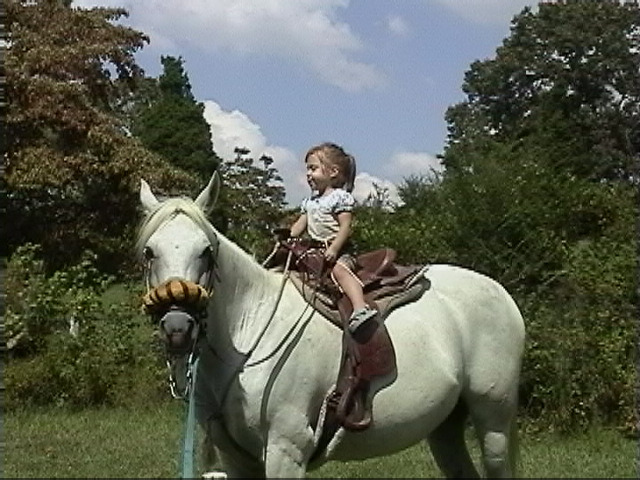
Fillette de trois ans apprenant l'équitation, avec un matériel western
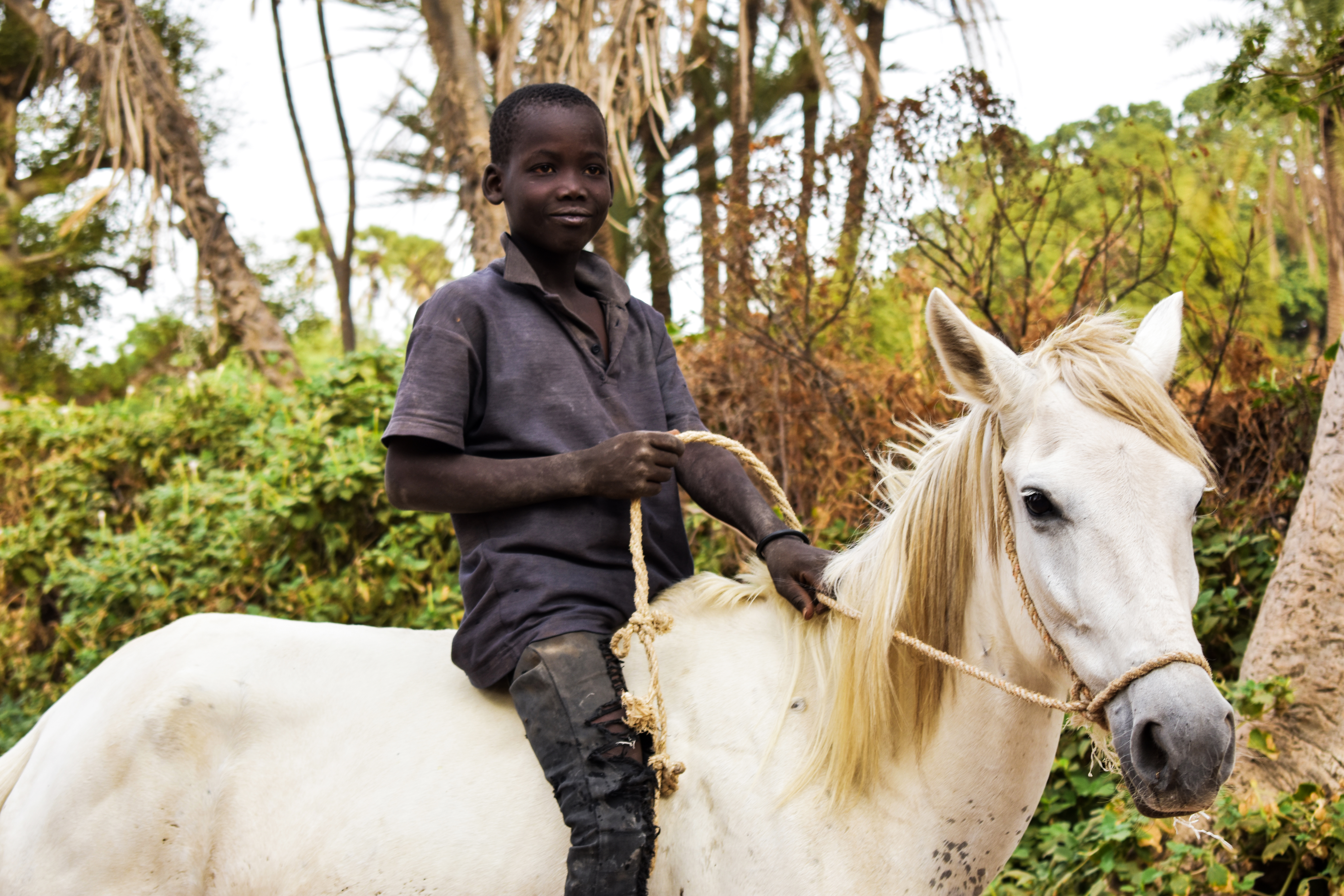
Jeune garçon montant à cheval sans selle ni bride, au Mali.
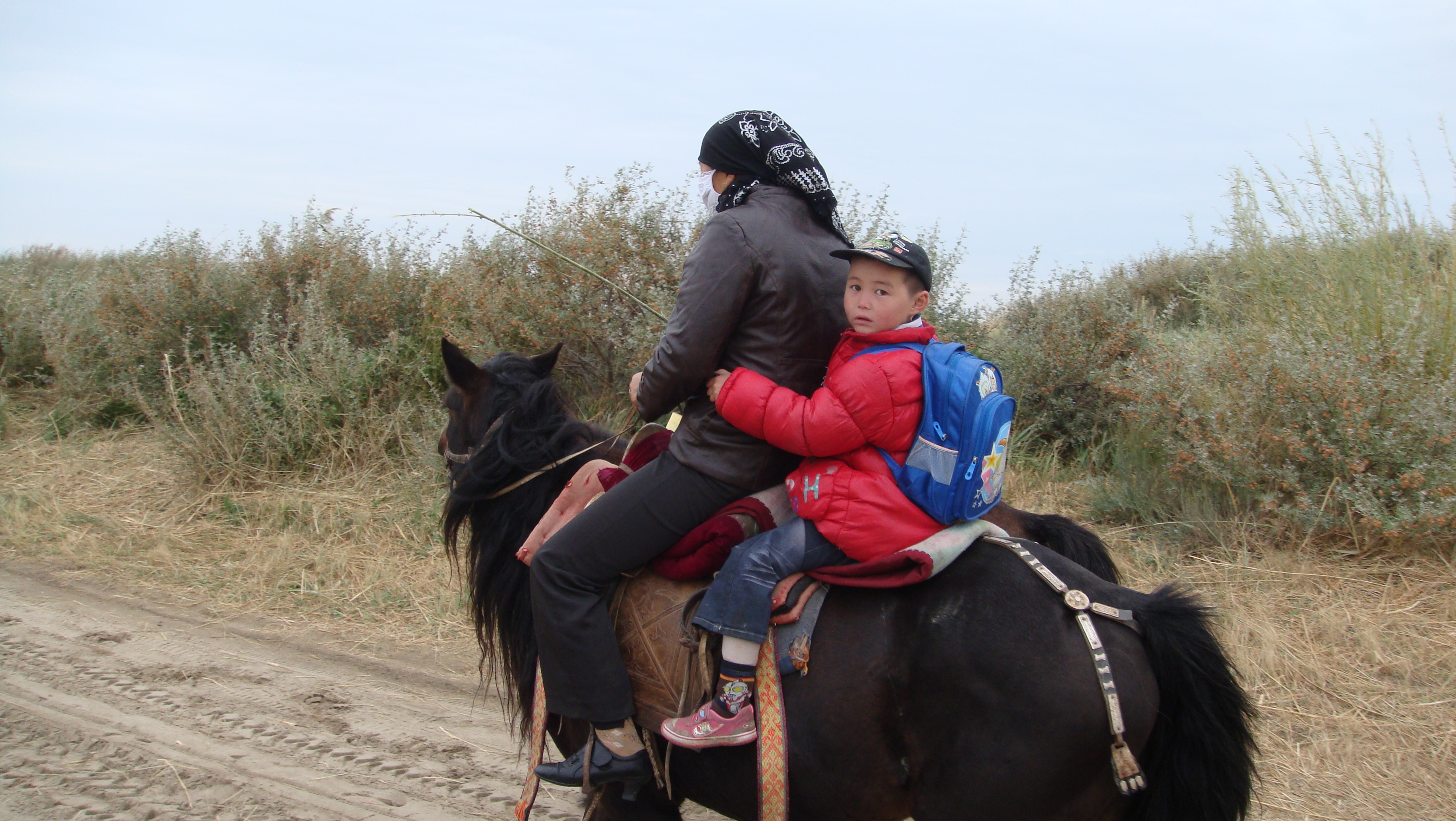
Mère emmenant son enfant à l'école à cheval, en Chine.
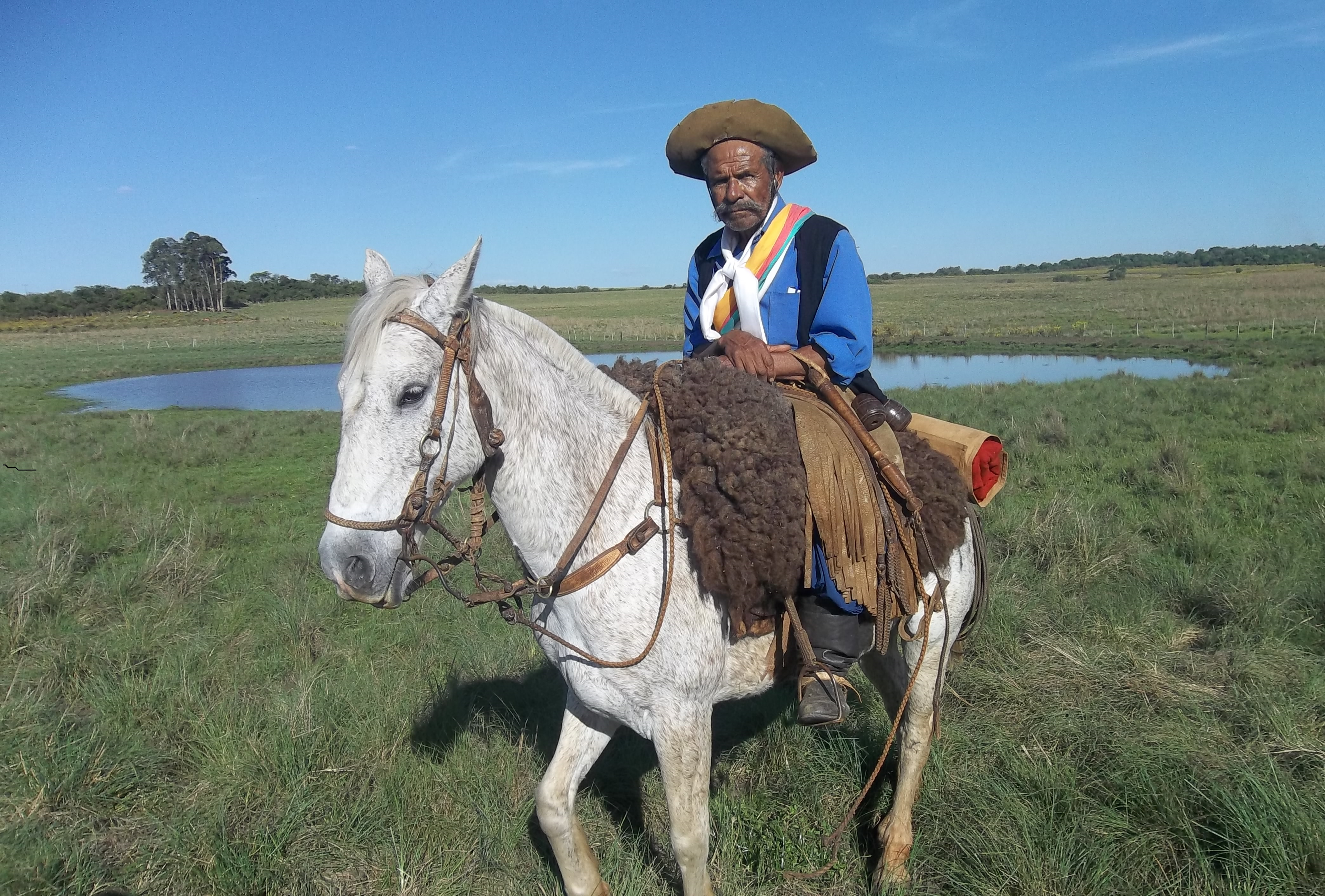
Cavalier gaucho brésilien âgé.

Il est possible d'être cavalier ou cavalière à de très nombreux âges de la vie, depuis les enfants de moins de 4 ans jusqu'aux nombreux exemples à soixante ans ou plus (Mark Todd a participé aux Jeux olympiques d'été de 2016 à 60 ans), en y incluant la médiatique reine d'Angleterre Élisabeth II, apparue publiquement à cheval jusqu'à la fin de sa vie à 96 ans.

## Préparation sportive et entraînement

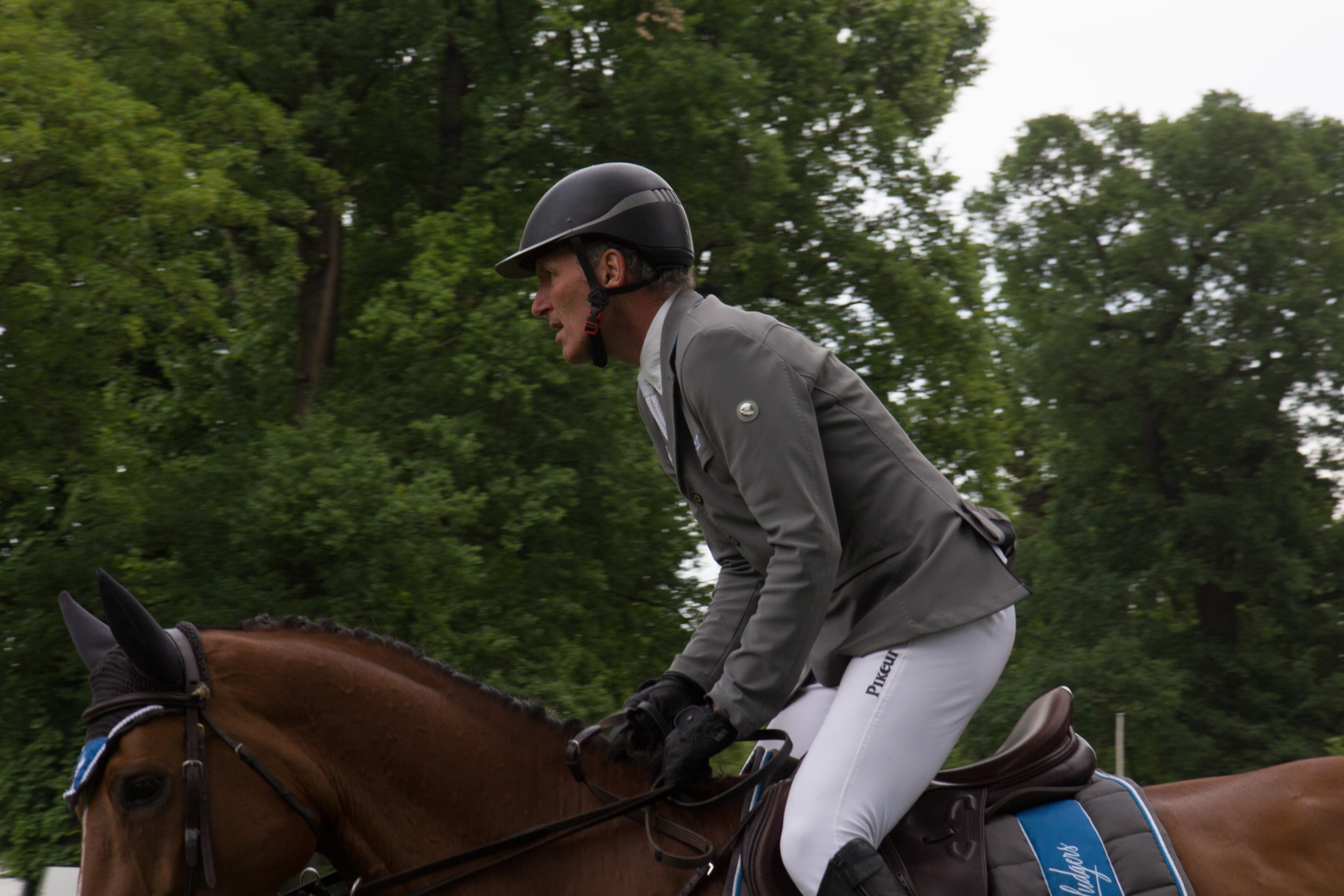
Le cavalier allemand Ludger Beerbaum, ici en suspension sur ses étriers.

Pour des personnes qui ne connaissent pas l'équitation, une observation rapide peut donner l'impression trompeuse que le cheval travaille tout seul,. L'expérience permet de constater que les cavaliers de haut niveau se font en réalité obéir de leur cheval de manière fluide, grâce à des gestes et à des positions techniques et précis.

### Préparation et entraînement du cavalier
Monter à cheval demande une mise en condition préalable. Il s'agit d'un sport difficile, qui demande à l'humain de l'équilibre et de l'endurance, tout en permettant de travailler de nombreux muscles du corps. Sans préparation physique, une séance d'équitation de trente minutes suffit à expérimenter des courbatures le lendemain.
Avant de monter à cheval, il est donc conseillé de suivre une préparation physique incluant du renforcement musculaire, des étirements, et si besoin une perte de poids. L'écuyer en chef du Cadre noir Patrick Teisserenc conseille une préparation physique d'au moins deux heures chaque semaine, avec un travail sur l'équilibre, le renforcement musculaire, le système cardio-vasculaire et la préparation mentale.
L'écuyer Guillaume Henry conseille ensuite de monter le plus grand nombre de chevaux différents, afin d'acquérir de l'expérience. L'usage des mains est l'un des révélateurs de la compétence réelle de la personne qui pratique l'équitation.
En France, il est possible de passer des examens d'équitation nommés Galops. Les premiers apprentissages des cavaliers incluent celui de se mettre en selle et de descendre de la selle, de re-sangler la selle, tenir les rênes, avoir une position jugée correcte sur le dos du cheval, trotter et galoper sur le cheval en lui demandant des transitions d'allures, apprendre à tourner, et s'équilibrer sur les étriers.

### Préparation et entraînement de l'équidé

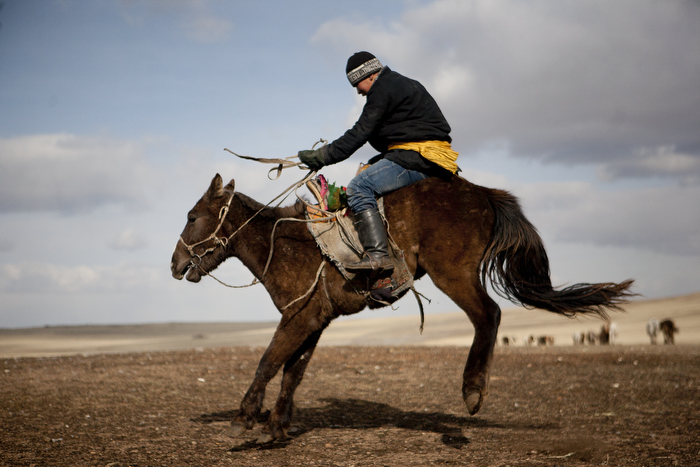
Débourrage d'un cheval par tentative d'acceptation directe d'un cavalier (ici, en Mongolie), une méthode peu efficace et controversée.

En équitation, le cheval est incité à apprendre que l'être humain n'est ni un prédateur, ni un compagnon de jeu. Il existe différentes méthodes permettant d'obtenir qu'un cheval accepte de porter une personne sur son dos et de répondre à des ordres de base,,. L'équipe scientifique de Deborah Goodwin souligne l'existence d'une croyance ancienne « selon laquelle la domination humaine et la soumission équine sont la clé d'un dressage réussi », impliquant que la force soit souvent utilisée contre le cheval dans le but de lui apprendre à « respecter » son dresseur pendant l'étape de débourrage. Le recours à la force pendant son apprentissage entraîne l'installation de comportements d'esquive, de fuite et de résistance chez le cheval d'équitation. Il est plus efficace de faire appel à des techniques de conditionnement opérant.

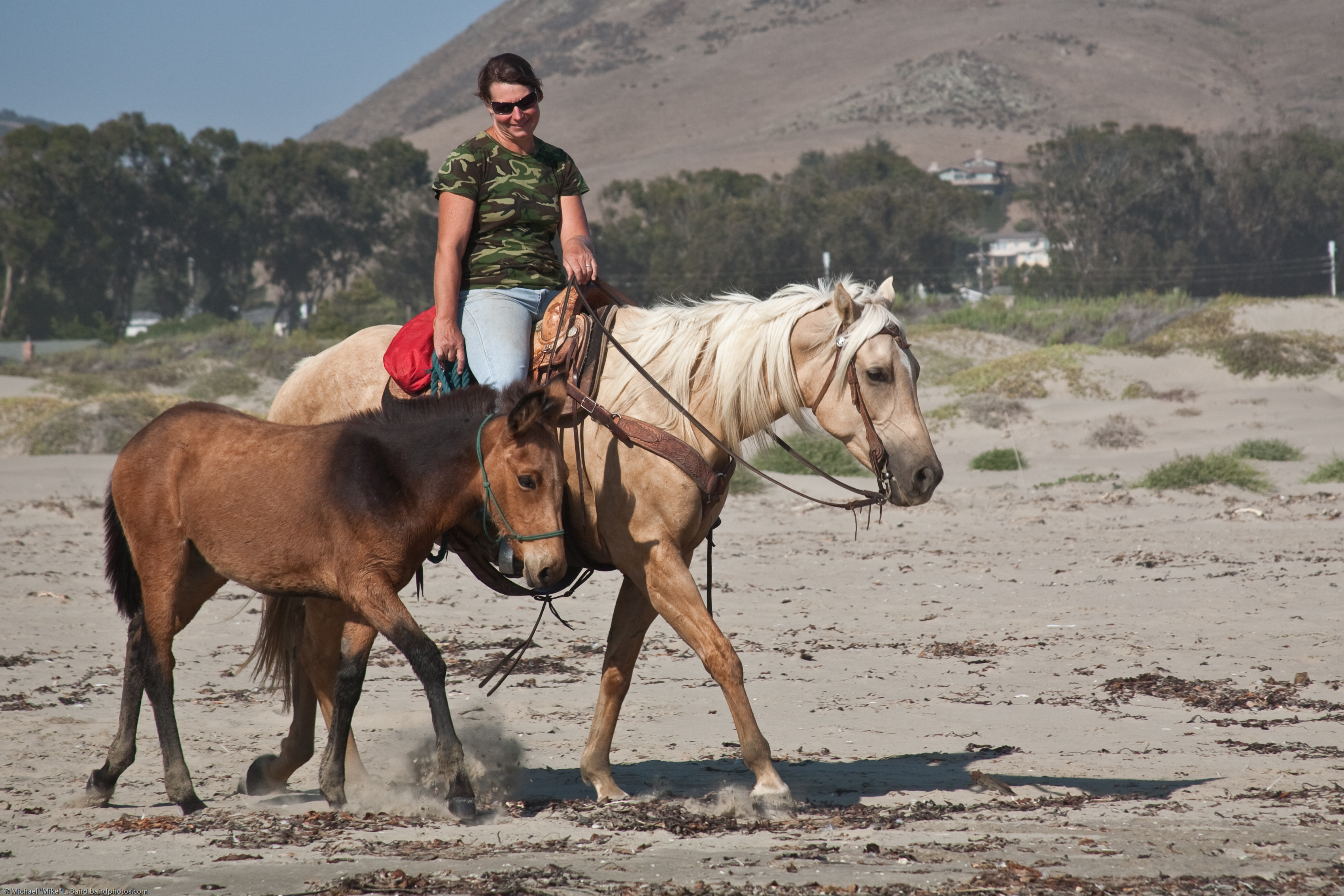
Entraînement d'un jeune cheval par habituation, aux côtés d'un plus âgé et plus expérimenté.

L'instructeur Nicolas Blondeau conseille un débourrage par étapes, commençant par un travail à pieds avant de terminer par des sorties sur le dos du cheval, dans un environnement « encadré ».
Après le débourrage, le cheval peut acquérir de nouveaux codes de communication, et être travaillé sur divers exercices d'équitation à travers des assouplissements, étirements, et descentes ou extensions d'encolure. Pour atteindre le plus haut niveau des compétitions d'équitation, le cheval doit suivre un entraînement musculaire précis et abouti.
Le cheval peut mobiliser ses apprentissages pour pallier un trop faible niveau d'équitation de son cavalier éventuel ; la docteure en ethnologie María Fernanda de Torres Álvarez cite en exemples les chevaux de race Camargue montés par des bénévoles pour le travail du bétail, qui sont capables de corriger d'eux-mêmes les erreurs des cavaliers débutants pour rattraper des taureaux en fuite ; les chevaux de randonnée expérimentés montés par des cavaliers débutants en équitation sont pour leur part capables d'ignorer des instructions incohérentes.

### Types et races de chevaux en équitation

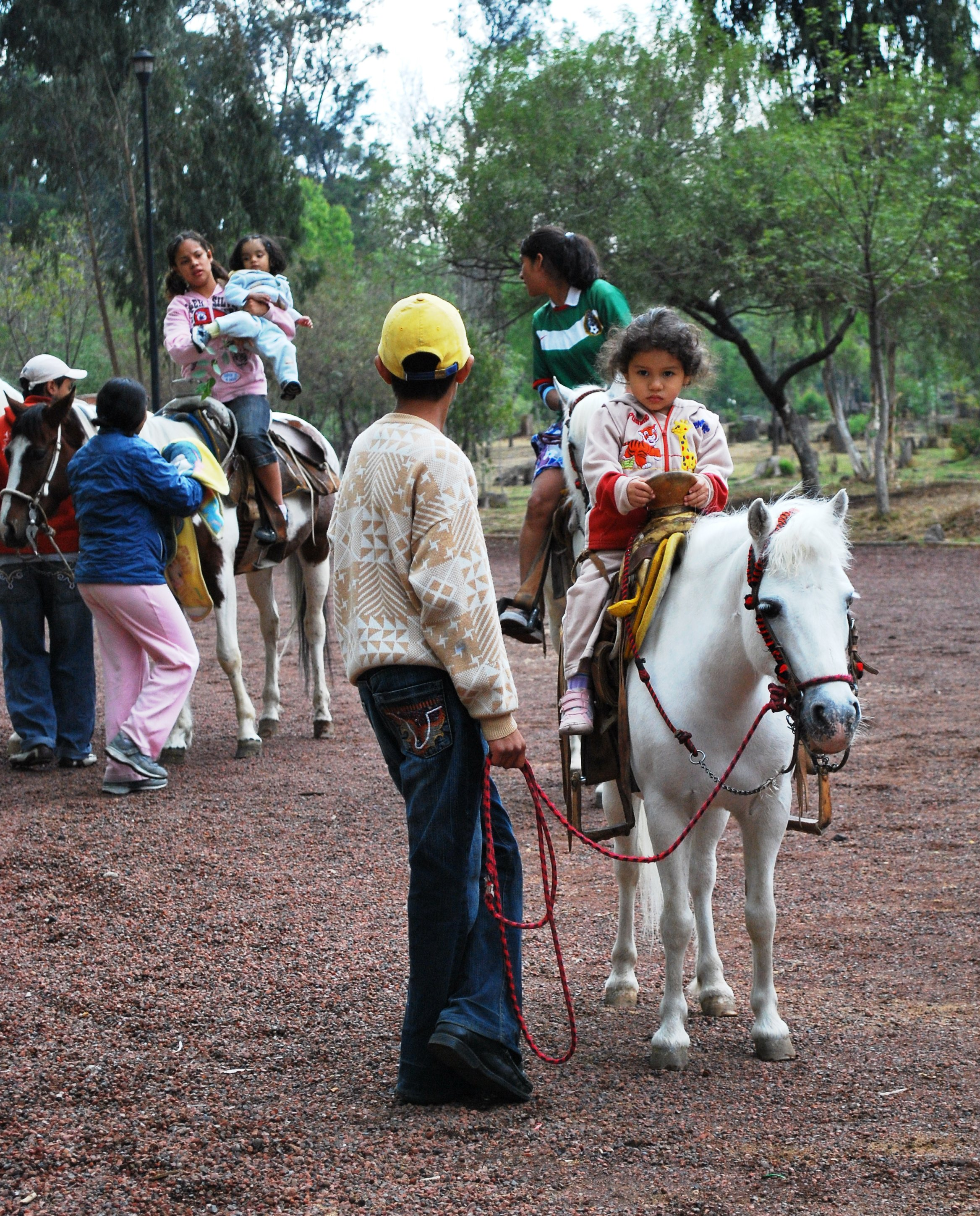
Jeune cavalière débutant l'équitation avec un poney adapté à sa taille.

La plupart des chevaux peuvent être montés par des cavaliers, la question de leur race ou de leur type n'ayant pas d'importance en équitation de loisir. Les enfants qui débutent pratiquent en général de l'équitation sur poney, avec des montures adaptées à leur taille ; le poney de type Shetland constitue souvent la première monture des très jeunes enfants.
La race du cheval, ainsi que son modèle, prennent de l'importance en cas de participation à des compétitions sportives d'équitation. En fonction du type d'équitation pratiquée à plus haut niveau, il devient nécessaire de choisir une morphologie du cheval adaptée. Malgré des débats de spécialistes, certaines conformations de chevaux sont toujours contre-indiquées pour pratiquer une équitation régulière, notamment les chevaux au dos ensellé (creusé) ou aux paturons très longs.

## Matériel
Pratiquer l'équitation implique le port de certains équipements. Il existe des spécificités dans ce matériel en fonction de la discipline équestre pratiquée.
Hors équitation proprement dite, du matériel d'écurie est nécessaire pour assurer les soins des équidés, en particulier le pansage et l'entretien des pieds.

### Harnachement du cheval
Le harnachement du cheval peut être en cuir ou synthétique. S'il est en cuir, il demande un entretien régulier. La monte à cru désigne une équitation sans selle ni tapis de selle ; elle permet un travail sur l'équilibre mais il est déconseillé de la pratiquer longtemps, car elle peut causer des douleurs au cheval comme au cavalier.
En équitation montée, l'équipement courant du cheval compte un filet ou une bride, munis ou non d'un mors (voir bride sans mors et hackamore), qui permet de contrôler la tête du cheval. Il doit être parfaitement réglé sur la morphologie de sa tête. Les évolutions et déclinaisons du mors témoignent de « la multiplicité des tentatives des cavaliers pour communiquer efficacement avec le cheval monté », mais aussi de l'échec de ces tentatives à travers l'invention de systèmes de mors de plus en plus durs. Les rênes permettent de guider le cheval.

Harnachement du cheval
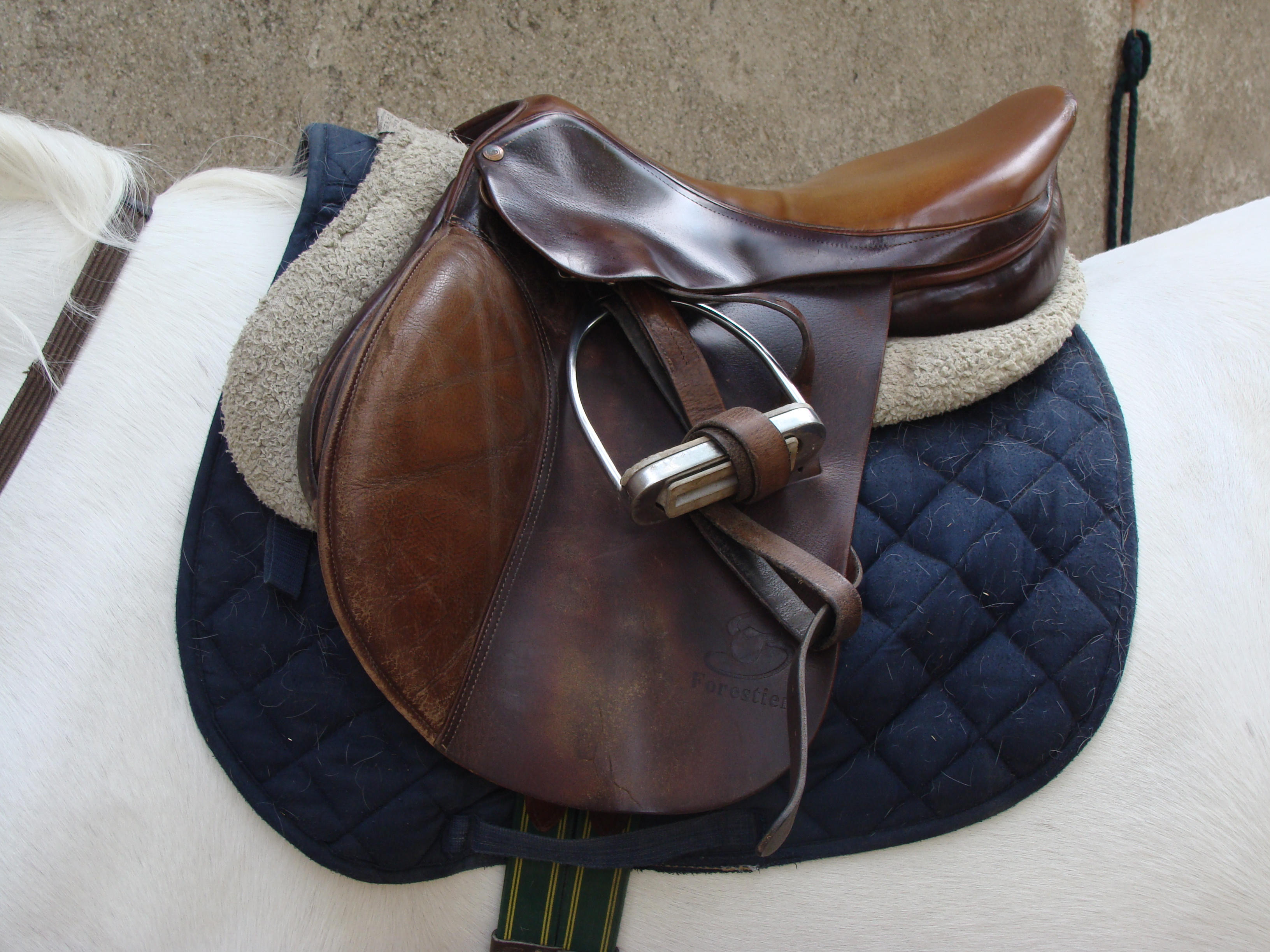
Selle
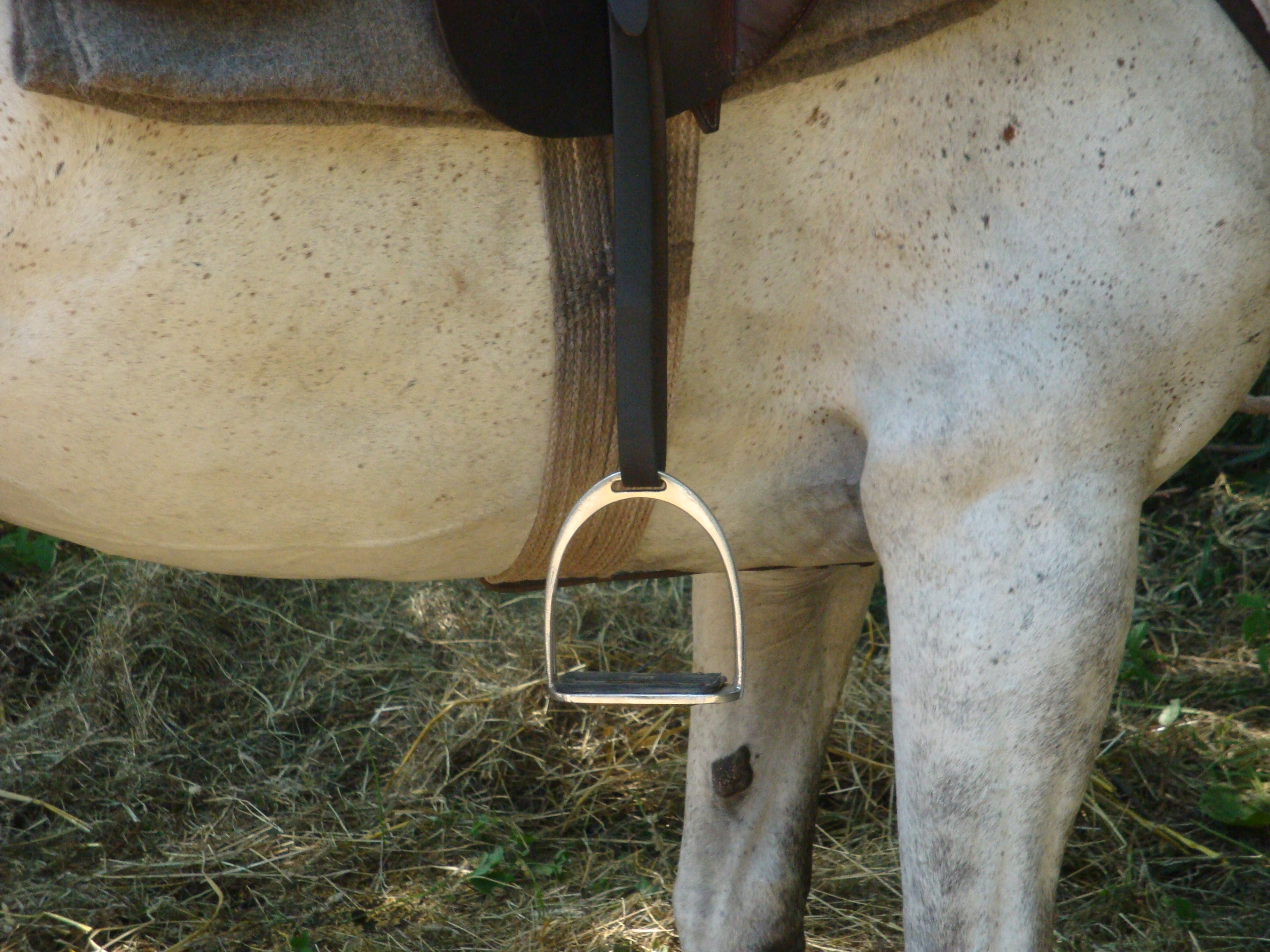
Étriers, attachés à la selle par des étrivières
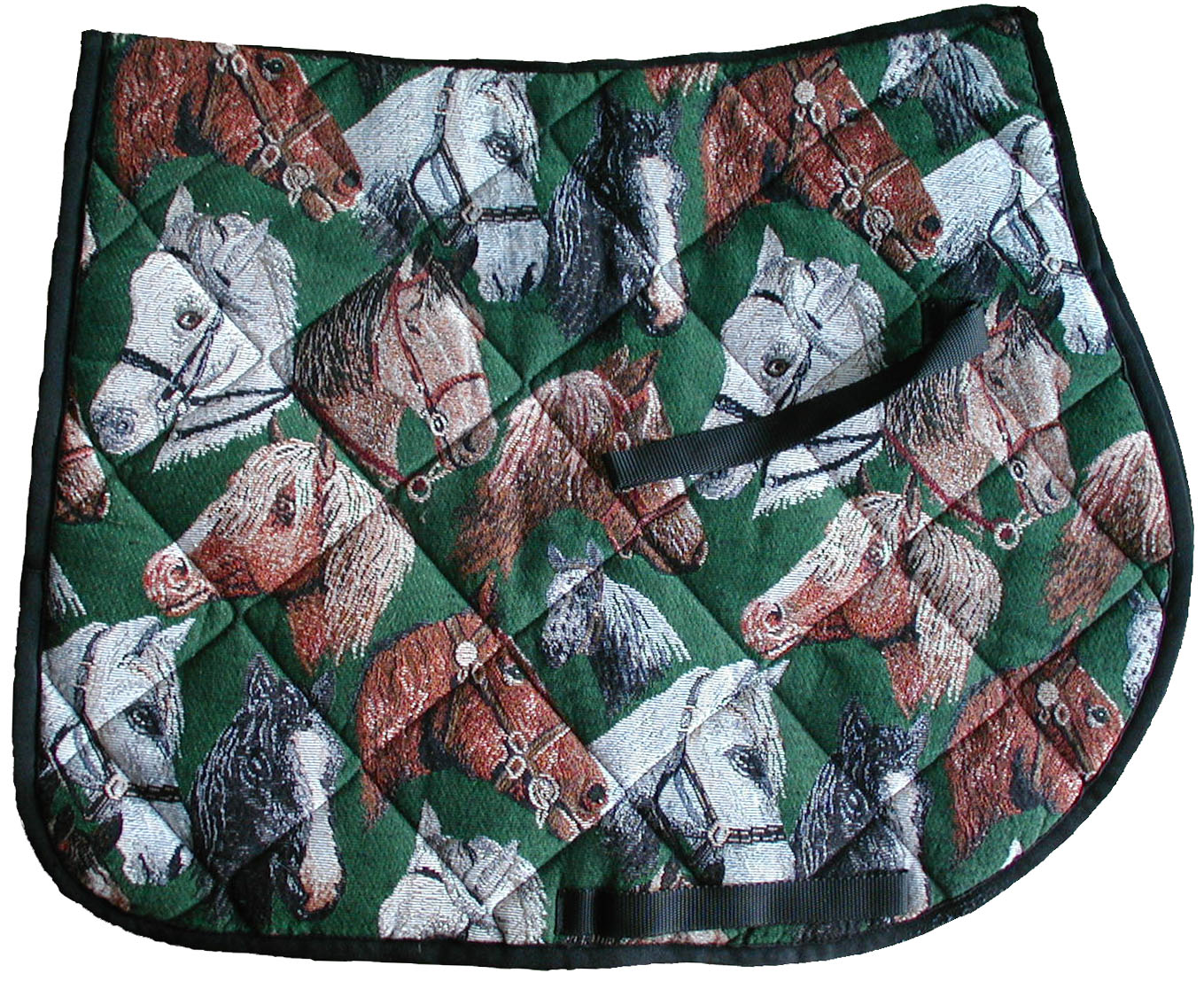
Tapis de selle
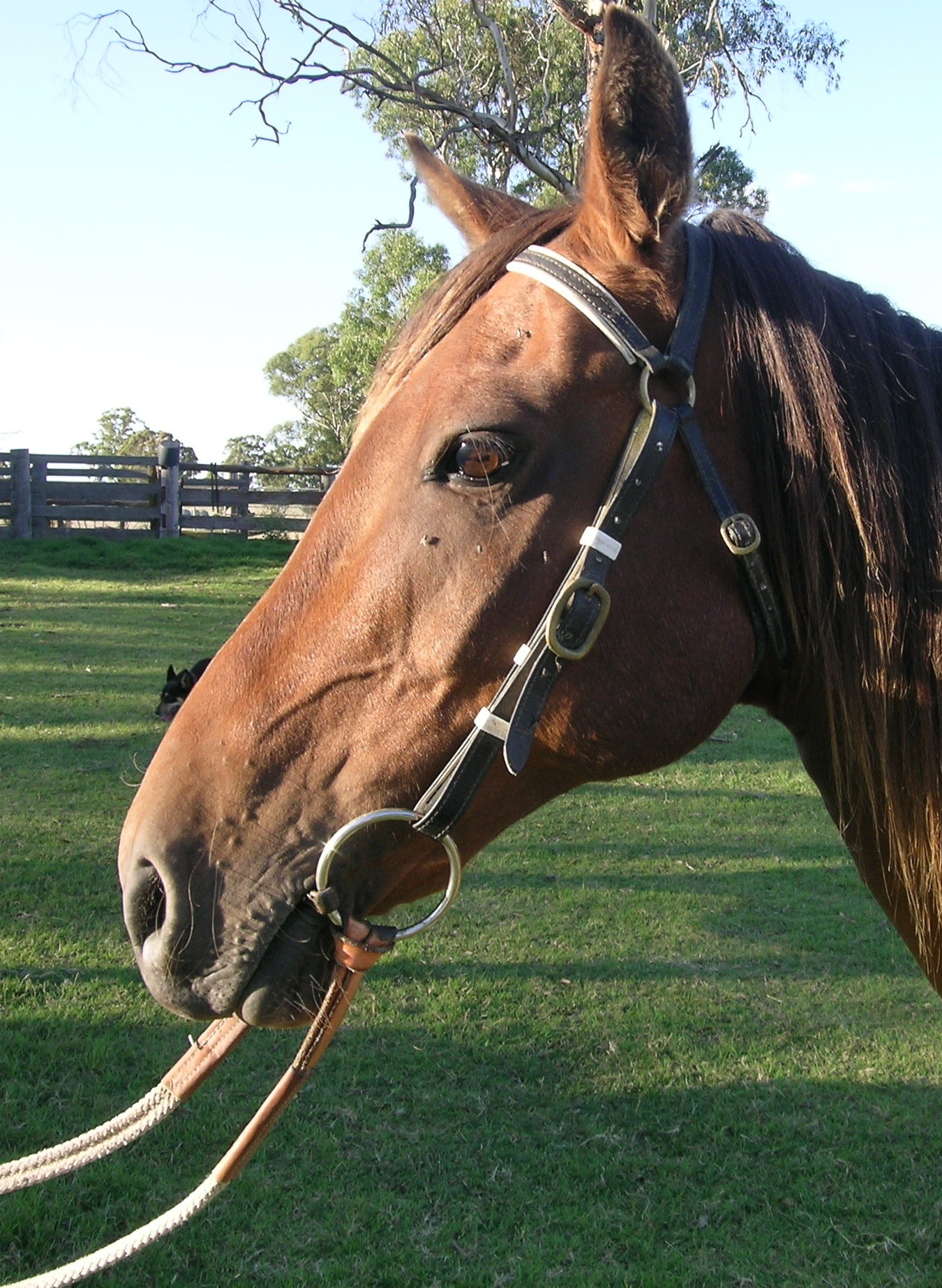
Filet ou bride, avec ou sans mors, muni de rênes

Le tapis de selle est obligatoire ; en coton ou synthétique, il se place sur le dos et sous la selle, permet d'absorber la transpiration du cheval, de protéger son dos et d'empêcher l'équipement de glisser. Il peut s'y ajouter un amortisseur de dos, permettant d'absorber les chocs et de protéger le dos du cheval des secousses provoquées par le cavalier. Ressemblant à un coussin synthétique en mousse ou en gel, il se place entre le tapis et la selle,. Un pad de garrot peut éventuellement compléter, pour limiter les frottements dans cette zone.
La selle, posée sur le tapis (ou sur l'amortisseur + tapis), doit être parfaitement adaptée à la forme du dos du cheval qui la porte,. Elle est maintenue sur le cheval par une sangle en cuir, en coton ou synthétique, et est le plus souvent munie d'étriers qui offrent une meilleure stabilité au cavalier et soulagent le dos du cheval dans certaines situations.
En fonction de l'équitation pratiquée, il est possible d'ajouter des protections aux membres du cheval, de type guêtre, protège-tendons, cloches, protège-boulets et bandes.

### Équipement du cavalier
Certains équipements sont conçus comme des protections pour les cavaliers, particulièrement lorsqu'ils débutent. La bombe, ou casque, sert à protéger la tête en cas de chute. Elle doit être en bon état et ajustée à la forme de la tête du cavalier qui la porte.

Équipement du cavalier
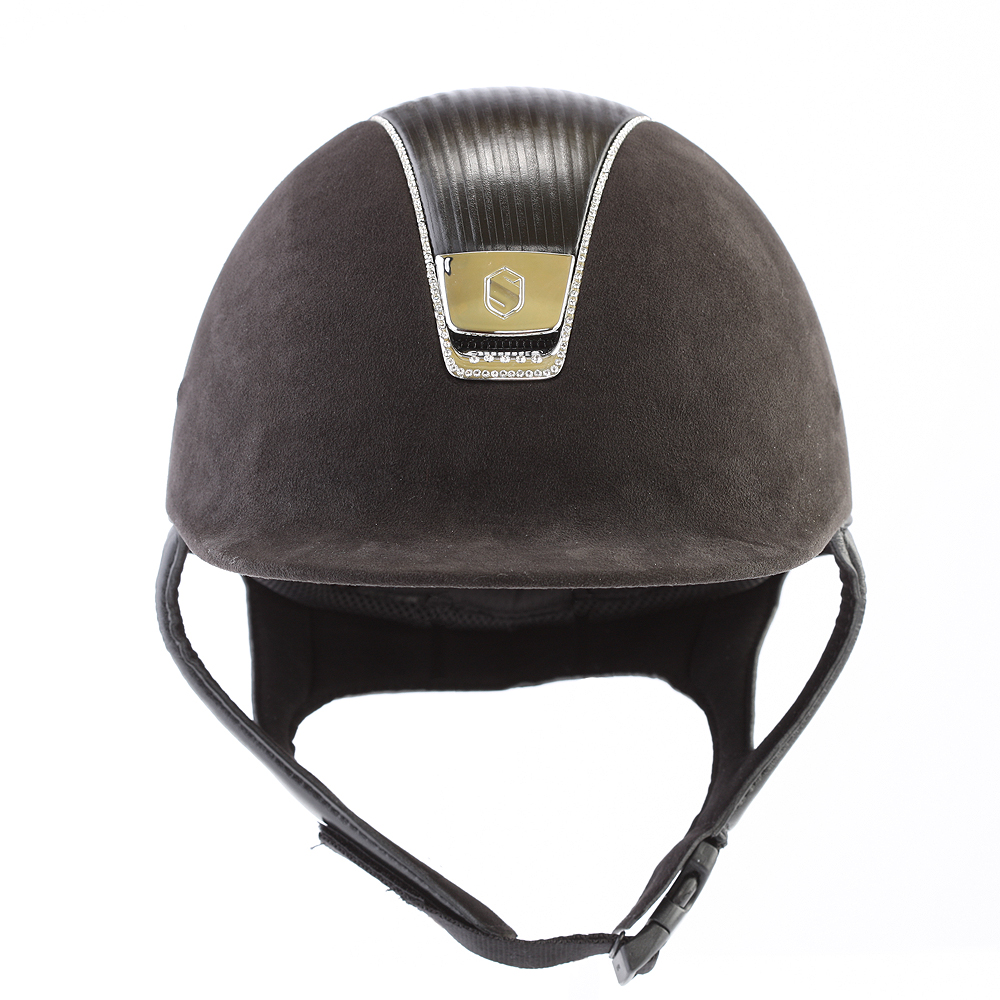
Bombe ou casque (fortement recommandé)
Bottes
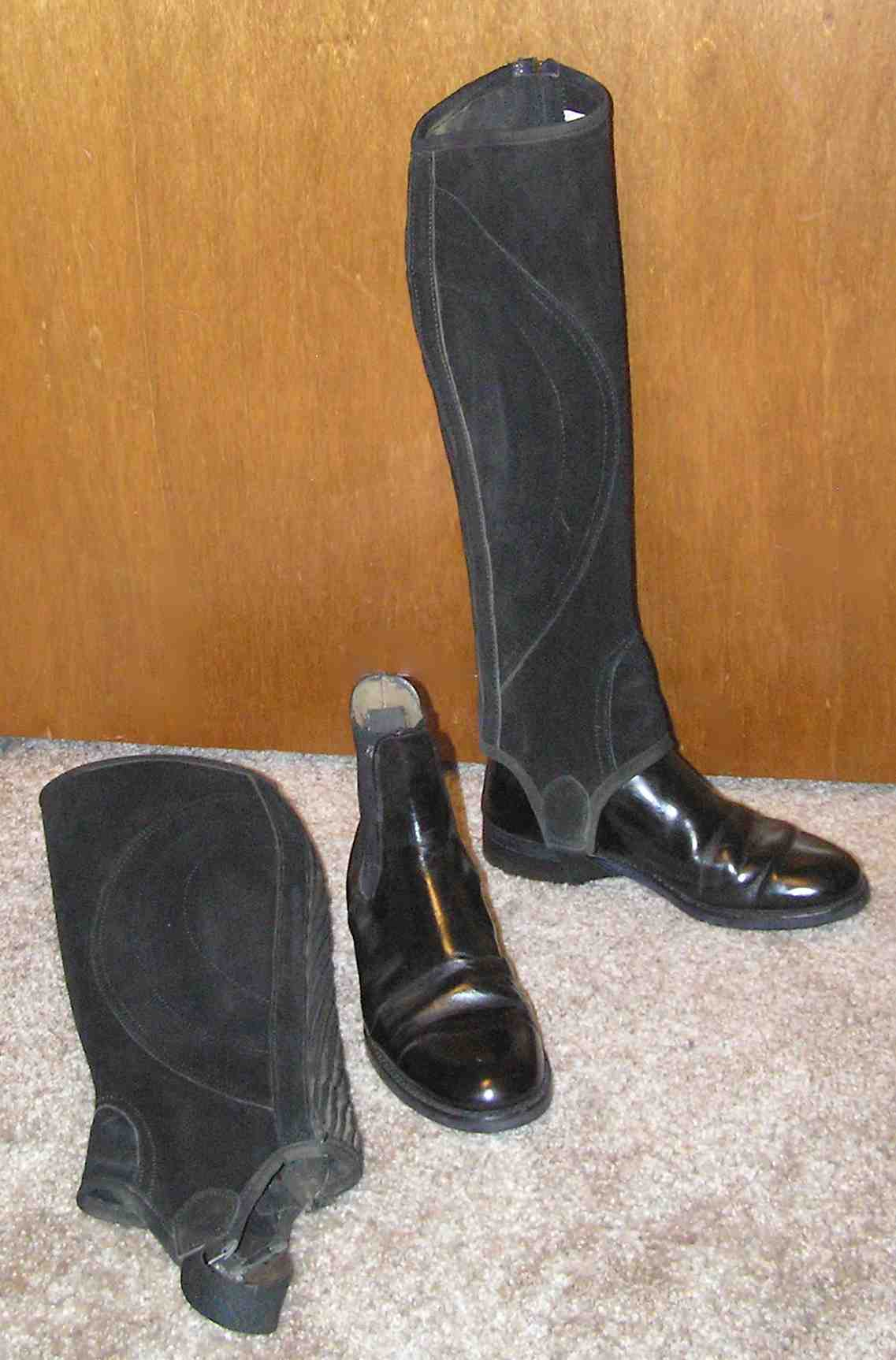
Chaps
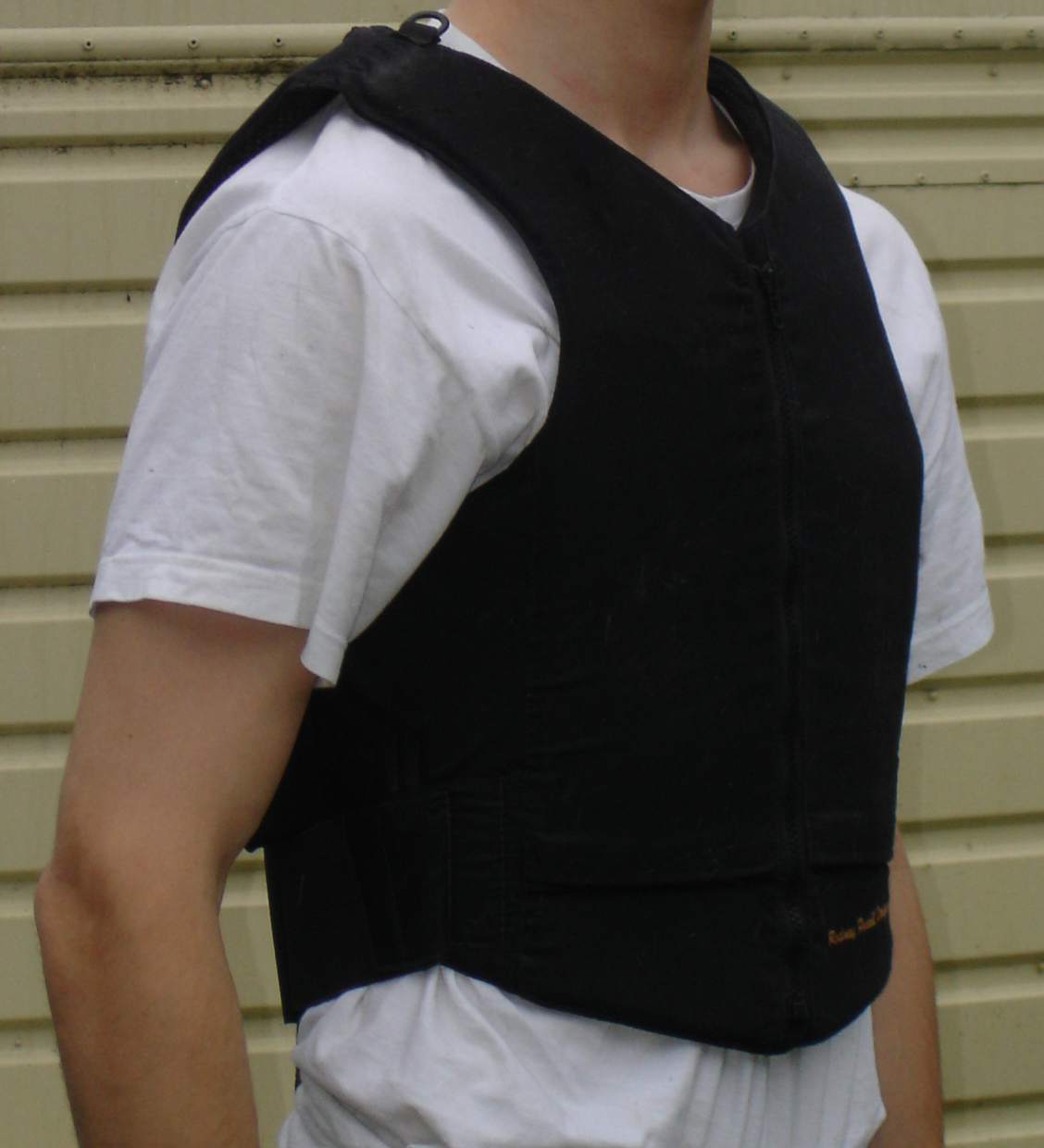
Gilet de protection (en fonction de la pratique)

Un gilet de protection ou « protège-dos », parfois équipé de coussins gonflables de sécurité (« airbag »), peut s'ajouter au matériel indispensable pour pratiquer des équitations risquées, telles que le cross ou la randonnée tous-terrains. Le pantalon d'équitation n'est pas indispensable, mais il est plus confortable à l'usage.

#### Bottes
Les bottes sont, après le casque, le second élément indispensable, car elles permettent d'éviter des douleurs liées au frottement de la jambe sur les étrivières,. Il est possible de monter à cheval avec une paire de bottes basiques en caoutchouc, mais la plupart des pratiquants réguliers acquièrent des bottes d'équitation, plus confortables, ou bien des bottines, qui ont l'avantage de pouvoir aussi être portées pendant des sorties en ville. Des chaps ou des mini-chaps, protections du bas de la jambe en cuir ou en toile huilée, peuvent remplacer les bottes. Elles sont adaptés aux pratiques de randonnée à cheval et à toute équitation qui implique de passer de longues heures en selle. Les chaussures à éviter sont les chaussures de sport, qui peuvent se coincer dans les étriers.

#### Aides artificielles

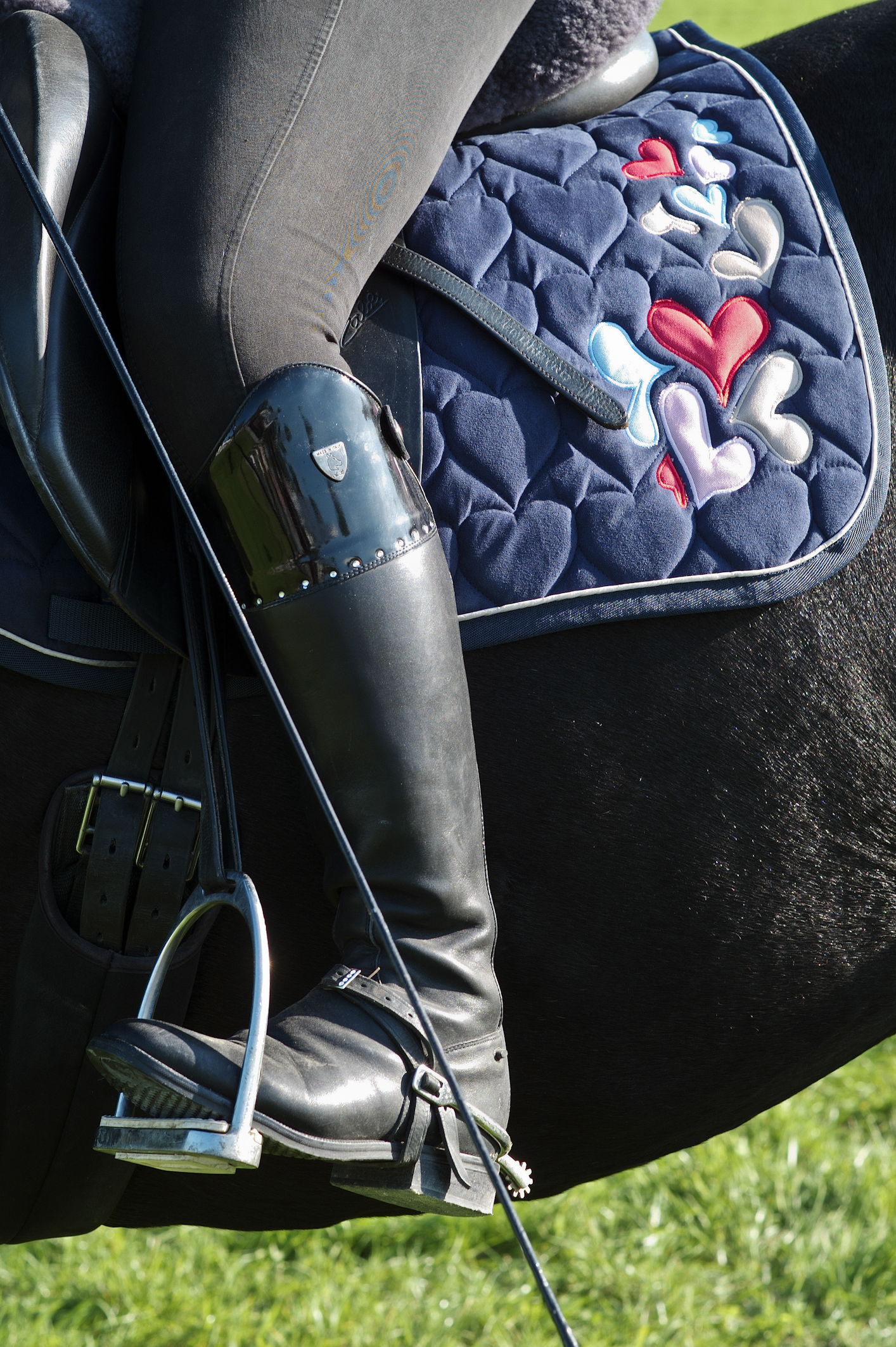
Cravache et éperons à molettes.

La cravache et les éperons sont des aides artificielles du cavalier,. La cravache, tenue en main, sert d'abord à compléter une action des jambes par le toucher. Selon Catherine Ancelet, elle ne devrait servir d'outil de punition qu'en cas de « refus obstiné » du cheval d'obéir à un ordre.
Les éperons se fixent aux bottes. Le cavalier doit avoir intégré la fixité de sa jambe avant de pouvoir s'en servir de façon cohérente,.

## Histoire

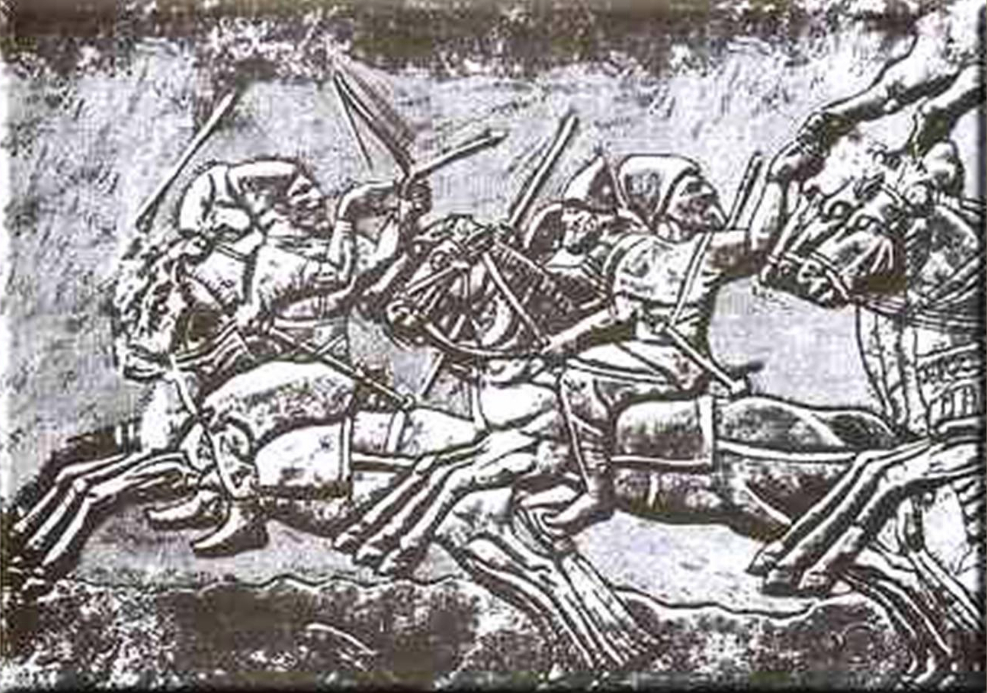
Cavaliers cimmériens sur un bas-relief assyrien.

### Développement et mutations de l'équitation
Les plus anciennes preuves d'équitation sont les déformations typiques d'une pratique équestre régulière sur des squelettes humains datés entre - 3 021 et - 2 501, retrouvés dans des tombes Néolithique de la culture Yamna sur le territoire des actuelles Bulgarie, Hongrie et Roumanie,,. L'équitation ne se généralise en Eurasie que vers - 2 200, avec le contrôle sur la reproduction du cheval. Les cavaliers des steppes eurasiatiques de l'âge du bronze influencent significativement l'histoire de l'humanité, en diffusant la langue proto-indo-européenne et en permettant l'essor du commerce sur de vastes étendues. L'équitation gagne en importance dans les steppes eurasiennes avec le pastoralisme, favorisant la conduite de troupeaux ovins et bovins.
L'ethnologue Jean-Pierre Digard identifie trois transformations majeures dans l'histoire de l'équitation : la généralisation des cavaleries militaires mille ans avant notre ère, l’élaboration de la selle à arçon mille ans plus tard, enfin le passage du domaine militaire et utilitaire au domaine civil, aux sports et aux loisirs (au XXe siècle).
Des raids militaires montés ont pu commencer avant cette époque, mais l'organisation de corps de cavalerie ne remonte pas avant le Ier millénaire av. J.-C.. Le cheval devient une monture en Chine vers le IVe siècle, et se généralise peu avant l'unification impériale (221), via l'usage d'une selle plate avec sangle ; cependant son élevage est « délocalisé » en périphérie du monde chinois, entraînant un retard par comparaison aux techniques équestres développées dans le Proche-Orient. L'apport des Scythes, peuple cavalier indo-européen des grandes steppes eurasiennes dans l'Antiquité, est en effet déterminant,.

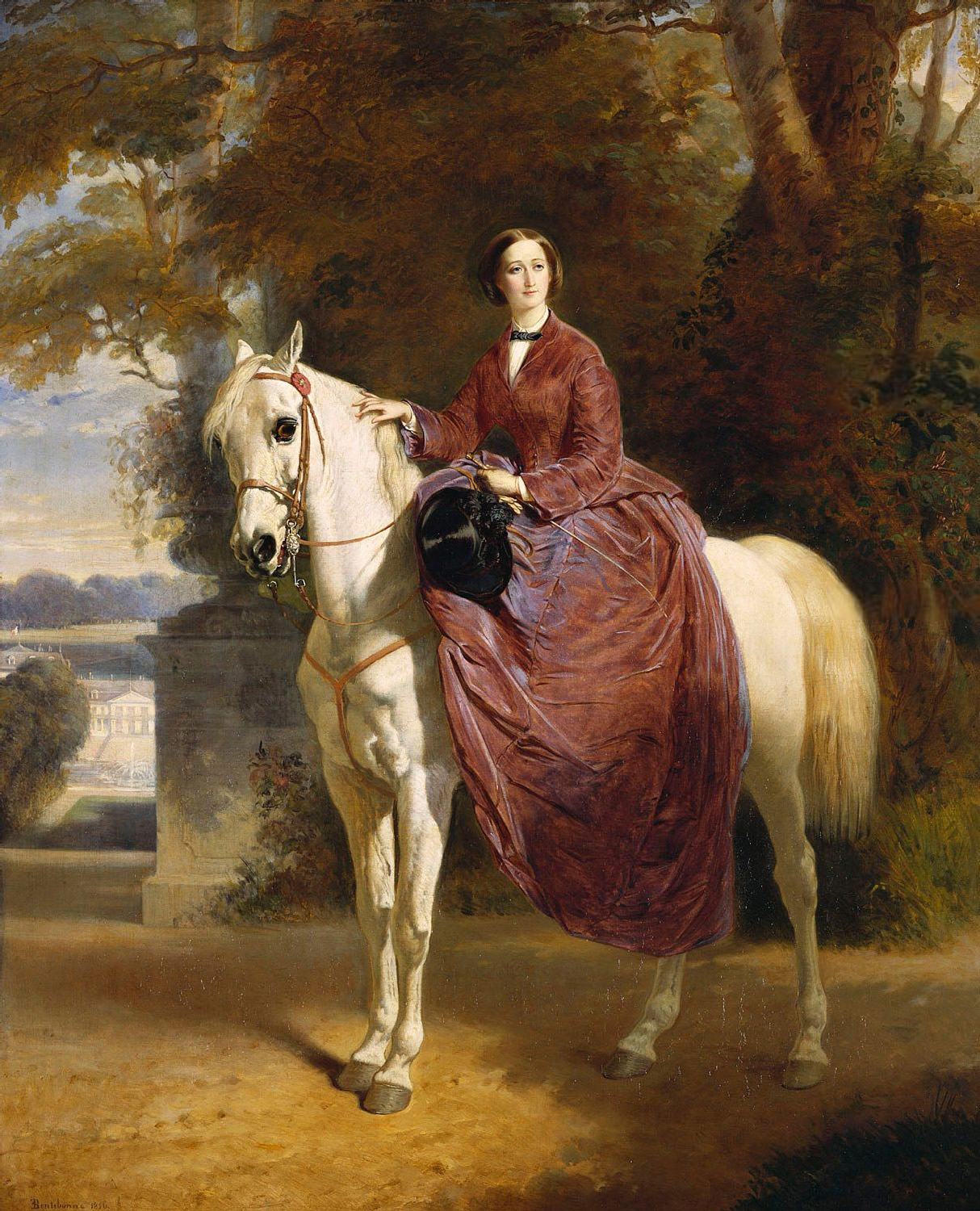
L'impératrice Eugénie à cheval par Charles-Édouard Boutibonne en 1856.

Jusqu'à la fin du Moyen Âge, l'équitation est confinée à l'Eurasie et à l'Afrique du Nord, au nord de la ligne des forêt tropicales. Inconnue des peuples autochtones, l'équitation est introduite dans les Amériques, l'Afrique du Sud et l'Australasie par des colons européens (volontairement ou non) à partir de la Renaissance, induisant des changements culturels majeurs. Alors que l'apport culturel Italien est majeur durant la Renaissance, l'équitation britannique gagne en réputation avec la naissance du Pur-sang, la « monte à l'anglaise » devenant la monte cavalière de loisir par excellence. Au XXe siècle, des centres équestres se développent à destination des particuliers, l'équitation devenant un loisir de masse, matérialisé par le succès de la randonnée équestre. L'équitation sort de la sphère aristocratique et bourgeoise. Surtout avec l'avènement des guerres modernes comme la Première Guerre mondiale et la Seconde Guerre mondiale, le cheval est de moins en moins utilisé dans les armées, finissant par totalement disparaître des combats. Les pratiquants d'équitation sont de plus en plus souvent des femmes, jeunes et citadines, issues de la classe moyenne,. L'équitation du XXIe siècle s'est diversifiée, avec une pratique tournée vers la sociabilité, le contact avec la nature, la détente et le plaisir. La plupart des nouveaux équitants prodiguent des soins attentifs aux chevaux, et s'opposent aux habitudes dangereuses ou douloureuses pour l'animal. Le cheval de selle est de moins en moins utilisé pour l'équitation, un nombre croissant de cavaliers, en particulier les femmes, préférant le simple contact avec l'animal. D'après Digard, l'équitation moderne évolue peu à peu d'une pratique à dominante sportive vers une pratique à dominante ludique.

### Développement des technologies d'équitation

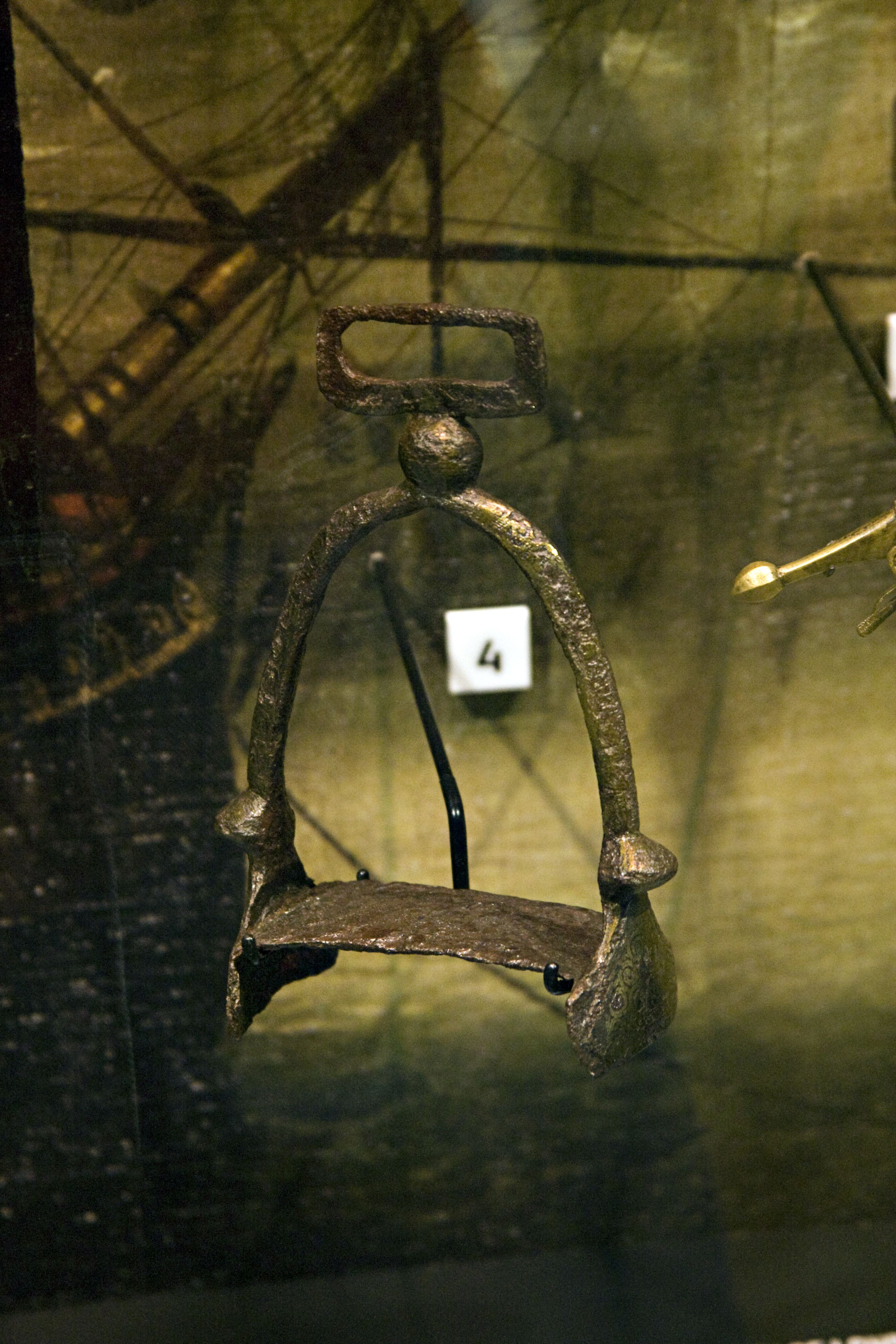
Étrier du Xe siècle, probablement un modèle utilisé par les Vikings.

Il existe un important débat scientifique concernant l'origine des technologies équestres, telles que la selle et les étriers ; les innovations apportent un avantage tactique militaire et semblent principalement provenir de l'Asie orientale et de l'Altaï de Mongolie. Il est prouvé que les cavaliers pastoraux de l'Ouest du Xinjiang pratiquaient l'archerie montée et combattaient à dos de cheval dès le IVe siècle av. J.-C..
L'usage de la selle à arçon rigide, qui fournit une surface d'appui pour protéger le dos du cheval du poids du cavalier, se généralise au IIe siècle. Les selles occidentales du haut Moyen Âge, utilisées sans étriers, ressemblent à la romaine « à quatre cornes ». L'arçon rigide, généralisé au XIIe siècle chez les Occidentaux, réduit la pression exercée par unité de surface sur le dos du cheval, augmente considérablement le confort de l'animal, prolonge son utilisation, et lui permet de porter un poids plus important.
L'invention de l'étrier reste controversée. Lynn Townsend White, jr estime que l'idée originelle provient de l'Inde et que les Chinois les ont ensuite réellement inventés ; l'anthropologue Didier Gazagnadou propose qu'il s'agisse d'une invention turco-mongole reprise par les Chinois au moins à partir du IVe siècle, avant d'être adoptée par les Sassanides, puis par les Arabes au VIIe siècle, et enfin diffusée vers l'Europe par les Avars. Il est largement utilisé en Chine en 477 de l’ère chrétienne. Leur adoption en Europe est lente.
Le fer à cheval limite l'usure des pieds, ce qui permet à la fois de monter son cheval plus longtemps, et de parcourir une plus grande variété de terrains. Ses premières utilisations remontent peut-être à la fin du IXe siècle. Des preuves archéologiques suggèrent une utilisation en Sibérie aux IXe et Xe siècles, propagée à Byzance peu après, puis à toute l’Europe au XIe,.
Le mors de bride est connu depuis la période classique, mais il n'est pas couramment utilisé avant le milieu du XIVe siècle. Les éperons médiévaux se révèlent très cruels, et consistent surtout en une longue tige pointue. Vers le milieu du XIVe siècle, les éperons à molette, tige au bout de laquelle est fixée une roulette dentelée et acérée, font leur apparition. En tournant sur son axe, la roulette crantée entre superficiellement dans la peau du cheval.

## Manières de pratiquer l'équitation
L'anthropologue Jean-Pierre Digard effectue une distinction entre les peuples cavaliers, qui ont pour caractéristique une pratique équestre commune et répandue parmi toute la population (permettant de développer des équitations de travail), et les « sociétés d'écuyers », parmi lesquelles l'équitation est un loisir aristocratique réservé à une petite élite de la population, et où se développe l'art équestre. La relation entretenue par les communautés humaines avec les chevaux donne de multiples cultures équestres, et avec elles de grandes différences dans les équitations pratiquées : l'équitation des gauchos d'Amérique du Sud n'est pas comparable à celle des cow-boys d'Amérique du Nord, pas plus que l'équitation maghrébine ne saurait être comparée à celle de l'Est du monde arabe. Le tir à l'arc à cheval se développe en Asie et notamment au Japon, alors qu'il ne se développe pas en Europe, non pour des raisons tactiques mais à cause de l'organisation des trois ordres de la société médiévale européenne.
Jonathan G. Merritt souligne lui-aussi l'extrême diversité des pratiques équestres et leur peu de points communs, en dehors du fait qu'elle proviennent toutes d'une tradition associant l'être humain au cheval. Aux côtés de pratiques équestres largement répandues à l'échelle mondiale, il existe des équitations minoritaires, par exemple l'équitation de chasse au renard qui disparaît sous les évolutions du bien-être animal.

Équitations typiques de régions du monde
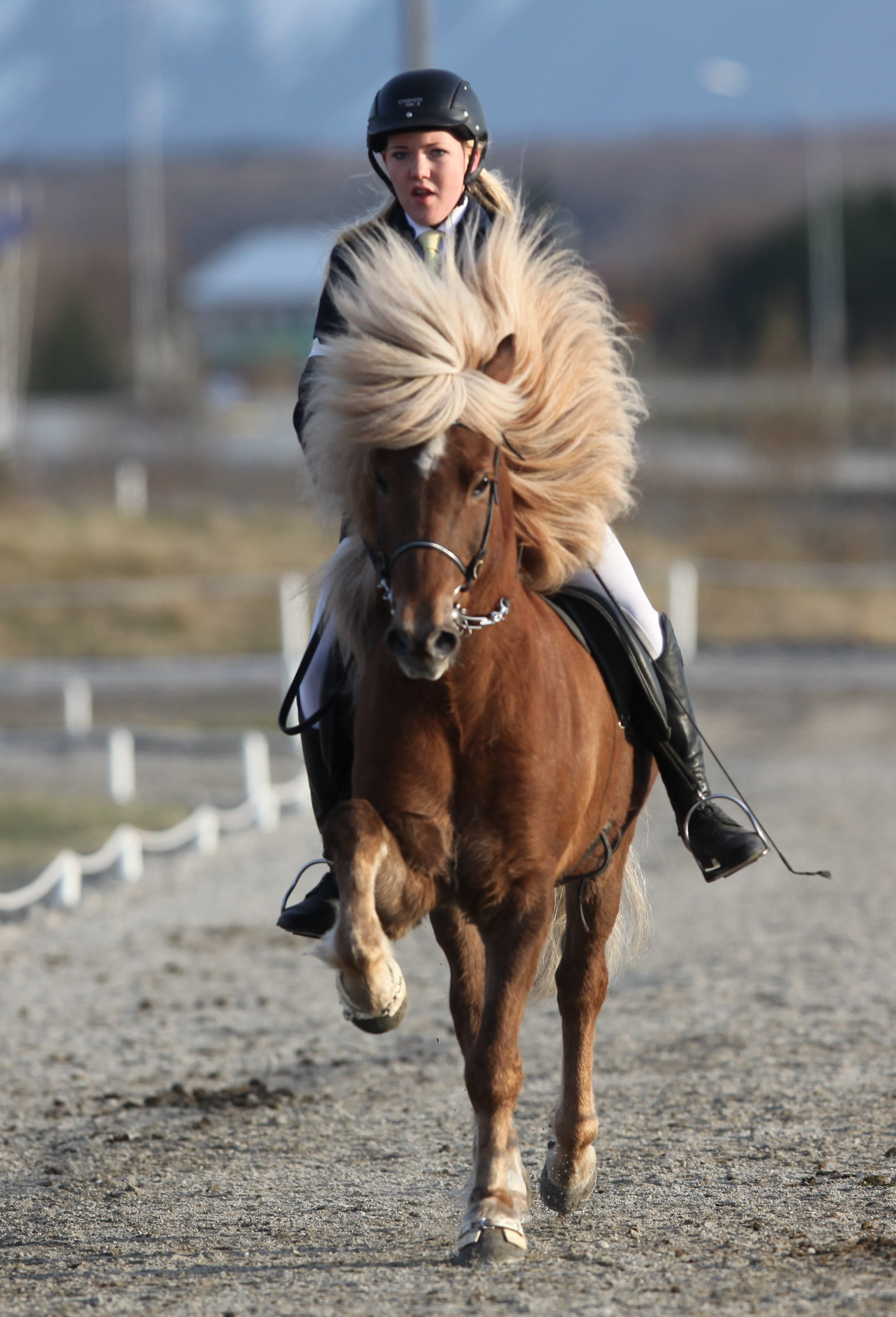
Équitation islandaise
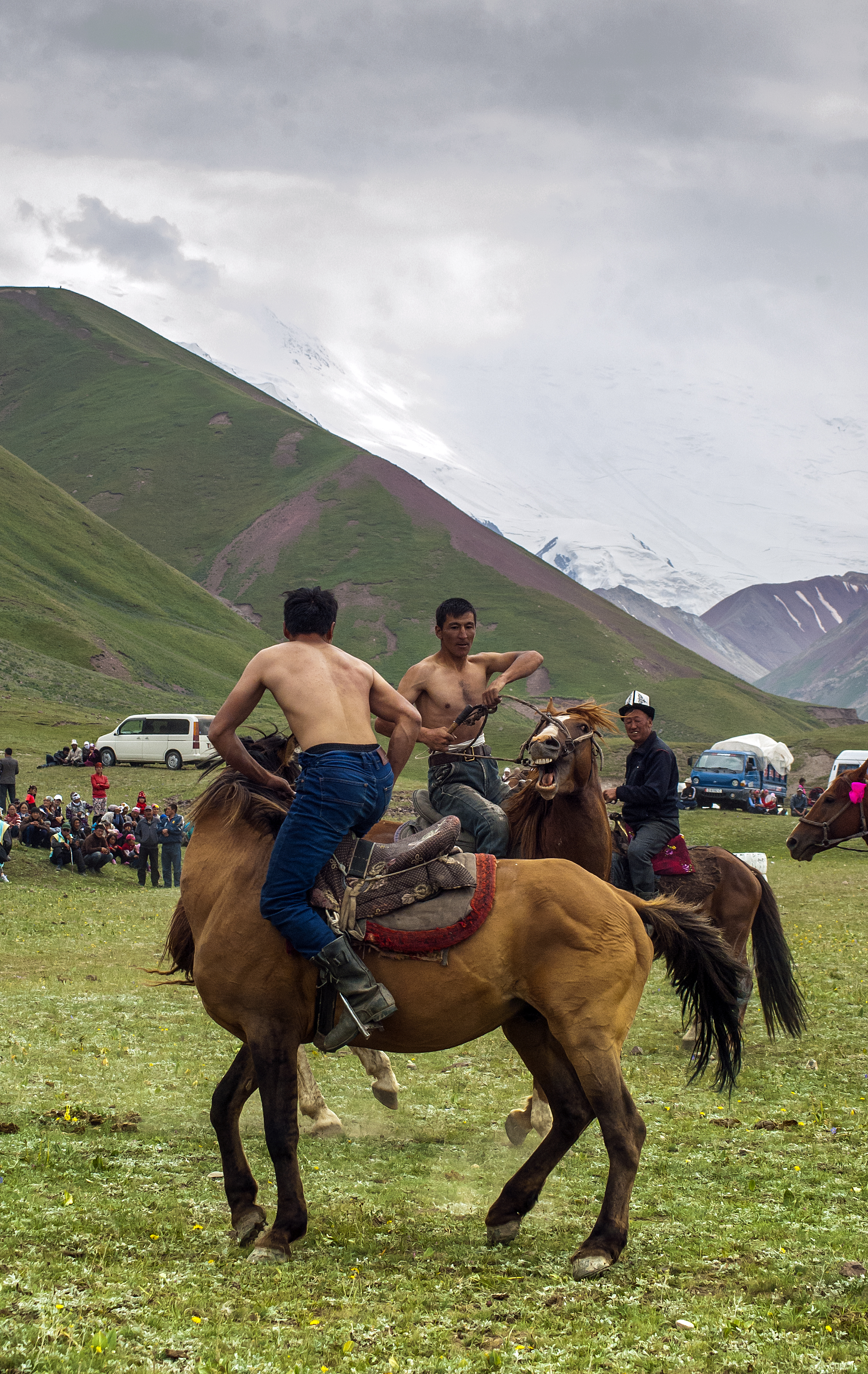
Lutte masculine à cheval au Kirghizistan.
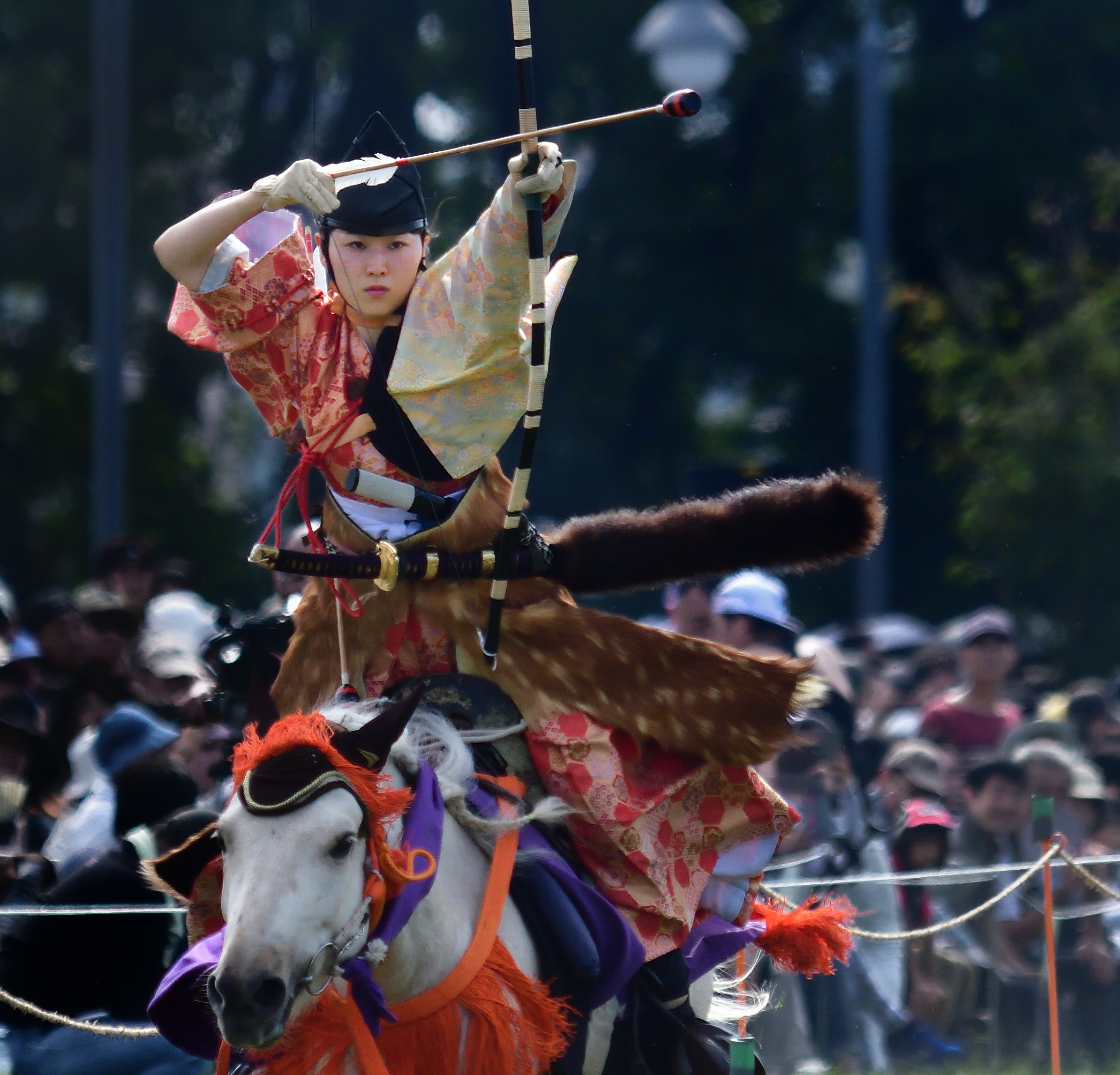
Yabusame (archerie montée) au Japon
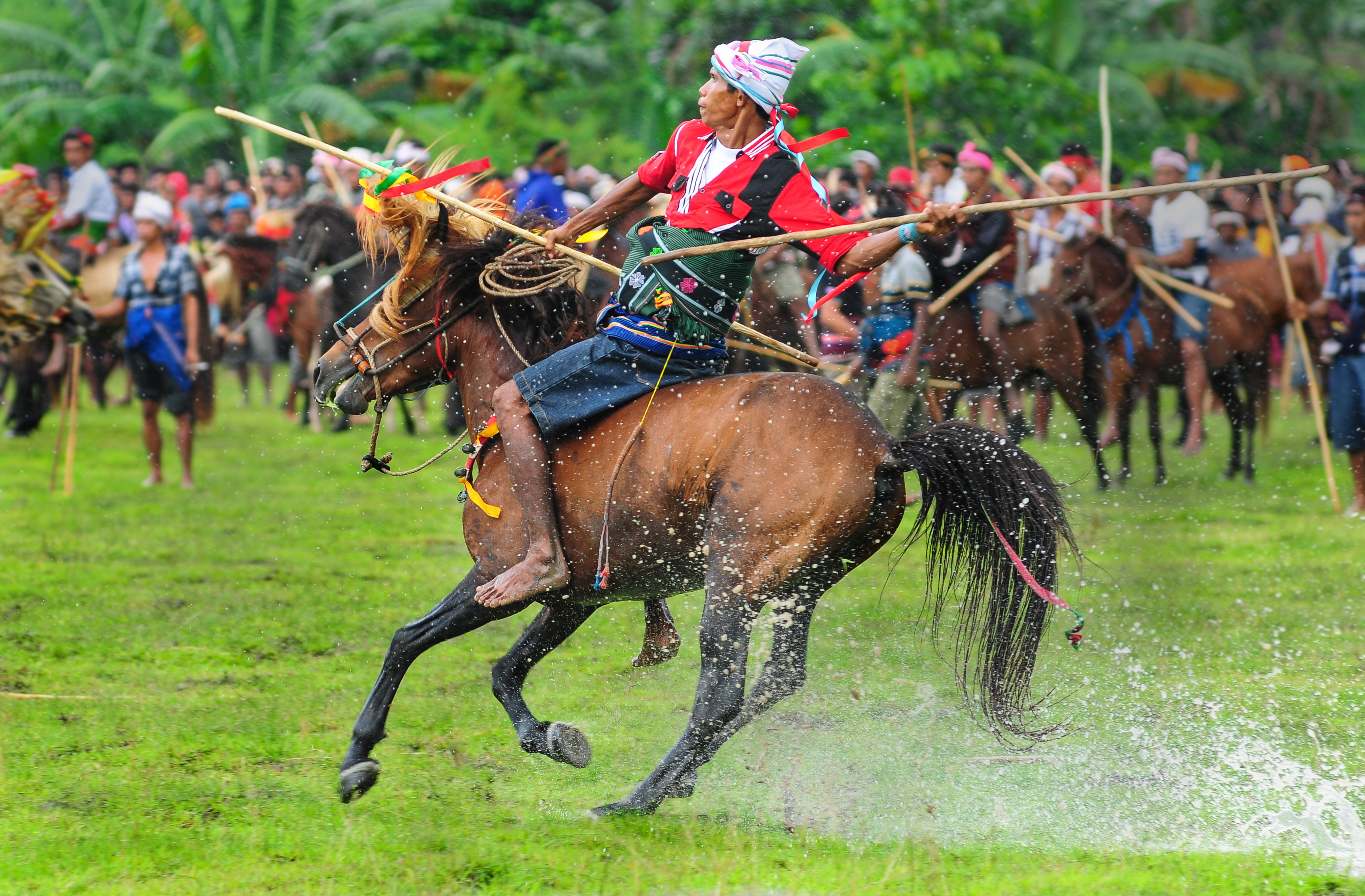
Match de pasola sur l'île de Sumba, en Indonésie

La pratique de l'équitation est à l'origine d'une grande variété de métiers de cavalier professionnel. À côté de l'activité technique d'équitation proprement dite, il existe une composante affective dans les rapports humains avec les chevaux, liée à la pratique de loisir. D'après la sociologue française Catherine Tourre-Malen, cette composante affective est « particulièrement marquée chez les femmes », rapprochant le cheval de l'animal de compagnie plus que de l'animal de travail, et créant une opposition à l'équitation sportive qui repose sur l'instrumentalisation du cheval.

### Art équestre
Dans son ouvrage descriptif des fondamentaux de l'art équestre, l'écuyer portugais Carlos Pereira y voit un héritage des académies équestres européennes de la Renaissance. Il cite quatre grand principes de base en art équestre : se connaître et connaître sa monture, travailler selon les bases de la biomécanique, comprendre le comportement du cheval et établir un dialogue interspécifique avec l'animal. La notion d'art équestre inclut selon lui le travail de dressage de haute école, le spectacle équestre, l'équitation de travail et la tauromachie montée. La pratique spectaculaire du carrousel implique l'évolution artistique de plusieurs cavaliers et chevaux.

#### Équitations de tradition et de haute école
L'art équestre de la Renaissance est préservé au Cadre noir de Saumur et à l'école espagnole d'équitation de Vienne, et re-découvert sur la péninsule Ibérique dans les années 1970 grâce au travail de l'écuyer Nuno Oliveira, qui a inspiré l'école portugaise d'art équestre et l'école royale andalouse d'art équestre. L'équitation de tradition française, issue de l'« histoire française des pratiques et cultures équestres », est entrée au patrimoine de l'UNESCO en 2011, mais elle peine à s'étendre au-delà du Cadre noir de Saumur.

Équitations de tradition et de haute école
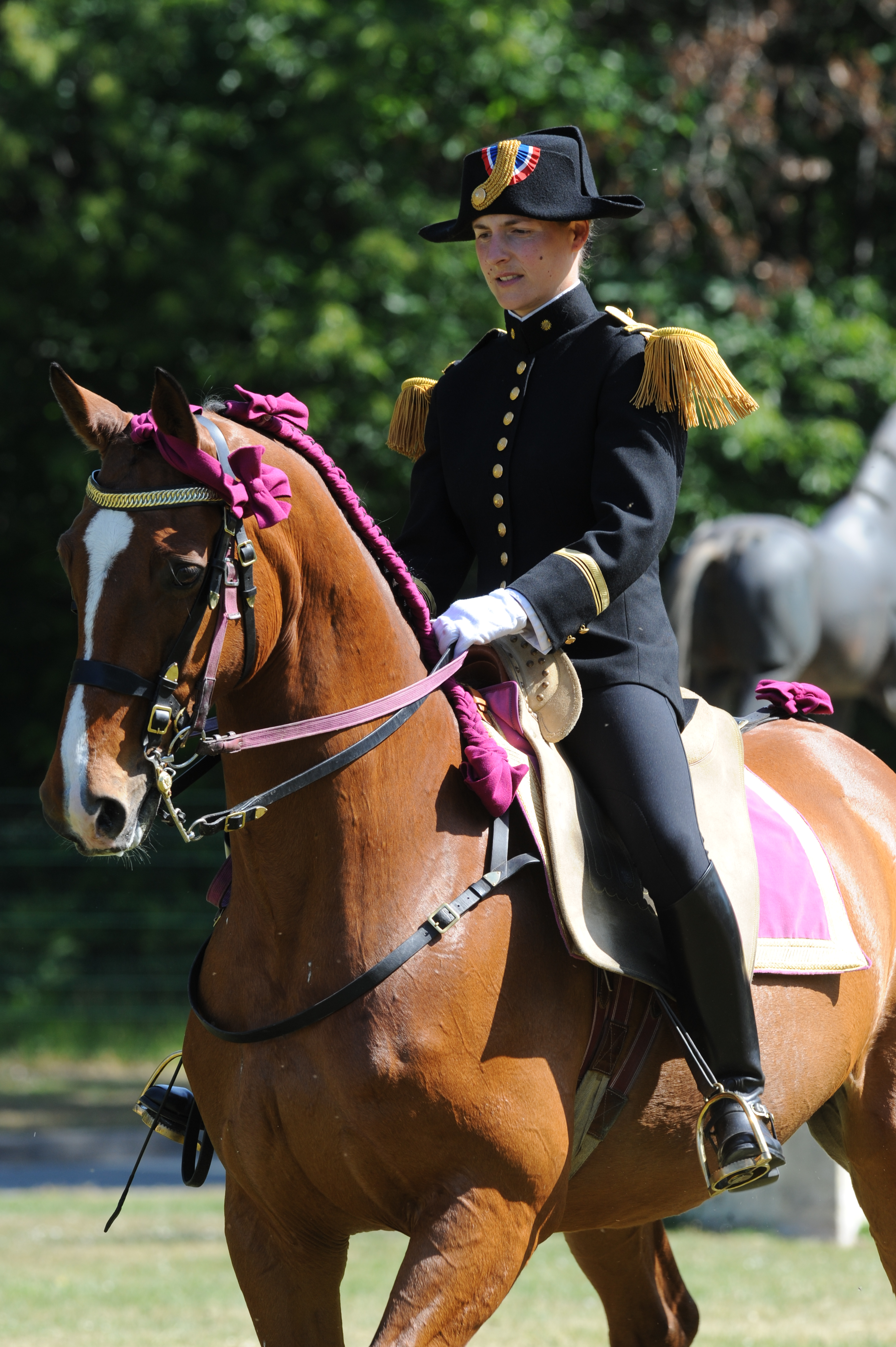
Équitation de tradition française au Cadre noir.
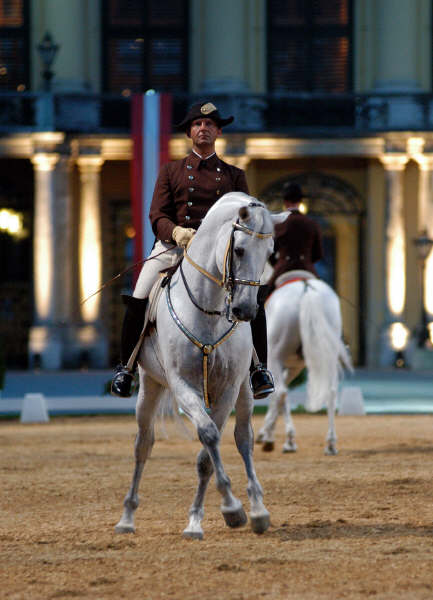
École espagnole d'équitation
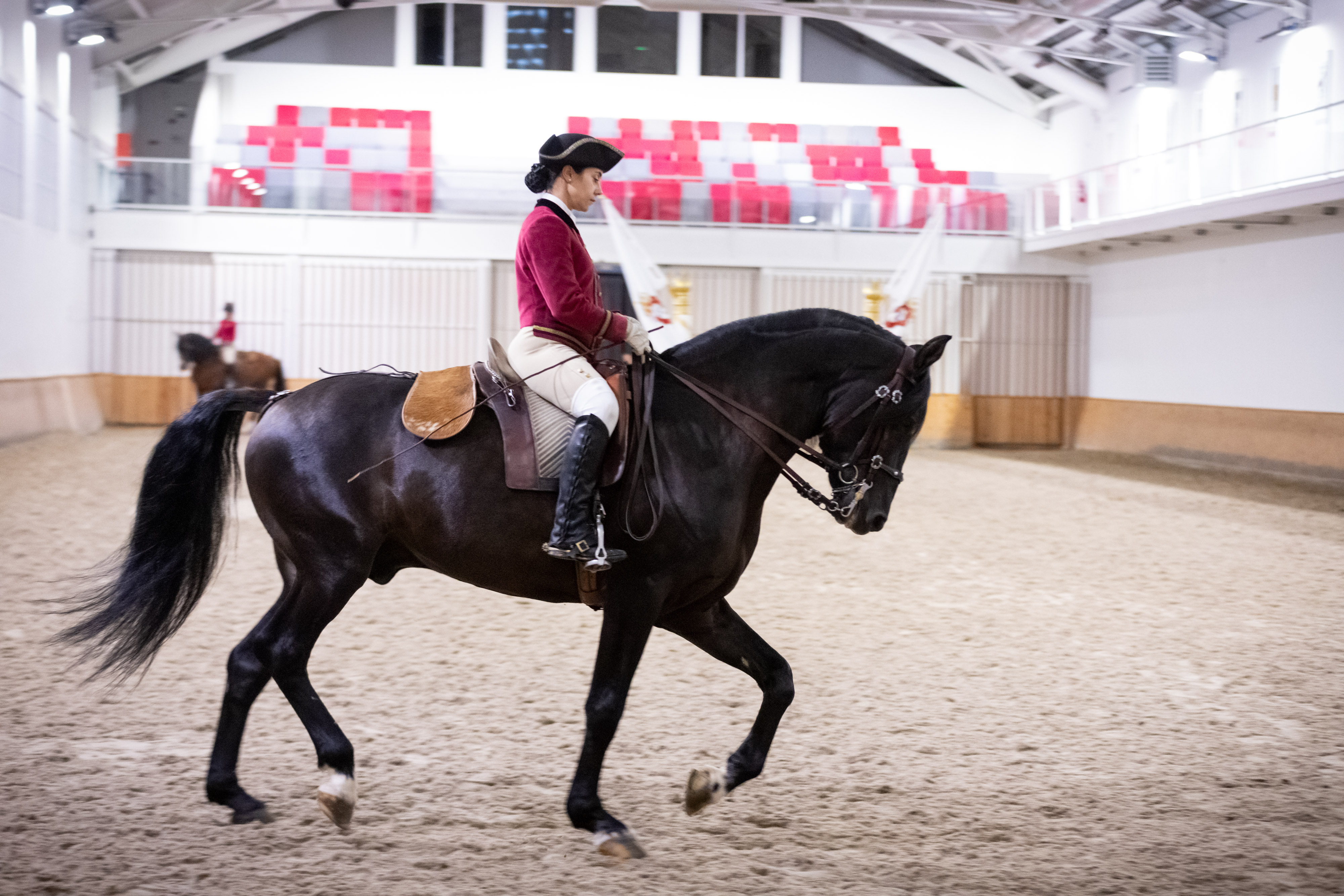
École portugaise d'art équestre
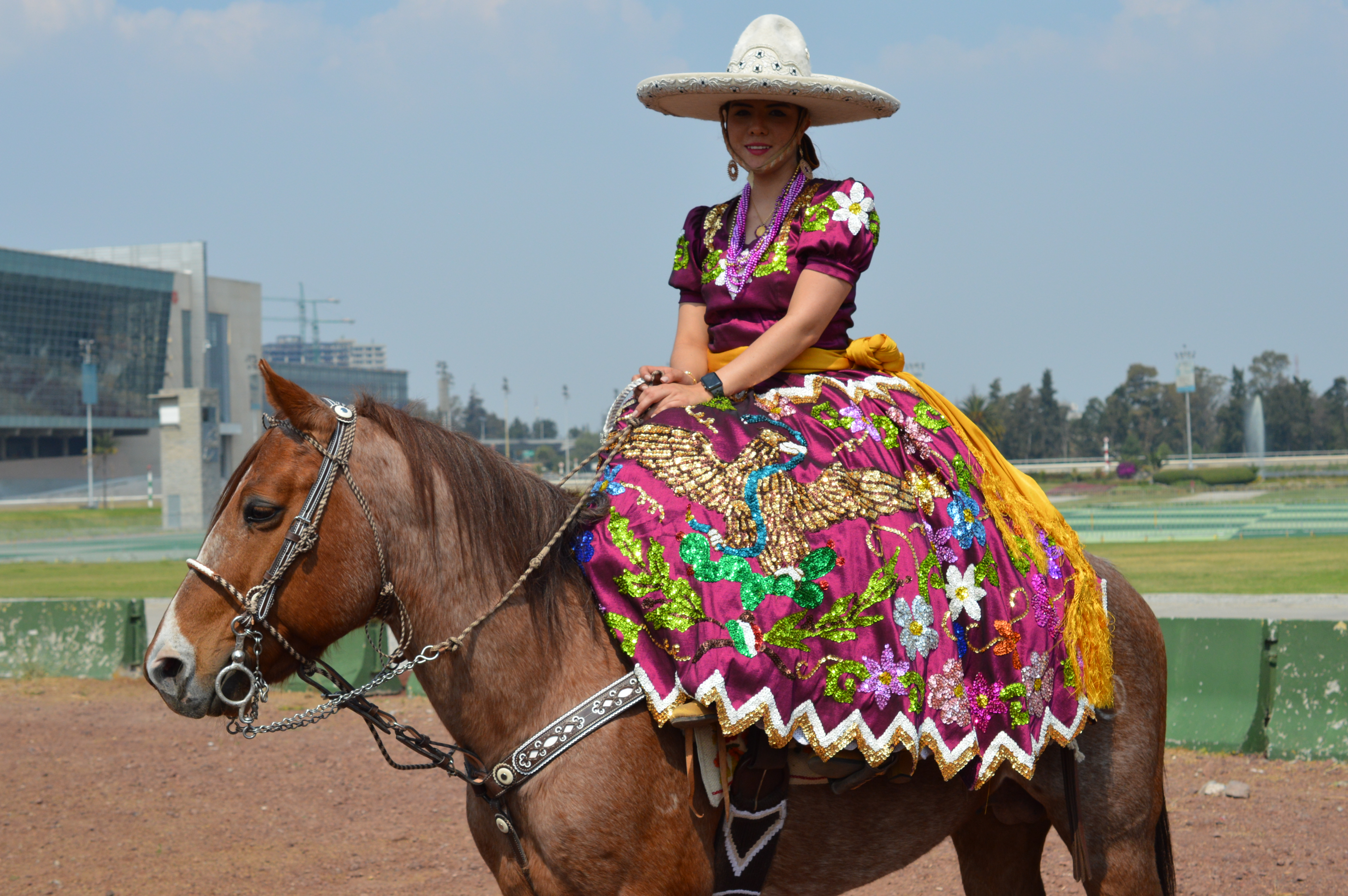
Monte en amazone au Mexique

La monte en Amazone, réservée aux femmes, est une équitation caractérisée par le placement des deux jambes du même côté, afin de permettre le port d'une robe. Nécessitant une selle particulière dite « à fourches », elle permet de pratiquer la plupart des disciplines équestres, comme le dressage et le saut d'obstacles, dans cette position.

#### Spectacle équestre
D'après Daniel Roche, l'intérêt pour le spectacle équestre a perduré continuellement depuis le siècle des Lumières jusqu'à nos jours, et trouve désormais de nouvelles expressions dans la société des loisirs, en particulier grâce à des transferts culturels à l'échelle européenne. Ces spectacles sont très hétérogènes, pouvant impliquer de la haute école, de la voltige, du dressage ou des cascades à cheval, y compris sans selle et sans mors, et ce dans de nombreux espaces de représentation tels que le cirque, l'extérieur ou la scène,. La forme de spectacle dite « théâtre équestre », caractérisée par sa mise en scène, doit beaucoup à la troupe de l'écuyer Bartabas, créée en 1984.
Parmi les principales troupes de spectacle équestre dans le monde, on compte l'entreprise Cavalia, basée au Québec ; l'académie du spectacle équestre à Versaille en France est l'un des principaux lieux de formation.
Le festival du Durbar rassemble des milliers de cavaliers de parade équestre richement caparaçonnés dans différentes localités du Nigeria, à chaque fin du Ramadan.

Équitations de spectacle
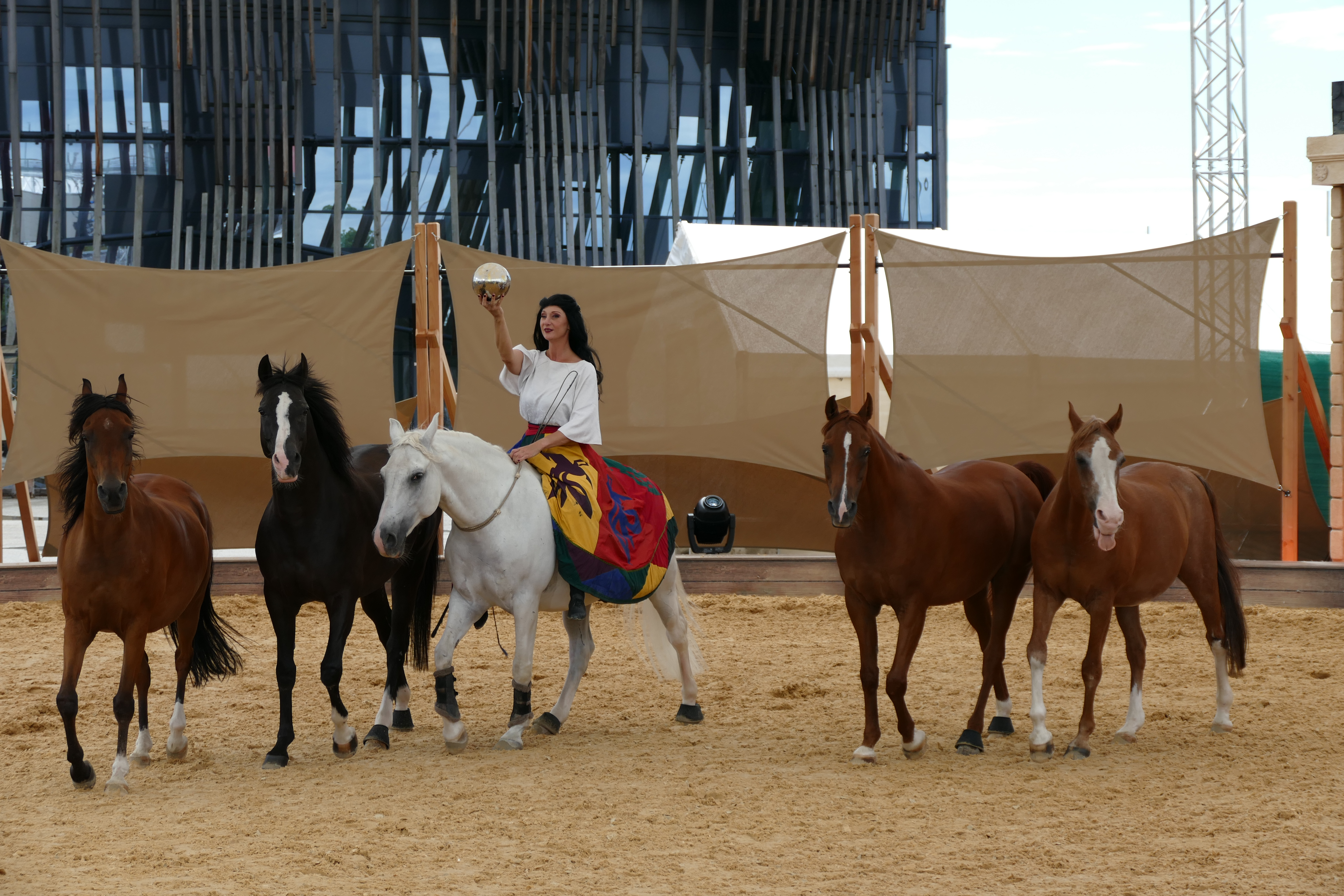
Dressage en liberté.
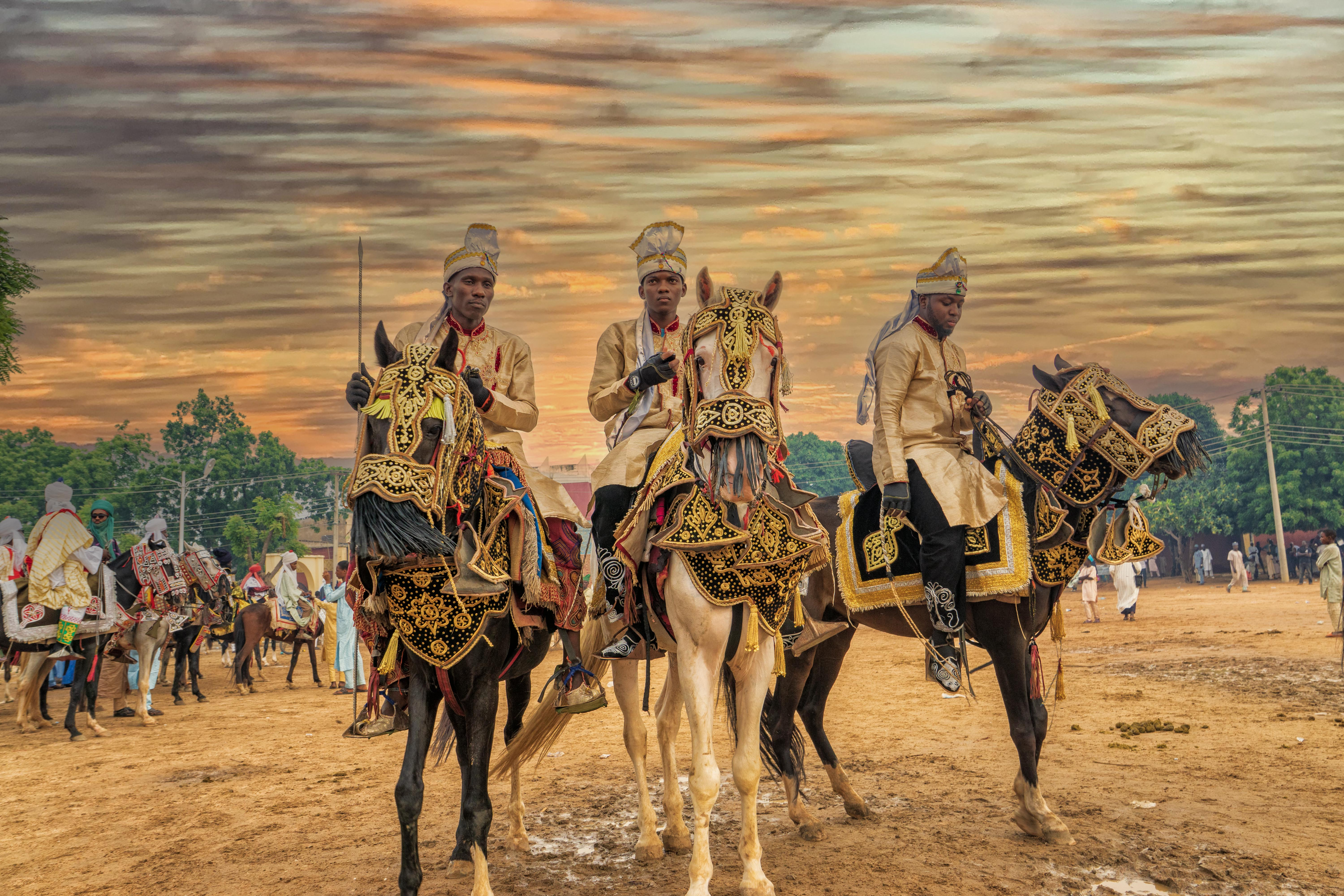
Parade équestre au Festival du Durbar
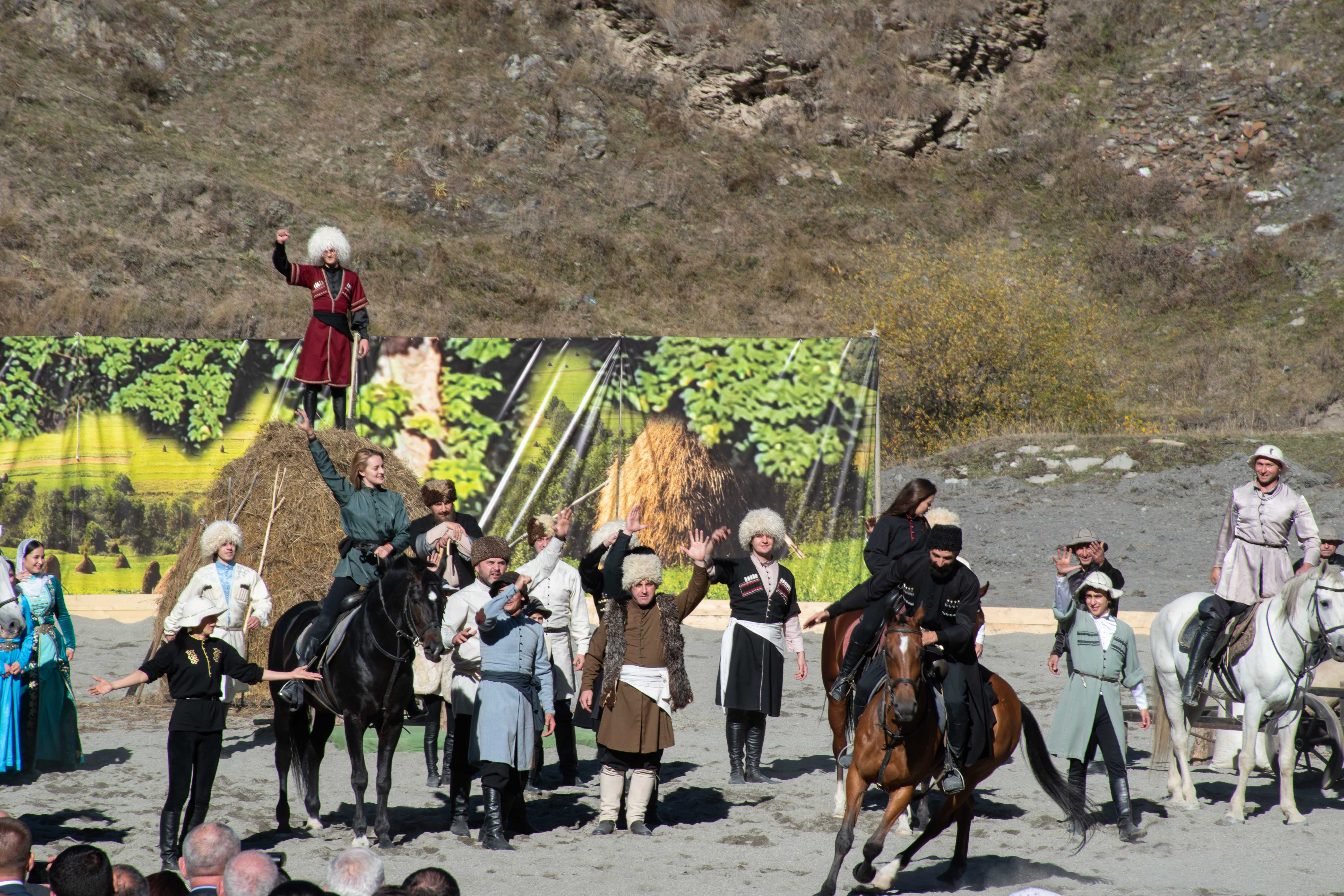
Théâtre équestre en Russie
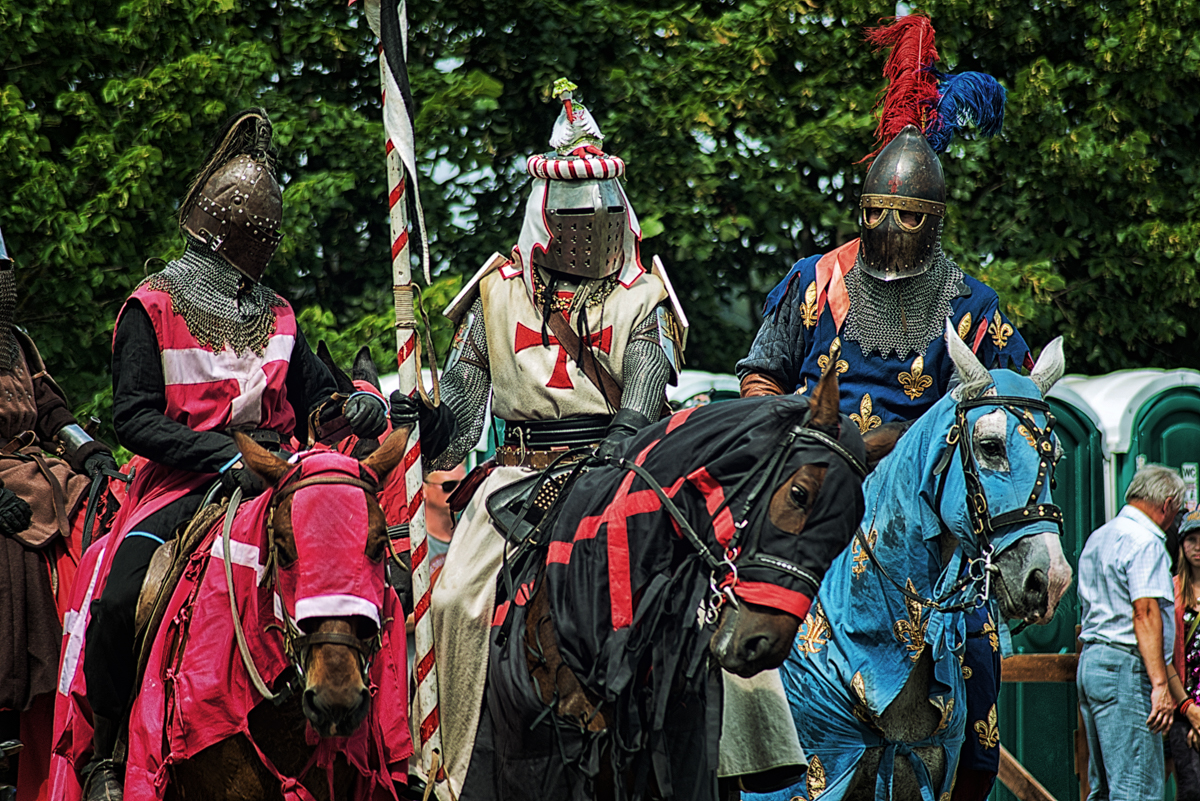
Joute équestre et reconstitution historique

Les joutes équestres, issues de l'entraînement guerrier du Moyen Âge européen, sont désormais à mi-chemin entre spectacle et entraînement sportif ; elles restent très présentes dans le spectacle actuel, et en particulier dans les fêtes médiévales françaises, où elles sont scénarisées par des professionnels. 

##### Fantasias
La fantasia, ou tbourida, à l'origine une tradition militaire du Maghreb, s'est rapprochée de plus en plus du spectacle équestre ; elle est tout particulièrement pratiquée au Maroc.
Cet art équestre dérive des barouds militaires, par charge et harcèlement de l'ennemi. Elle est célébrée à l'occasion de certains rites (moussem — ou waada —, zerda ou taam, fêtes annuelles dédiées à un saint pour certaines,), prenant un aspect plus touristique, en tant que démonstration folklorique,.

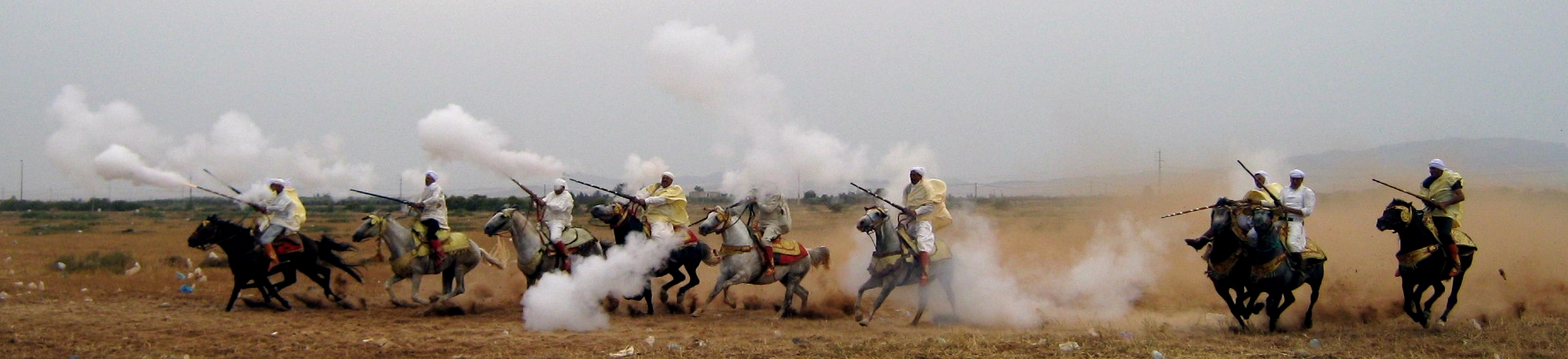
Fantasia à Bni Drar (Maroc, juillet 2010).

La fantasia est une répétition théâtralisée des deux mouvements de la cavalerie en guerre : la charge rapide (el kerr) et la retraite subite (el ferr).

#### Tauromachie à cheval

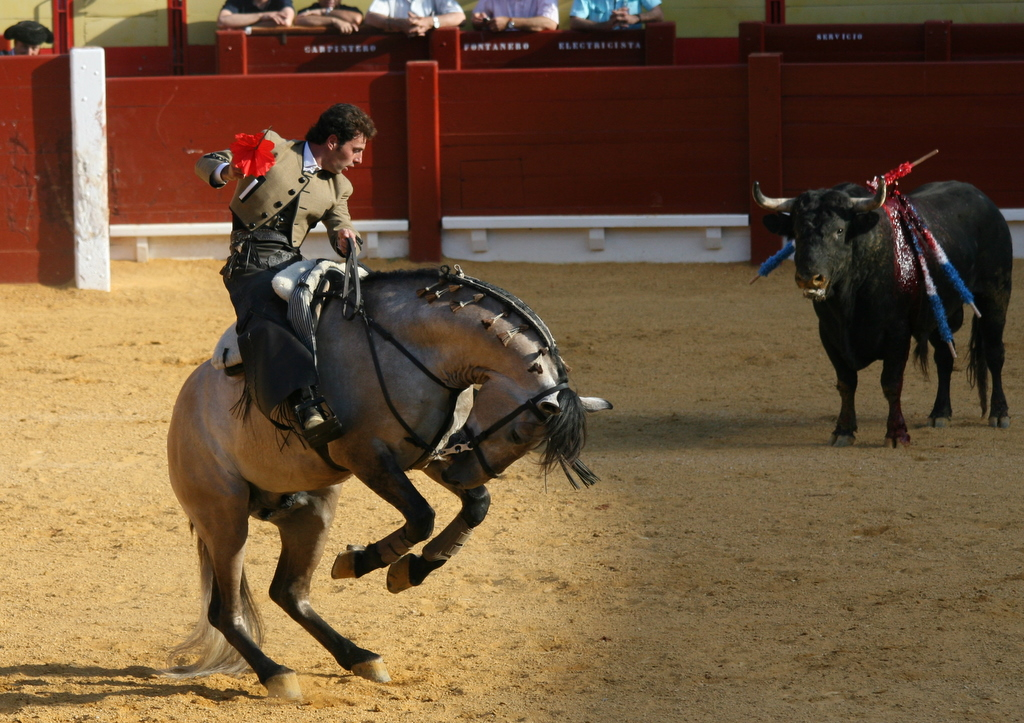
Corrida de rejón avec Andy Cartagena, en 2008.

La tauromachie montée suit un règlement strict en ce qui concerne la durée du combat à cheval et le nombre de charges autorisés. Dans sa version portugaise, elle débute par les « courtoisies », durant lesquelles le couple cavalier-cheval réalise des airs de dressage (passage, piaffer…) et salue son public. Durant la phase de combat proprement dite, le cavalier réalise des figures très codifiées d'évitement des charges du taureau, selon qu'elles ciblent la hanche, le flanc ou arrivent de face sur la monture.

#### Équitations de travail
Les pratiques d'équitation de travail proviennent du labeur quotidien de cavaliers agricoles pour leurs activités d'élevage extensif qui incluent le gardiennage et le déplacement du bétail.
L'équitation western, ou américaine, est à l'origine l'équitation de travail pratiquée par les cow-boys,. Elle est devenue une pratique sportive et comporte de très nombreuses disciplines, parmi lesquelles le reining, qui consiste en une reproduction des mouvements initialement destinés à diriger le bétail,. Elle est désormais largement pratiquée en dehors de ses pays d'origine.

Équitations de travail
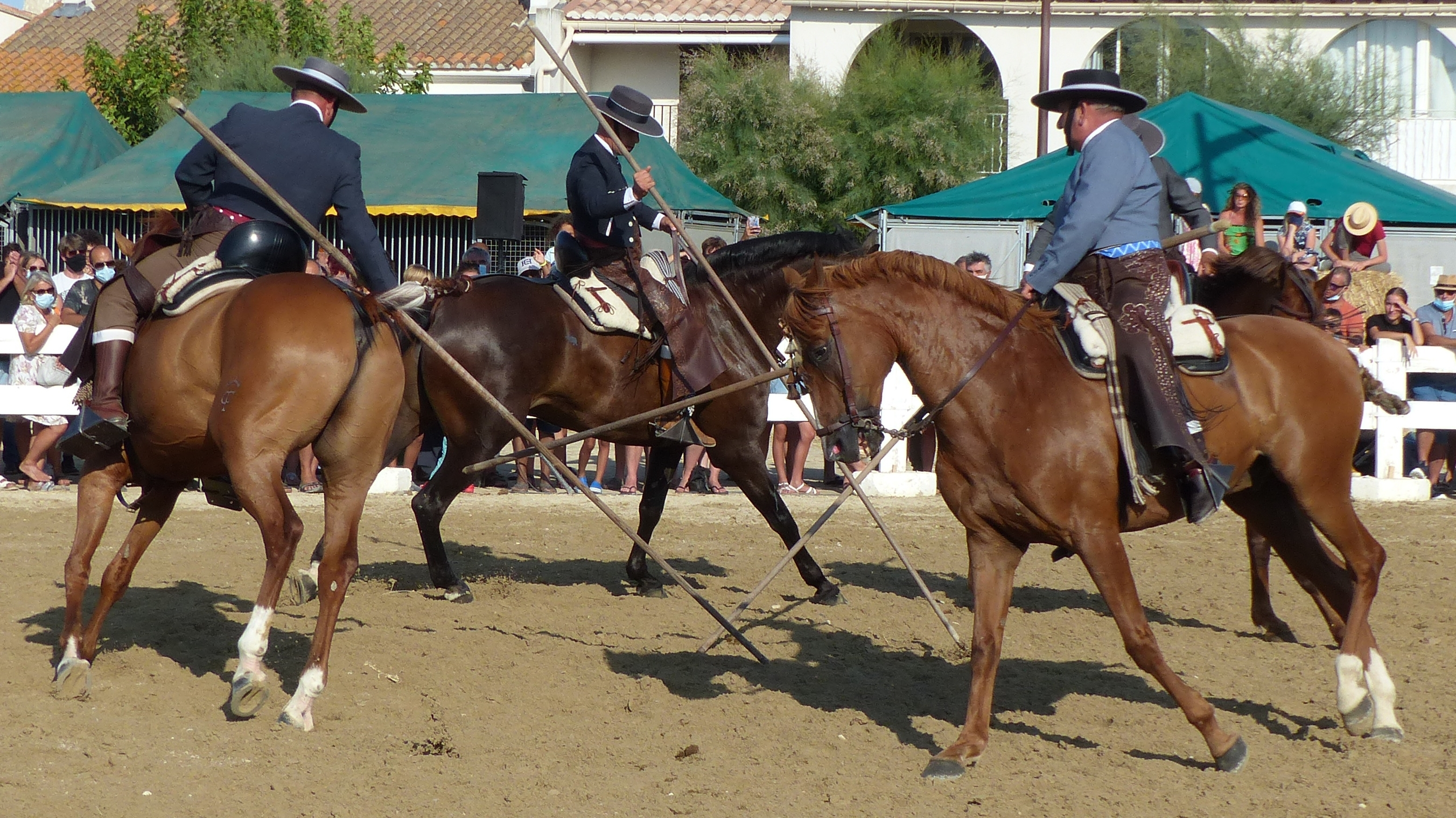
Doma vaquera.
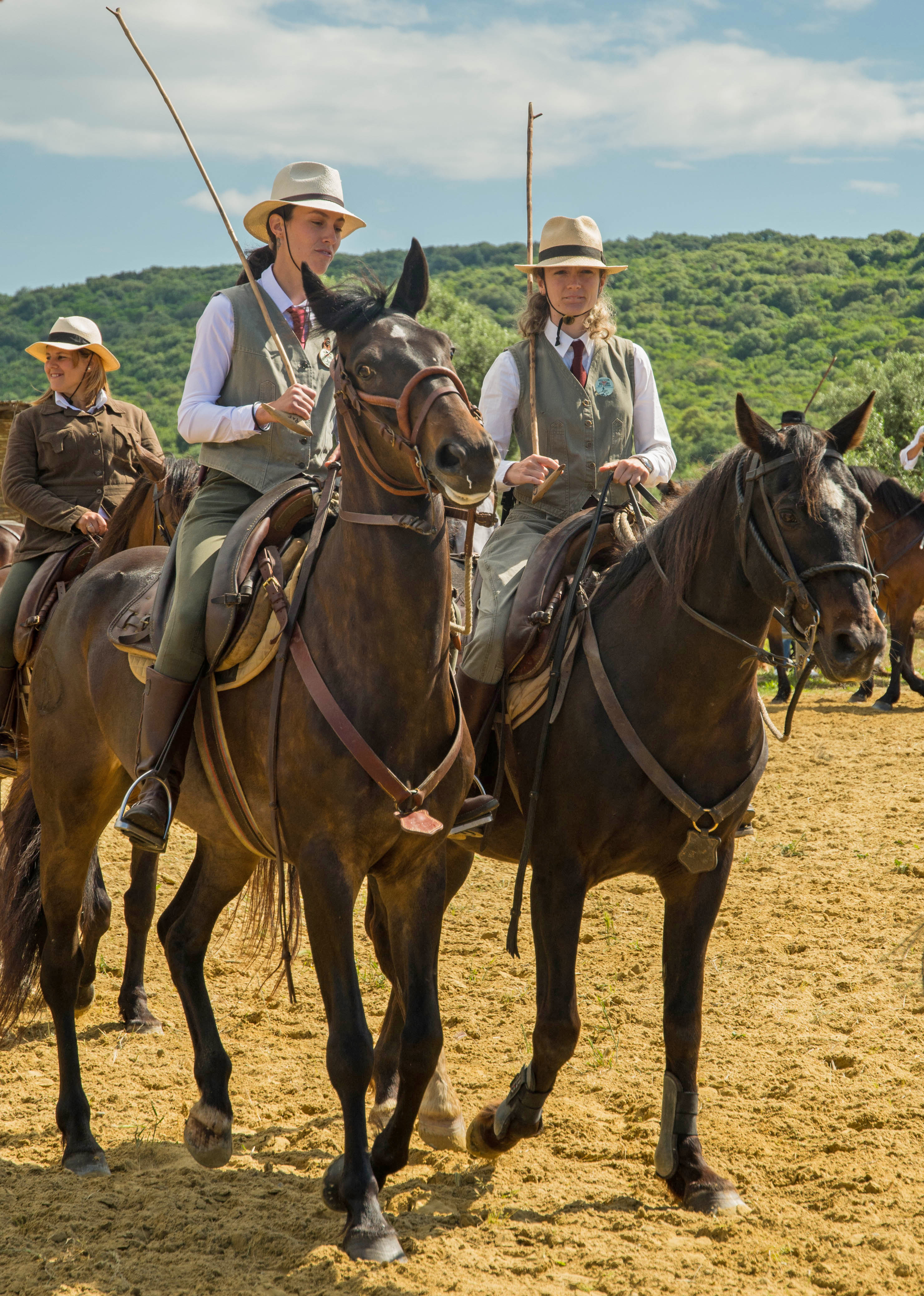
Équitation maremmane
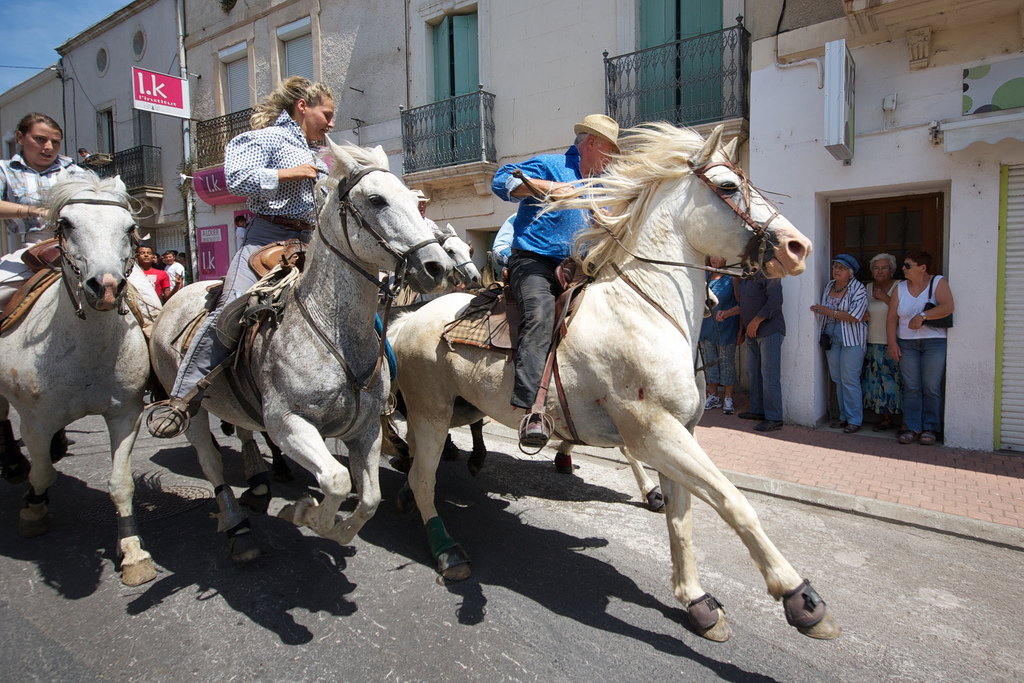
Équitation Camargue
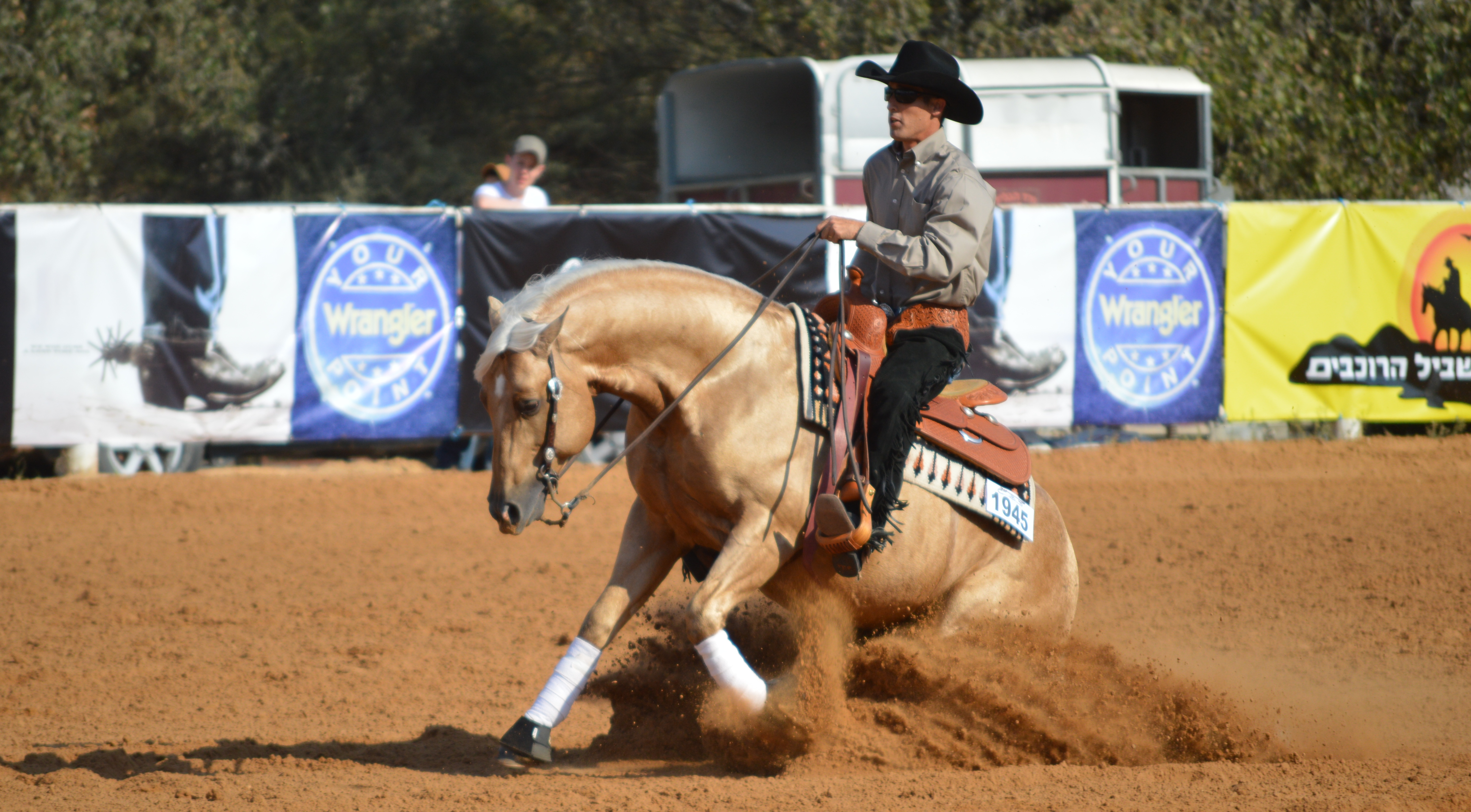
Reining

La Doma vaquera, équitation de travail d'origine ibérique, est pratiquée aussi par des jeunes.
L'équitation Camargue, comme son nom l'indique, provient de la région française de Camargue.
L'équitation maremmane (Italie), qui se pratique avec un cheval Maremmien, comprend la marca (marquage du bétail), la lacciara (capture du bétail à l'aide d'une corde), et l'usage d'une selle particulière à l'arçon élevé, nommée bardella ou scafarda.

#### Rodéo
Le rodéo à cheval dérive du travail avec le bétail, puis a évolué pour devenir un sport et un spectacle aux États-Unis. Cette pratique inclut la monte du cheval sauvage (ou bronco) avec une selle ou bien à cru, la capture d'un veau au lasso ou avec les mains (steer wrestling) par le cavalier, et la course autour de tonneaux (barrel racing). La pratique américaine du rodéo a été reprise par les autochtones d'Amérique.

Pratiques de rodéo
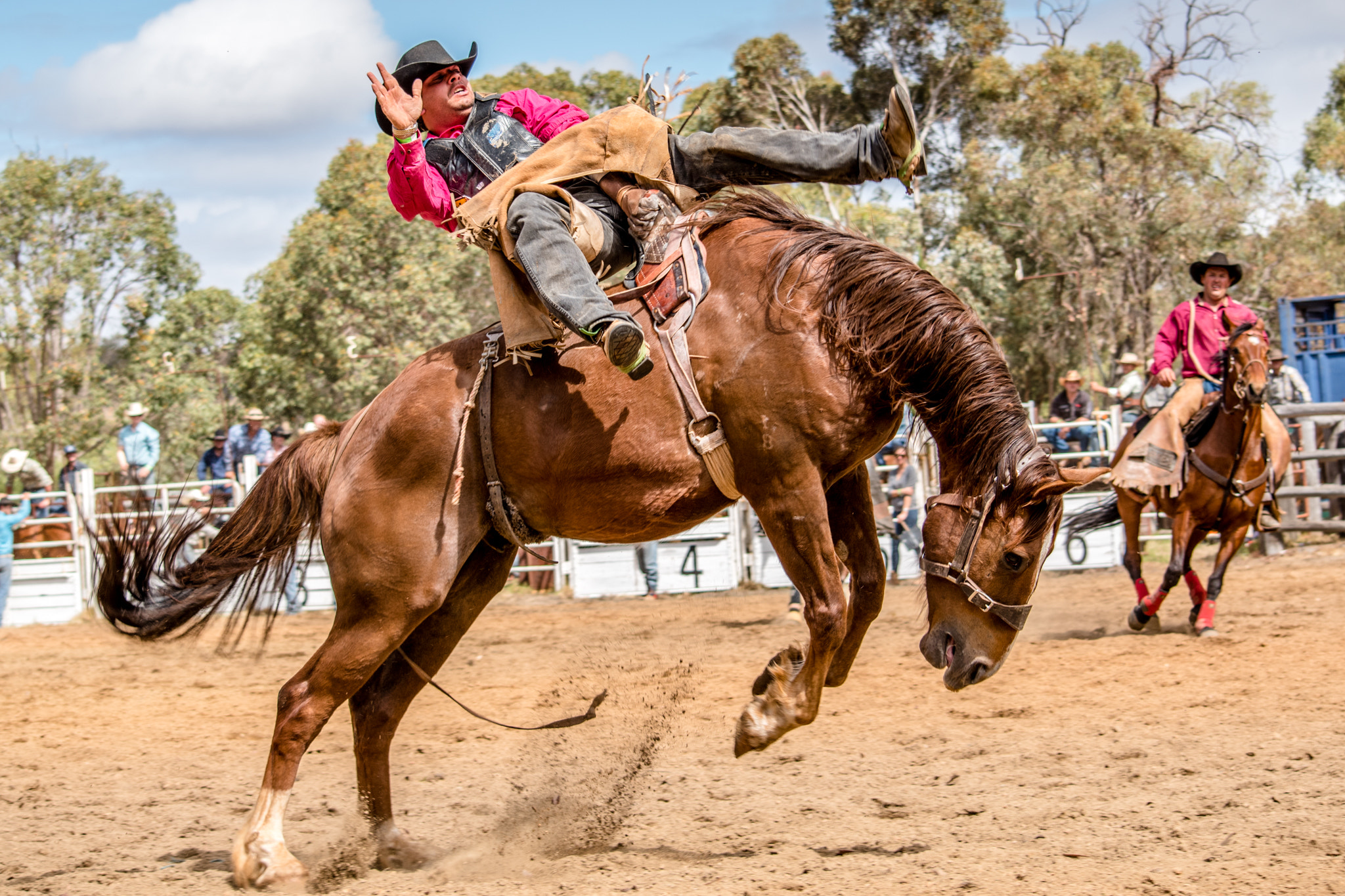
Monte du bronco (avec une selle) en Australie
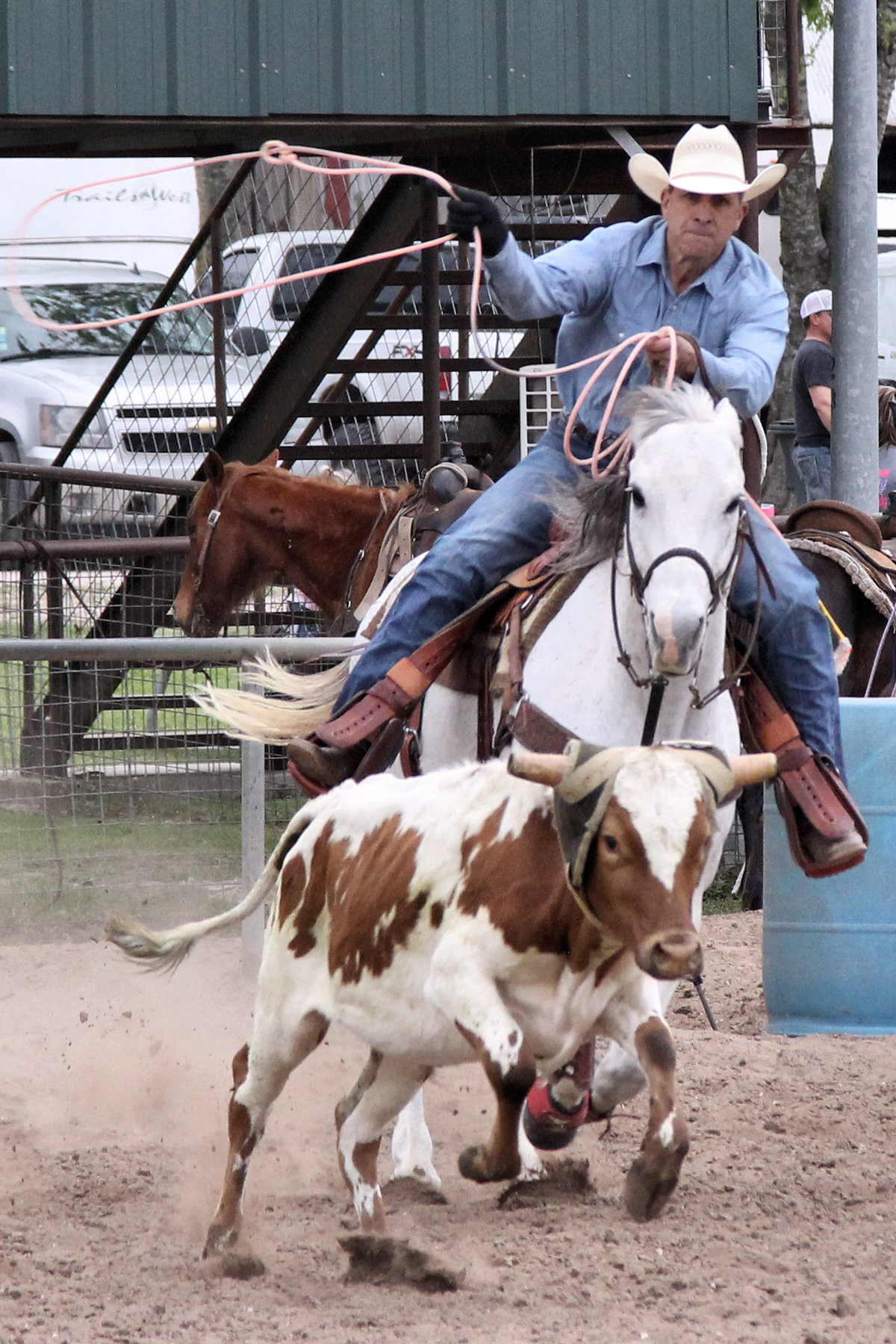
Capture du veau au lasso au Texas
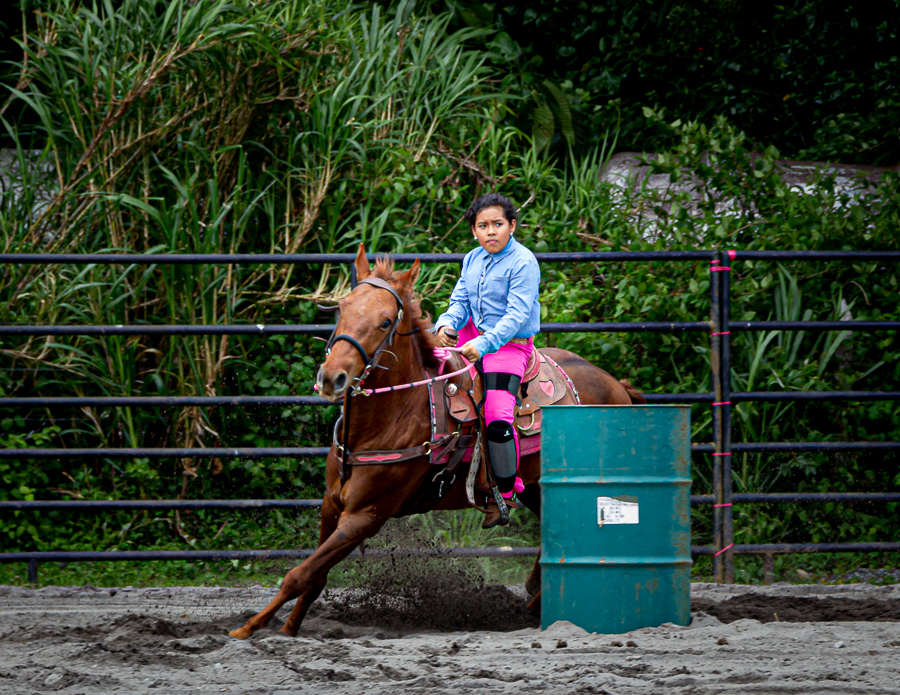
Course autour de tonneaux à Panama

Le rodéo chilien, sport national dans ce pays, fait de plus en plus débat dans les années 2020 en raison de la maltraitance animale. La charrería est la variante mexicaine du rodéo.

### Courses de chevaux
Des courses de chevaux sont déjà organisées dans l'Antiquité, mais l'organisation du sport hippique, qui regroupe toutes les formes modernes les courses de chevaux, remonte au XVIIIe siècle en Angleterre. Il existe des courses de chevaux attelés, et des courses de chevaux montés.

#### Sport hippique de vitesse
Le sport hippique au galop comporte deux disciplines. En course de plat, les épreuves se disputent sur des distances comprises entre 900 et 4 000 mètres, la distance dite classique étant de 2 400 mètres,. En course d'obstacles, les épreuves se disputent sur des distances comprises entre 2 800 et 7 300 mètres. Ces courses d'obstacles peuvent être des courses de haies (tous les obstacles sont identiques), des steeple-chase (obstacles naturels),, ou bien du cross (obstacles naturels, distances plus longues).

Formes de courses de vitesse en sport hippique
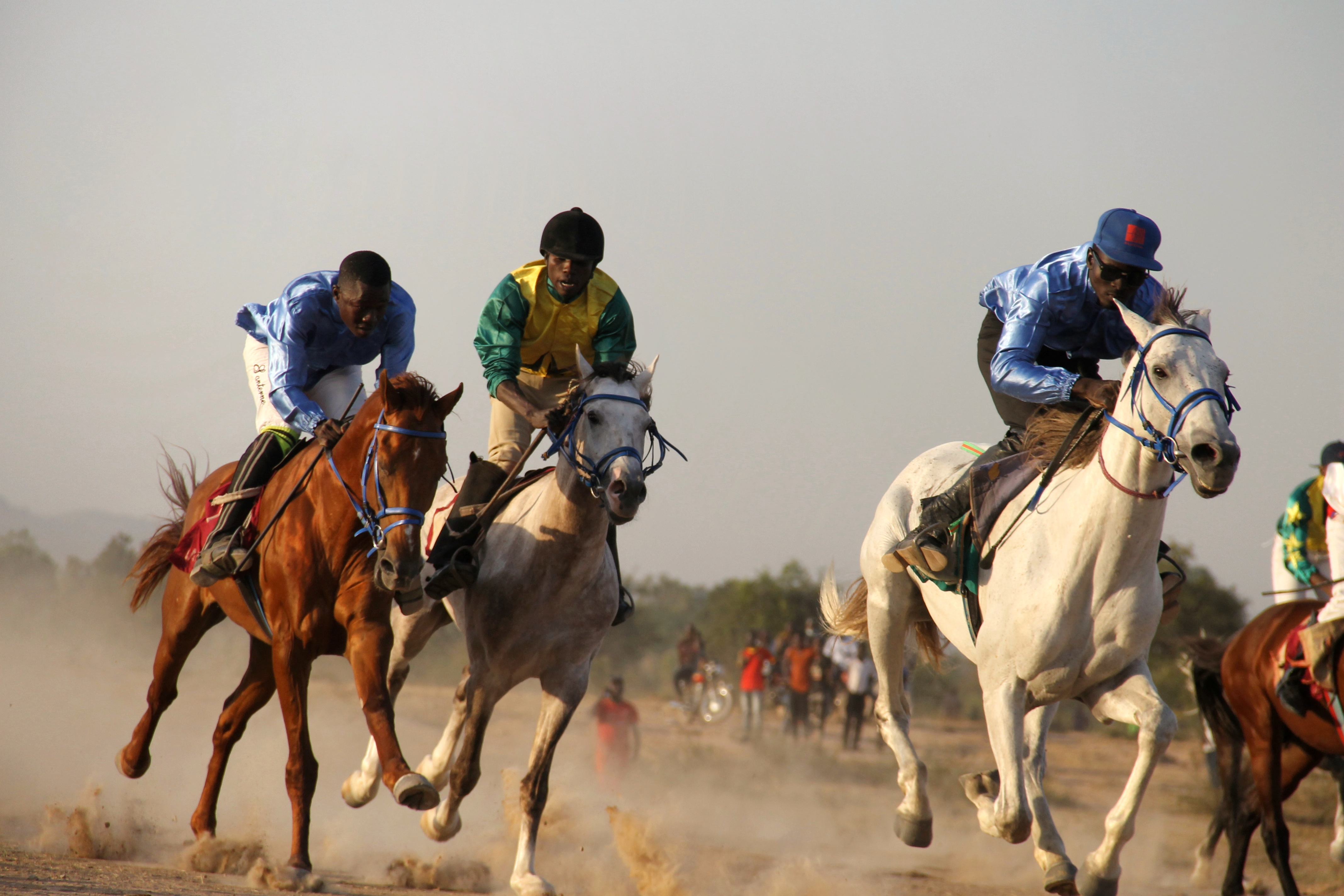
Galop sur du plat (Gashiga, Cameroun)
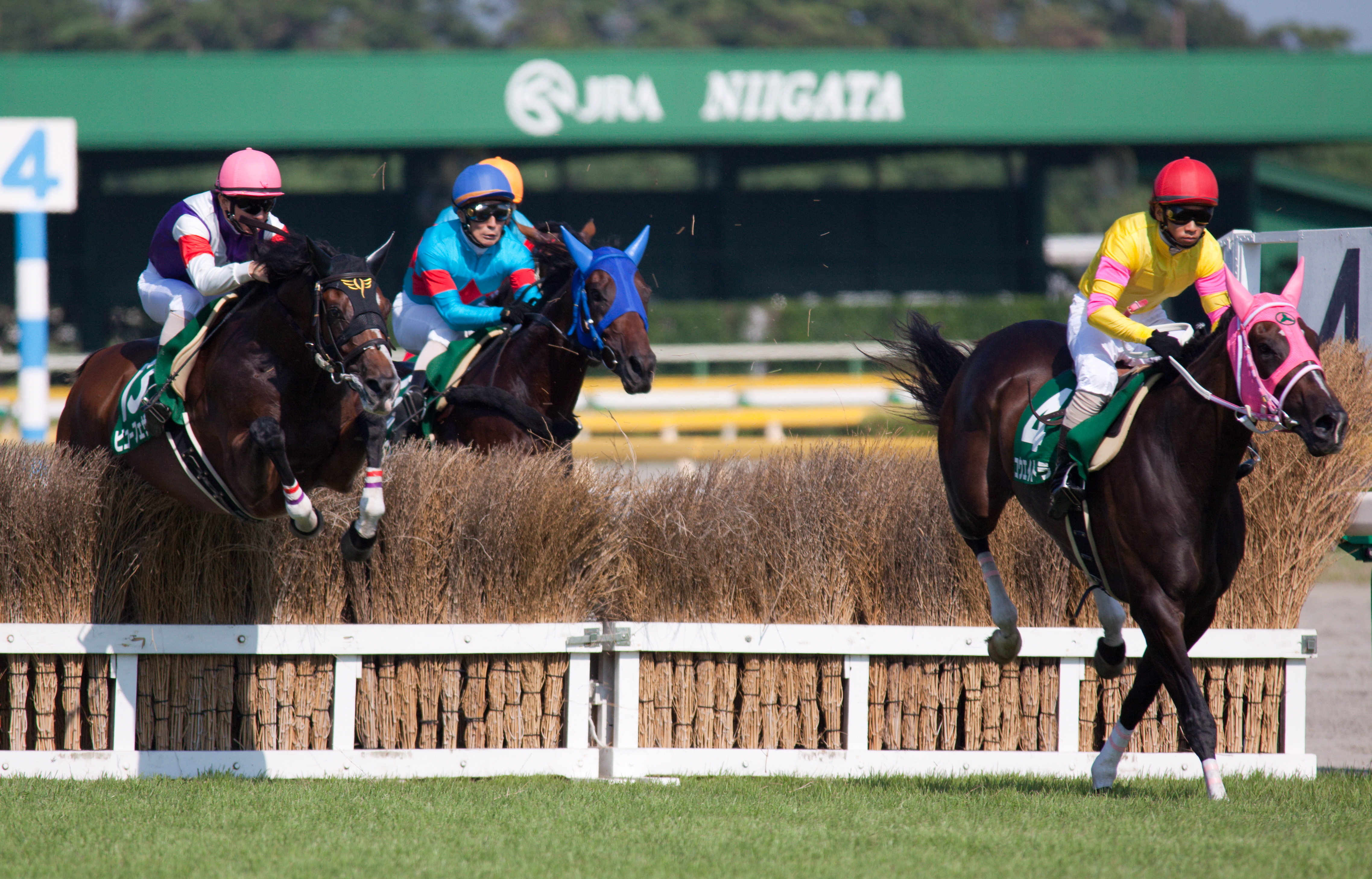
Course de haies (Niigata, Japon)
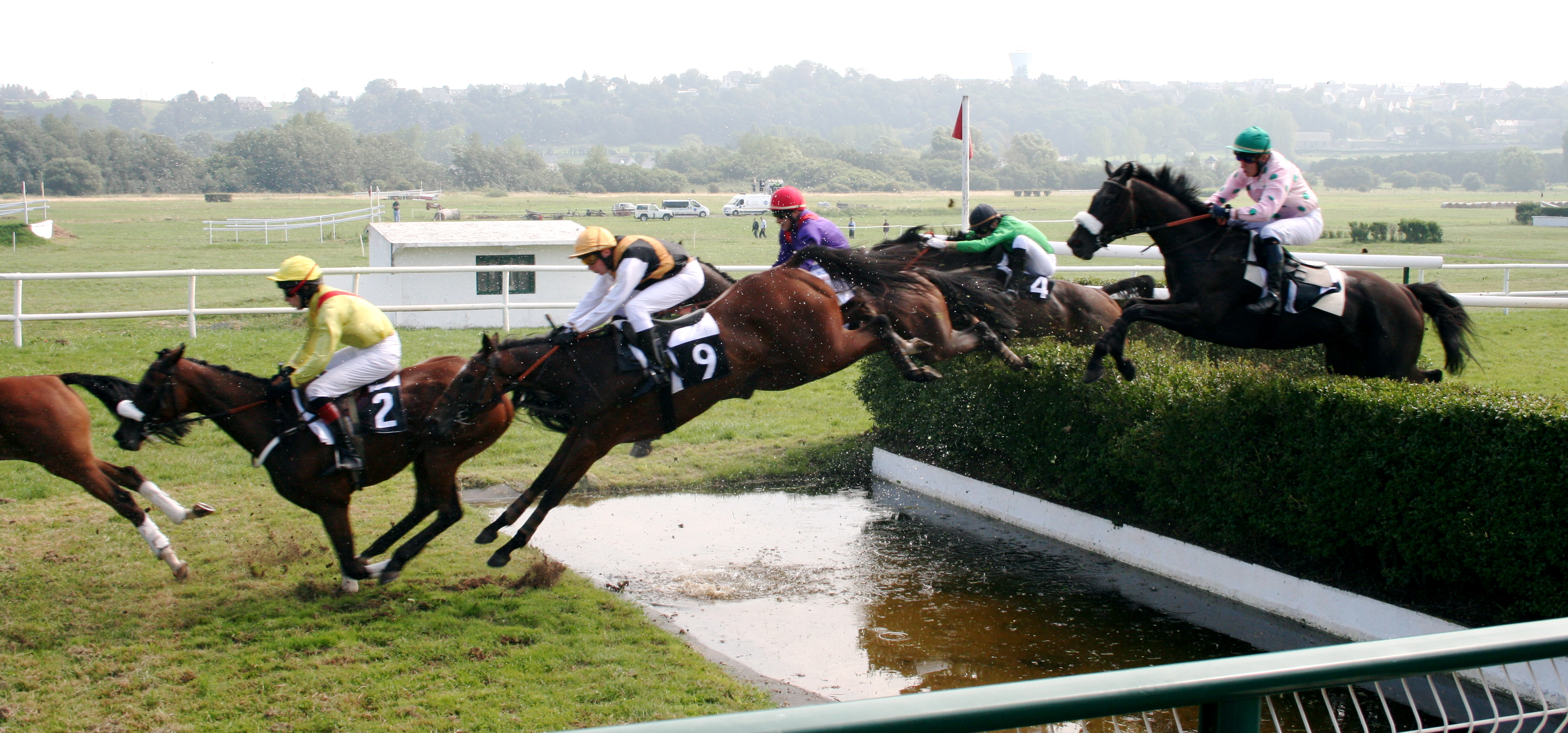
Steeple-chase (Royaume-Uni)
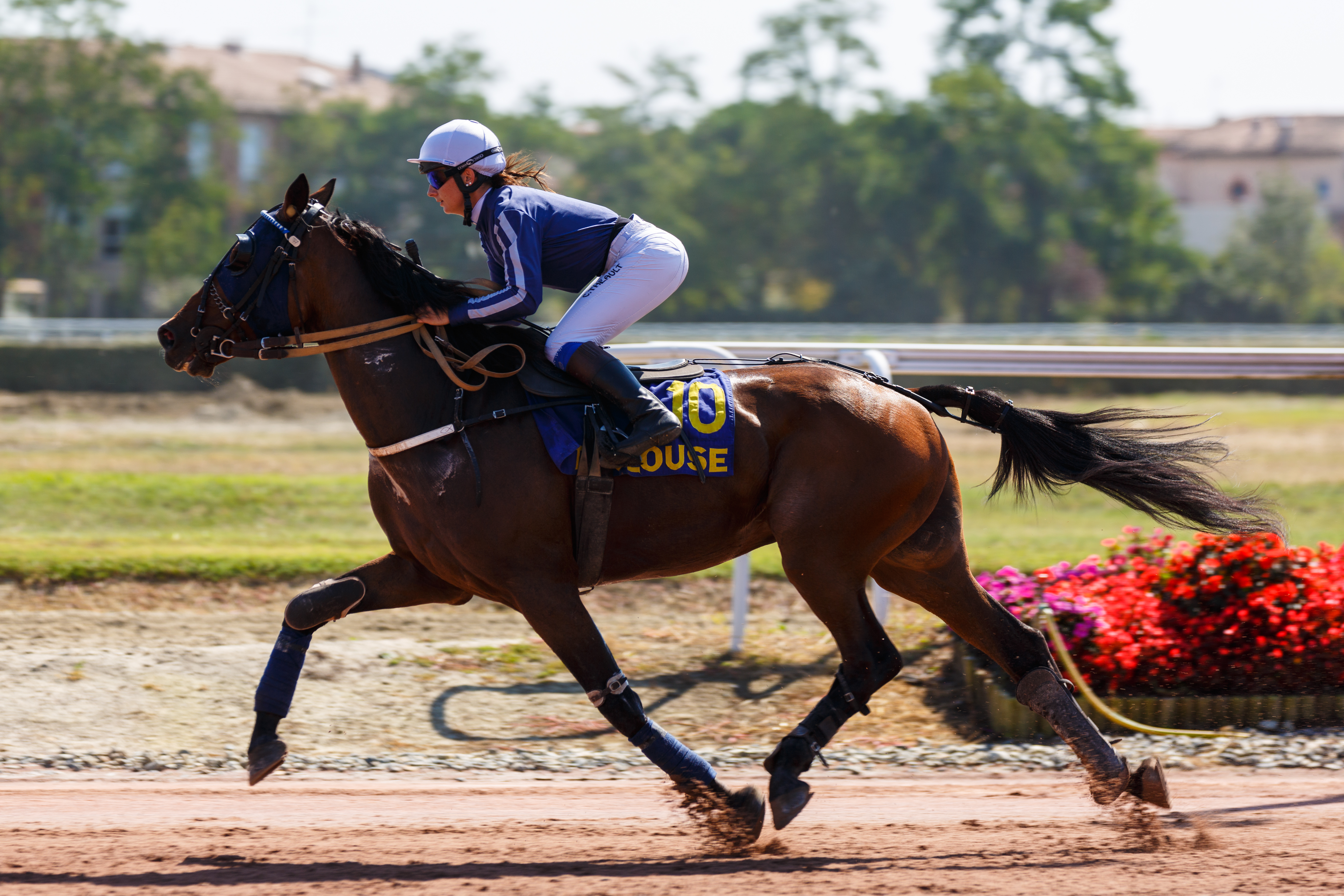
Trot monté (Toulouse, France)

Si le cheval de course de vitesse au galop par excellence est le Pur-sang, en fonction des pays et des législations, des courses de vitesse peuvent être réservées à des races spécifiques de chevaux, telles que l'Arabe, l'Anglo-arabe, l'Autre que Pur-sang, ou encore le Quarter Horse, spécialisé dans les courtes distances. Il existe enfin des courses de poneys, notamment en Angleterre (Grand national du poney Shetland) et en Australie, à Sydney.
Les courses de trot monté sont organisées avec des chevaux dits « trotteurs » ; elles existent surtout en Belgique et en France ; le jockey, alors cavalier, est assis sur le dos de son cheval. D'après Léon Zitrone, cette spécialité est considérée comme moins esthétique que le trot attelé.

#### Courses d'endurance

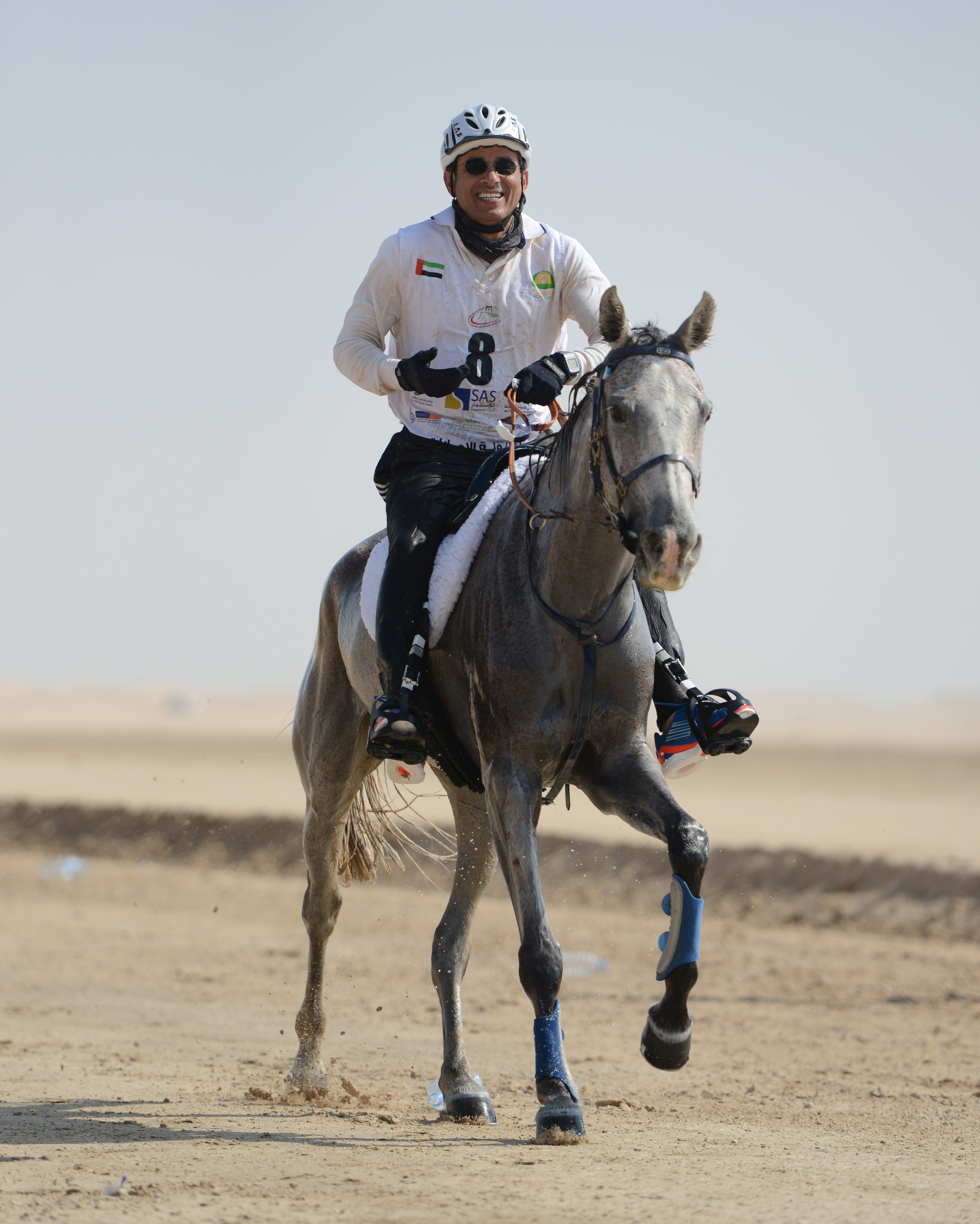
Cavalier d'endurance aux Émirats arabes unis.

La course d'endurance, ou raid d'endurance, est une forme de course sur longue distance dont l'objectif est d'arriver à la fois en première place et avec un cheval en excellente condition physique. Cette discipline des sports équestres se structure en 1982 sous l’impulsion de Français, puis se développe largement à travers le monde, avec une participation récente et massive des États arabes du Golfe afin d'y valoriser le cheval arabe.

#### Courses de chevaux traditionnelles
La course traditionnelle du Kazakhstan est le bäjge, couru sur une vingtaine à une trentaine de kilomètres. Au Turkménistan, les courses de chevaux constituent un spectacle populaire et un enjeu d'identité nationale ; elles sont organisées le plus souvent avec la race locale Akhal-Teké. La course de chevaux traditionnelle de Bac Hà, au Viêt Nam, est reconnue au patrimoine mondial. La course de chevaux a été introduite de façon récente dans le Naadam, en Mongolie, et soulève un très large engouement populaire. D'après l'ethnologue Gaëlle Lacaze, ces courses « nécessitent une préparation précise et sollicitent des savoir-faire qui font la fierté des éleveurs mongols ».

Formes de courses de chevaux traditionnelles
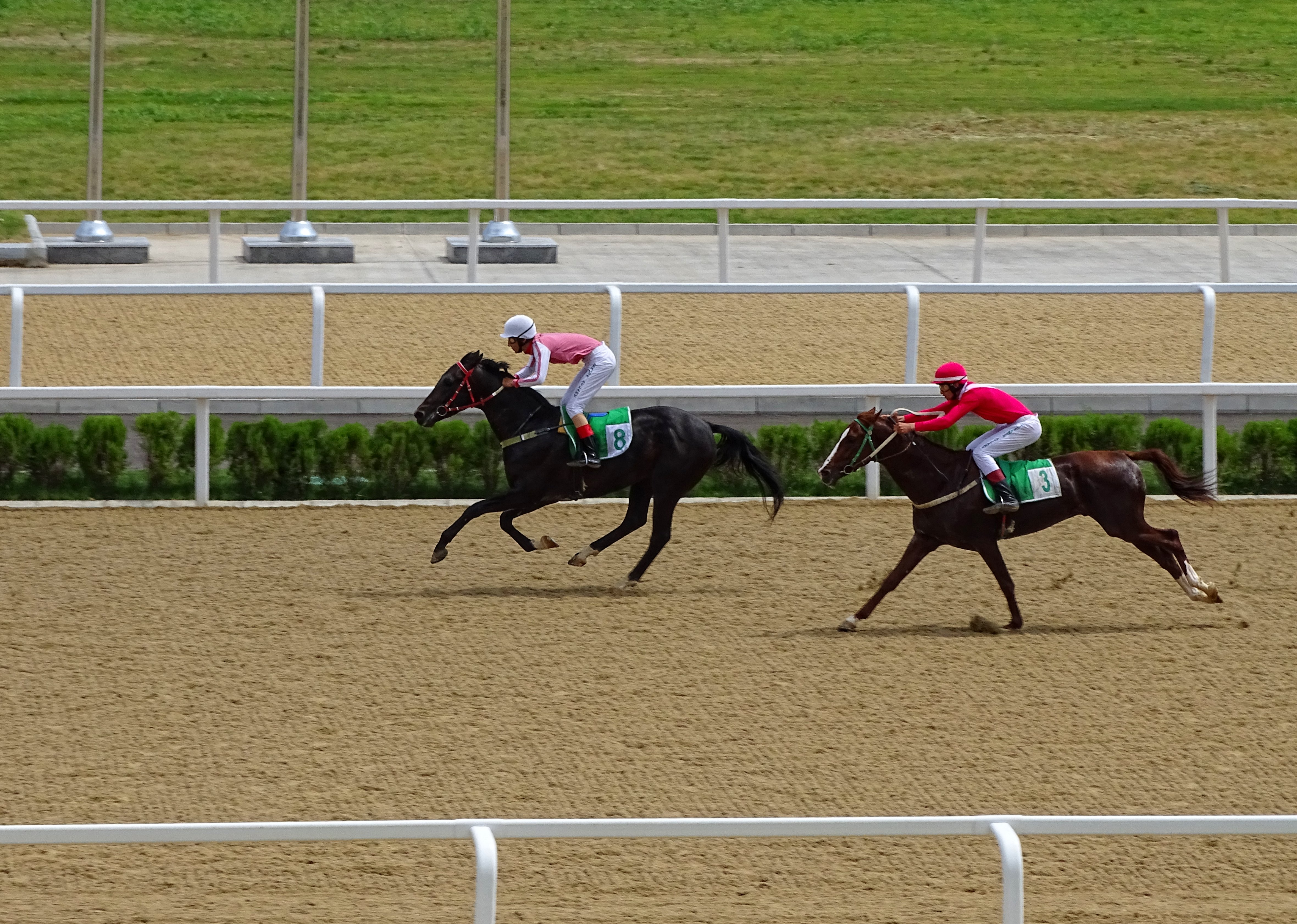
Course d'Akhal-Tekés (Achgabat, Turkménistan)
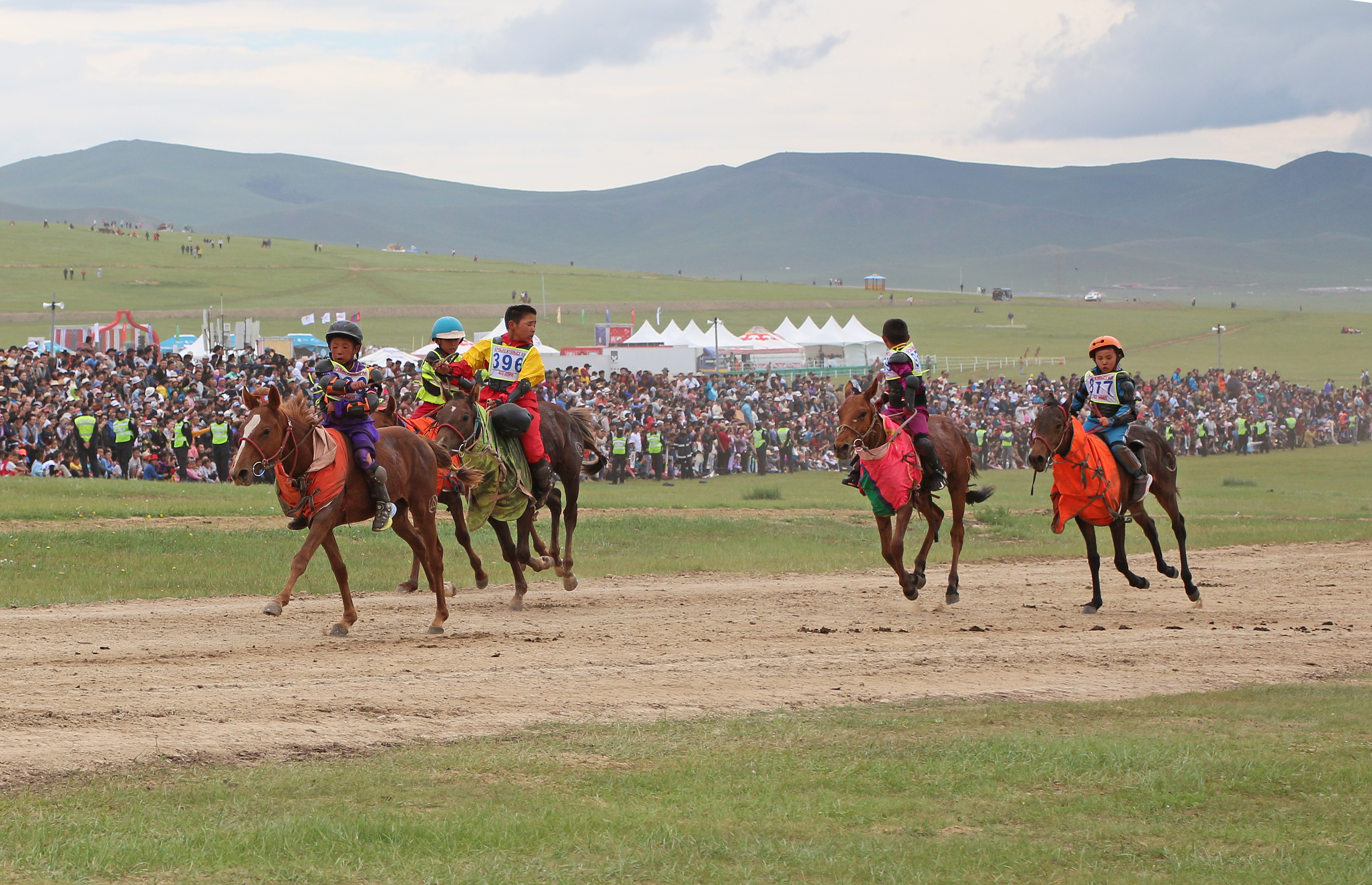
Course du Naadam (Oulan-Bator, Mongolie)
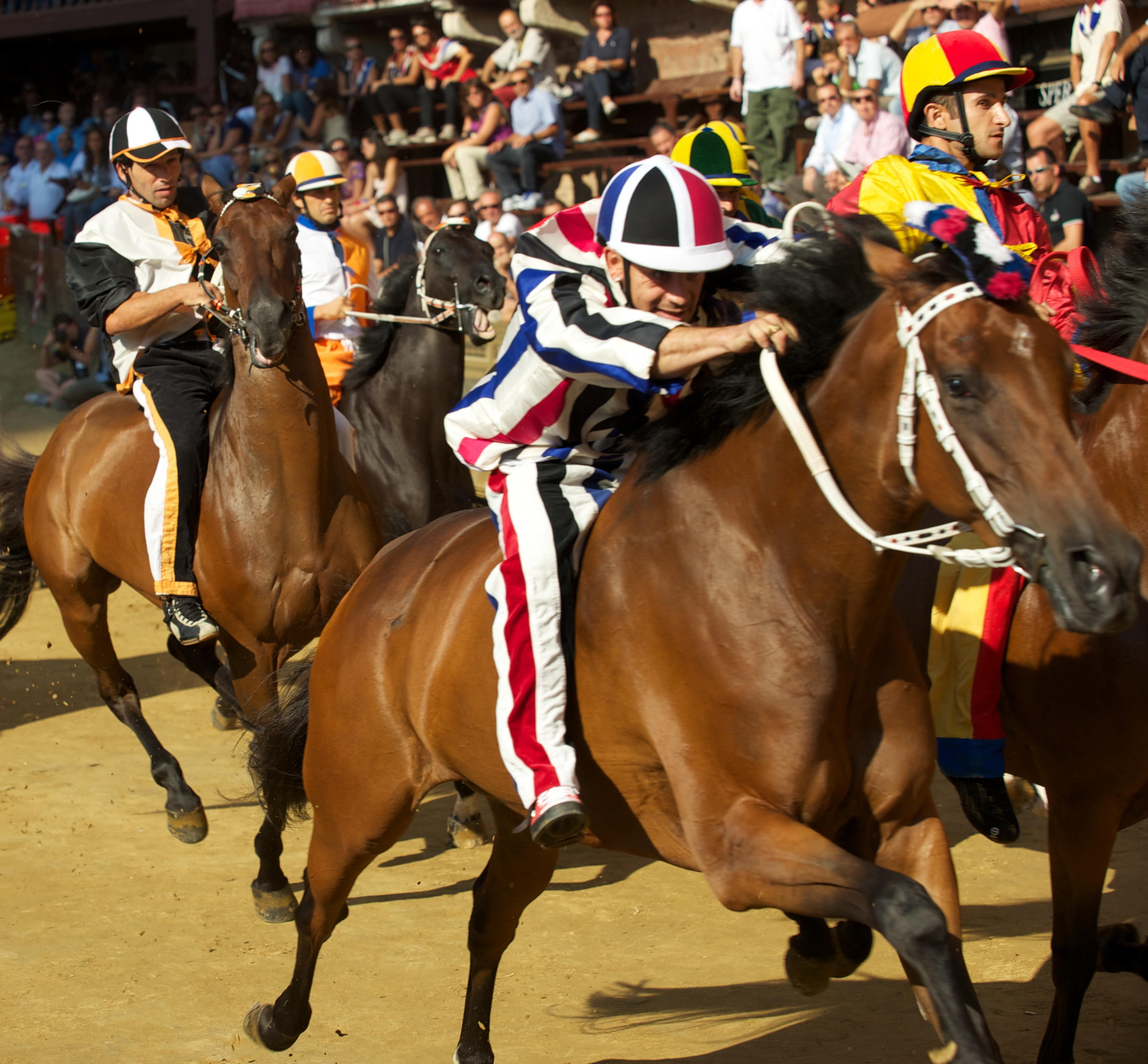
Course du Palio de Sienne (Sienne, Italie)

Le Palio di Siena (palio de Sienne) attire des milliers de touristes venus du monde entier. Il existe d'autres courses de chevaux traditionnelles en Italie, des fêtes populaires et communautaires désormais contestées en raison de fréquents manquements au bien-être animal.

### Sports équestres

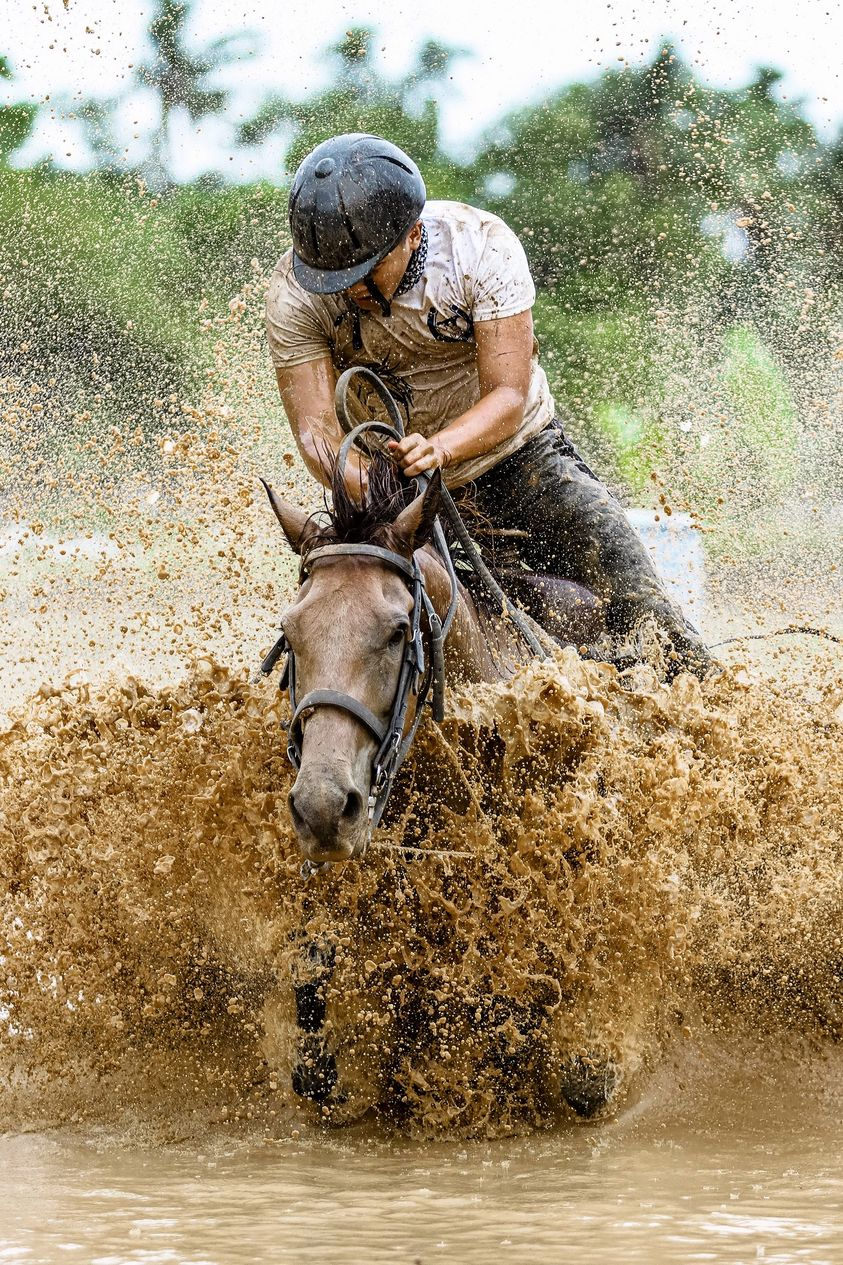
Cheval et cavalier traversant une eau boueuse lors d'un cross en compétition de concours complet d'équitation, avril 2022.

Les sports équestres regroupent toutes les disciplines équestres sportives, et trouvent leur origine dans les Jeux antiques, avec les courses de chars documentées à partir de - 776 ; un décret de l'empereur Théodose Ier publié en 393 y met un terme. Ils sont aussi nettement influencés par la chasse à courre, où le cheval n'est initialement qu'un moyen de poursuivre du gibier.
C'est avec la création des Jeux olympiques par Pierre de Coubertin en 1892 que les sports équestres se structurent, finissant par être représentés à l'édition de 1900 dans un relatif anonymat. L'édition de 1912 et le soutien des Suédois sont déterminants pour l'émergence progressive des trois sports équestres représentés aux Jeux olympiques : le saut d'obstacles, le dressage, et le concours complet d'équitation qui regroupe les deux sports précédents plus un cross.
Le développement de l'équitation handisport remonte aux années 1950 et 1960, dans un premier temps en Suède ; la première compétition d'équitation handisport est organisée lors en 1984 à New York, puis elle fait son entrée au programme des Jeux paralympiques en 1996 à Atlanta.
Bien que la pratique des sports équestres soit mixte, peu de femmes parviennent jusqu'au plus haut niveau de compétition, en particulier dans le saut d'obstacles où la hiérarchisation sportive et professionnelle s'effectue à leurs dépens.

#### Saut d'obstacles

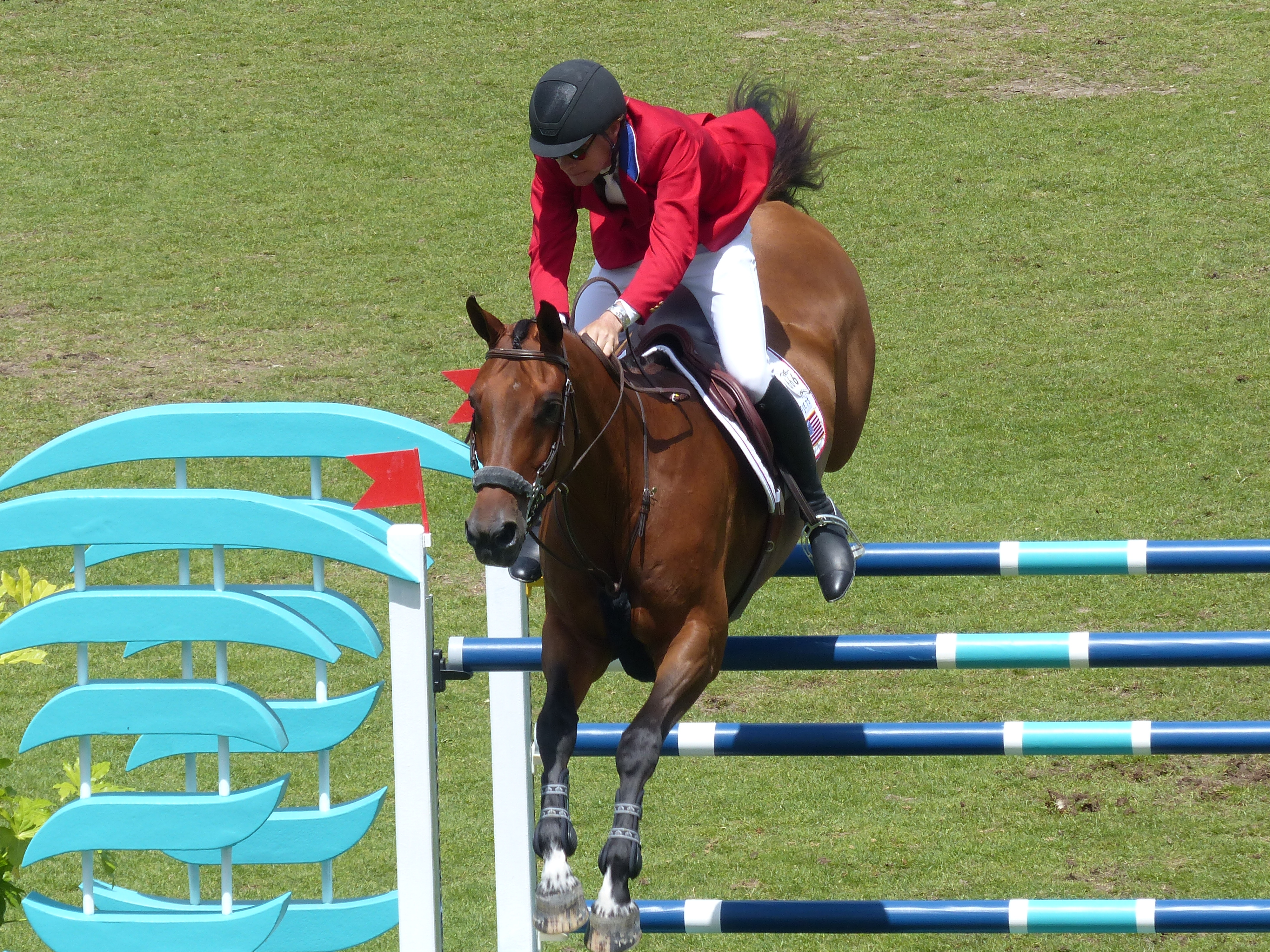
Saut d'obstacles au Grand Prix du CSIO de La Baule de 2024 : Karl Cook montant Caracole de La Roque.

La pratique du saut d'obstacles attire un nombre important de cavaliers, constituant souvent leur objectif ultime au terme de l'apprentissage de l'équitation, en raison des sensations exaltantes provoquées par le franchissement d'un obstacle sur le dos d'un cheval qui le saute.
Il existe deux formes d'équitation de saut d'obstacles : le saut d'obstacles proprement dit dans lequel le couple cavalier-cheval doit réaliser une série de sauts dans un temps limité et sans faire tomber des obstacles mobiles, et le hunter issu de la tradition de la chasse à courre, qui n'est pas chronométré mais dans lequel l'aspect physique et le toilettage du cheval sont notés.

#### Dressage

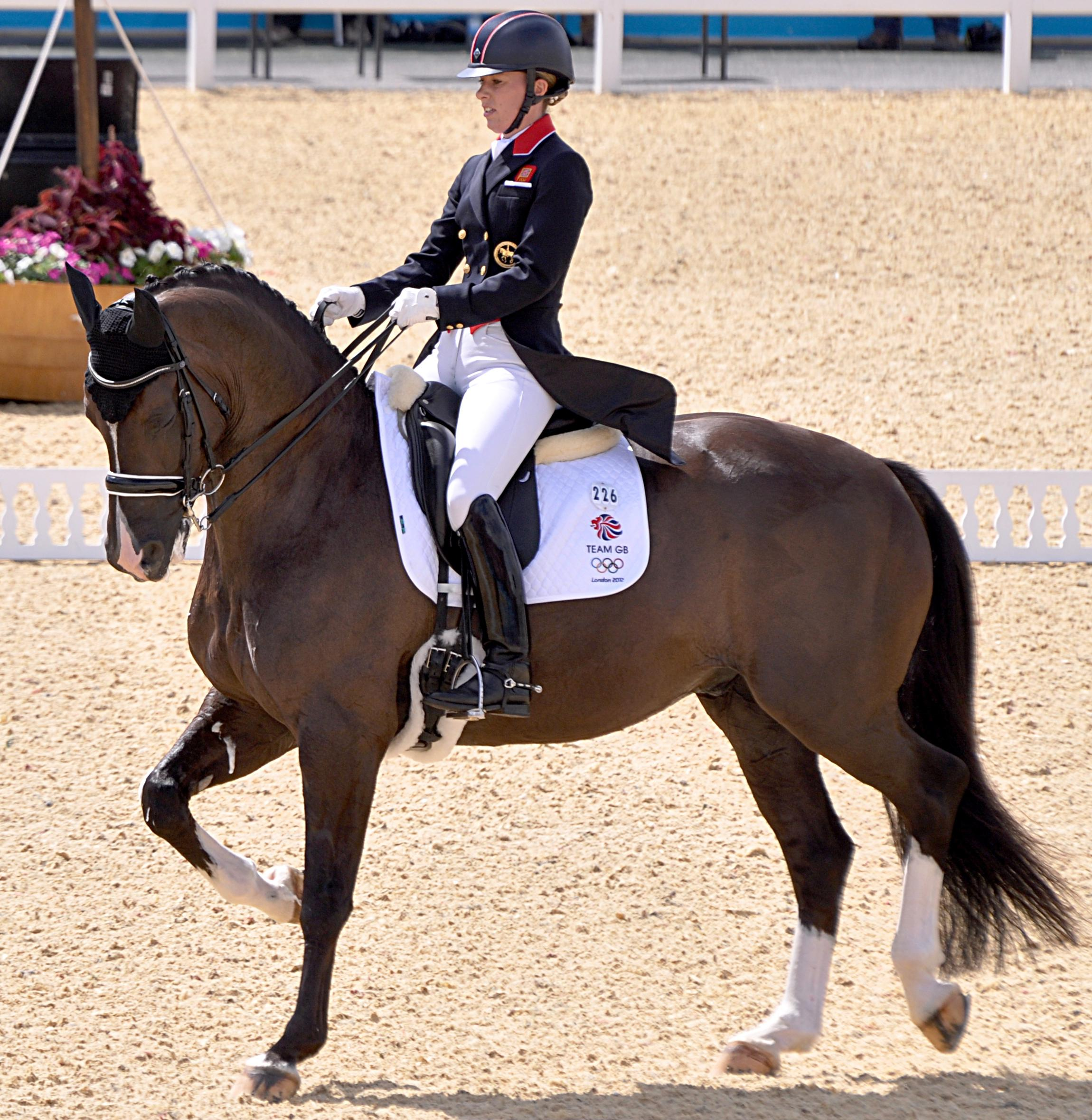
La cavalière Charlotte Dujardin lors d'une reprise de dressage aux Jeux olympiques d'été de 2012.

De nombreux traités fondamentaux relatifs au dressage des chevaux se sont succédé de l'Antiquité à nos jours. Il est fréquent de distinguer le dressage classique du dressage moderne. Le dressage classique est celui qui a « résisté à l'épreuve du temps », trouvant ses origines principalement en Europe de l'Ouest. Le dressage moderne est la discipline sportive représentée en compétitions officielles depuis le XXe siècle. Sa pratique est contestée par des écuyers comme Philippe Karl et Gerd Heuschmann, en raison d’attitudes recherchées par les dresseurs modernes pouvant être douloureuses pour les chevaux. Il existe aussi une dérive d'appréciation dans le dressage moderne, à travers la recherche de chevaux montrant de grands gestes des membres antérieurs.
Dans tous les cas, le dressage implique un travail sur l'impulsion et la rectitude (capacité à avancer de manière droite et symétrique) avec sa monture. Le travail de dressage se concrétise lors de reprises de dressage, libres ou en musique, dans lesquelles le couple cavalier-cheval déroule des figures qui s'enchaînent sur un tracé précis, en étant noté sur la régularité de sa cadence et la précision de son tracé.

#### Voltige
Il existe deux formes de voltige à cheval : la voltige en cercle et la voltige en ligne, ou voltige cosaque. La voltige en cercle est le seul sport équestre dans lequel le cheval est tenu, non par son cavalier, mais par un longeur. Ce longeur met le cheval au petit galop sur un cercle, afin que les voltigeurs puissent réaliser des figures acrobatiques sur le dos de cette monture.

Formes de voltige à cheval
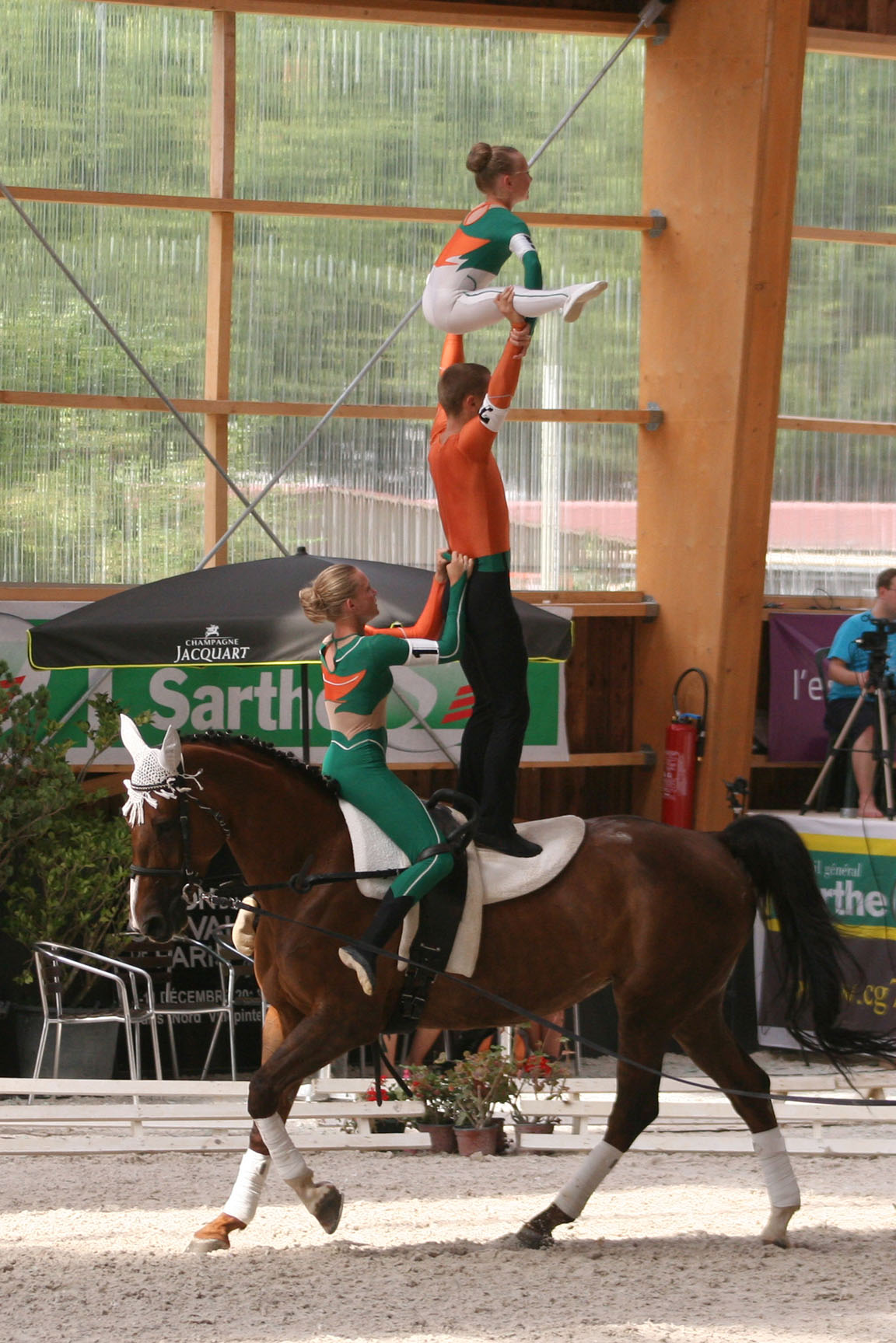
Voltige en cercle par équipes
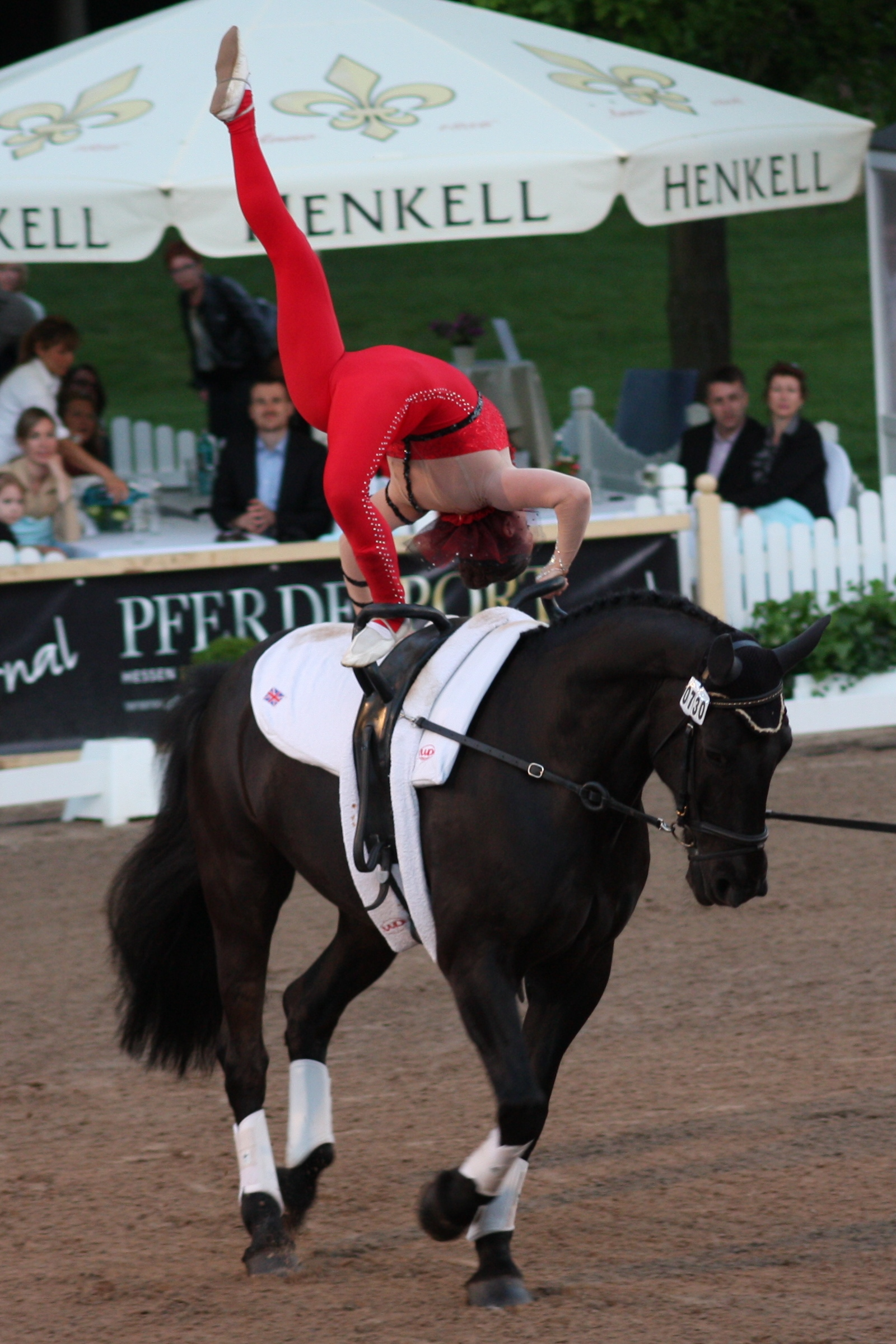
Voltige en cercle en individuel
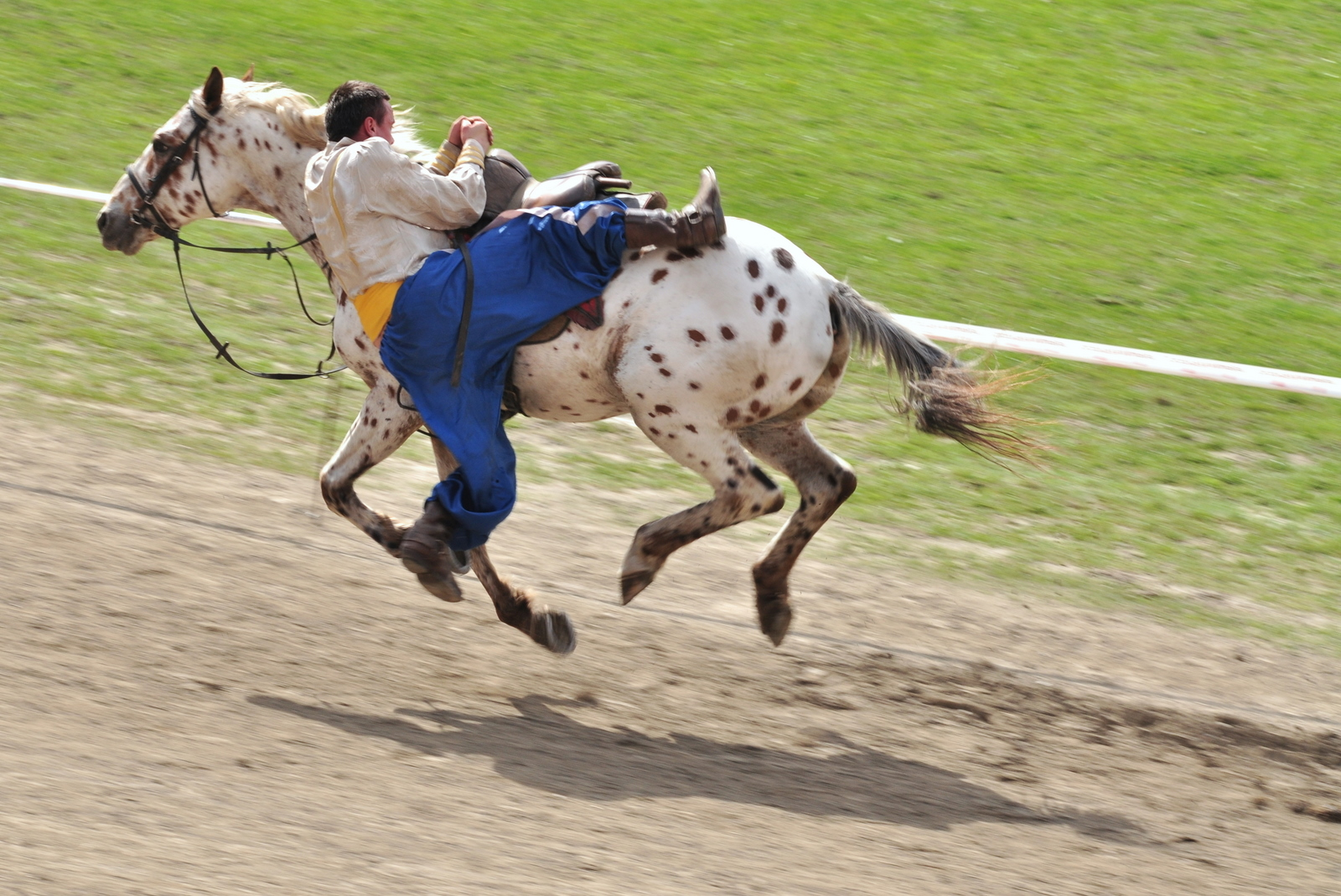
Voltige cosaque sur un seul cheval
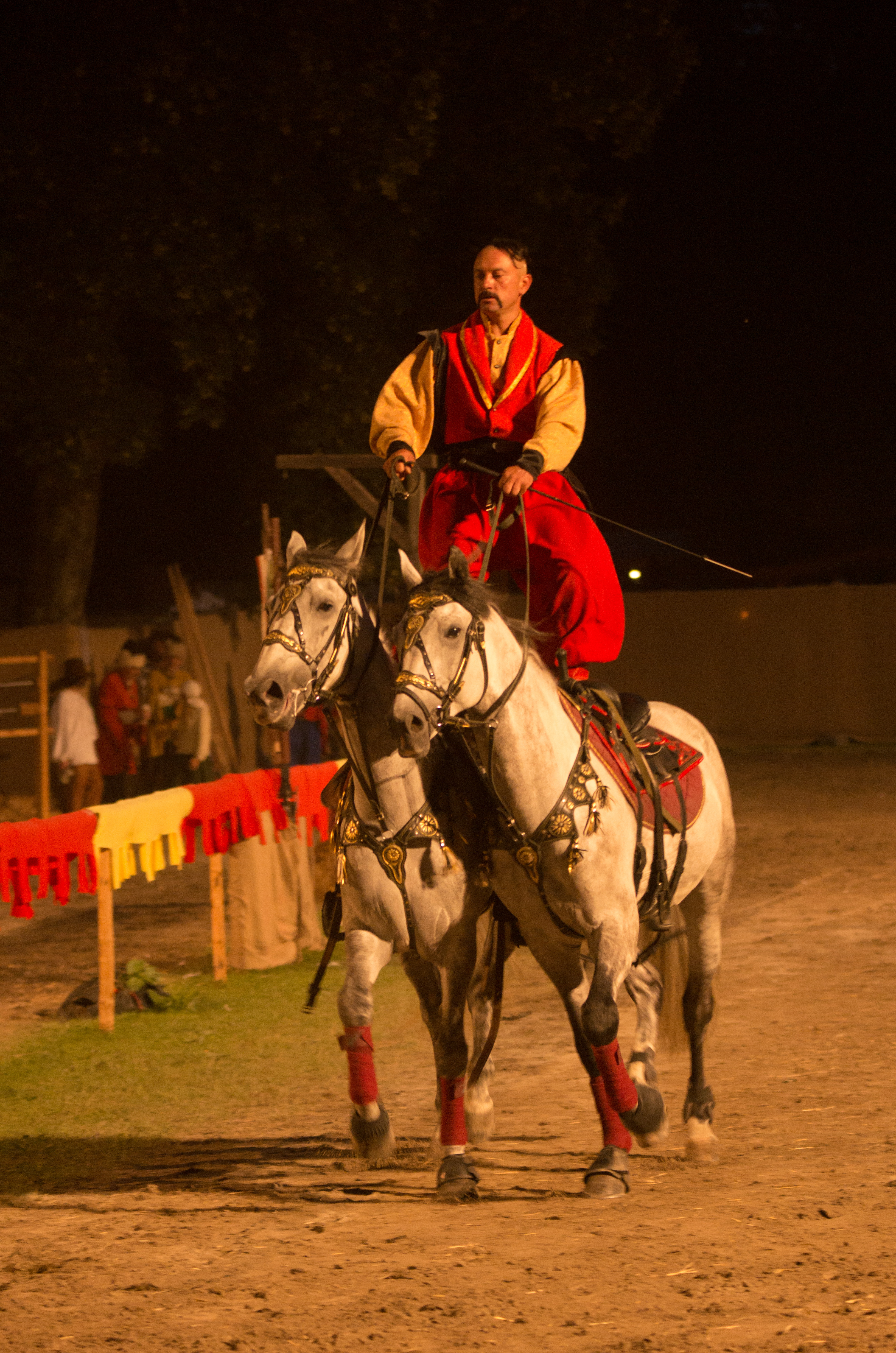
Voltige cosaque sur deux chevaux

L'autre forme de voltige est la voltige cosaque, qui se pratique en ligne droite et au grand galop. Les voltigeurs y réalisent des figures telles que le poirier et le saut à terre-à cheval.

#### Tent pegging, cirit et pasola

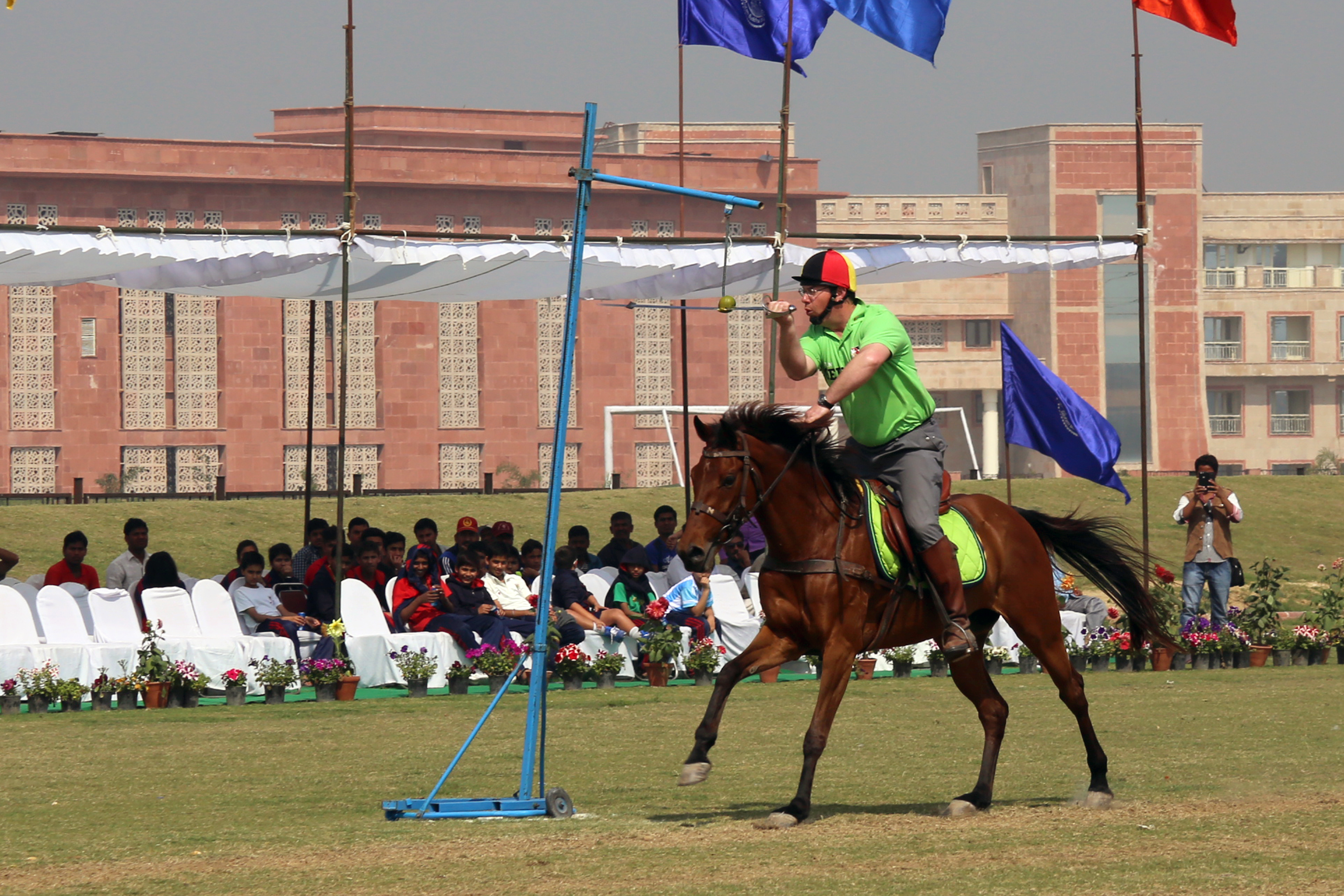
Compétition de tent pegging en Inde.

Le tent pegging est un sport équestre asiatique à l'arme blanche, qui implique pour un cavalier en déplacement de toucher des cibles à l'aide d'une épée ou d'une lance. Il provient du sous-continent indien, où il a été repris par l'armée britannique puis popularisé ailleurs.
Le cirit est un jeu équestre à javelot pratiqué par les nomades cavaliers en Turquie. Un autre jeu équestre à javelot, le pasola, est pratiqué dans un cadre rituel sur l'île de Sumba, en Indonésie.

#### Jeux d'attrape-chèvre en Asie centrale

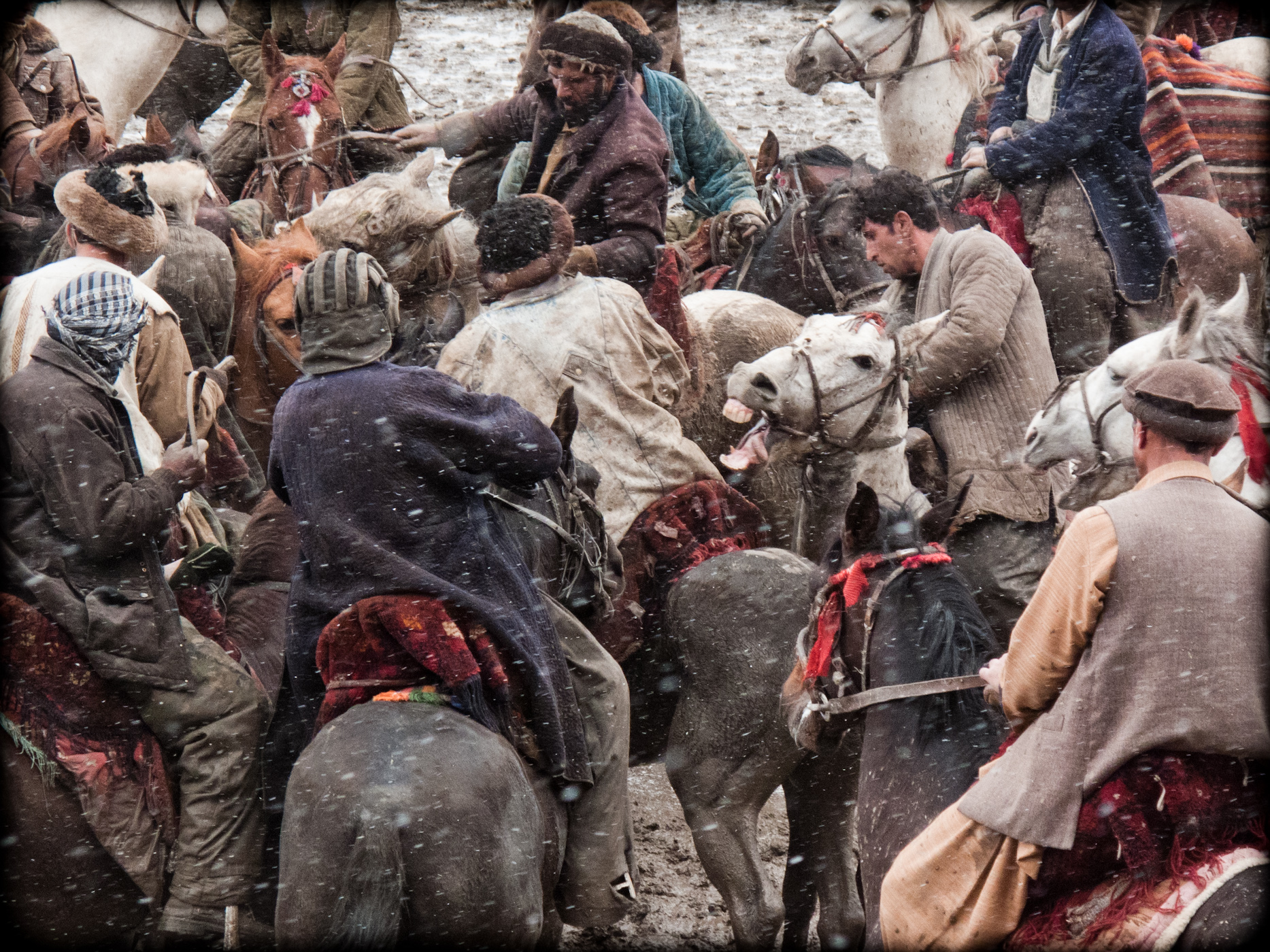
Mêlée de cavaliers de bouzkachi en Afghanistan.

Il existe de nombreuses versions d'un jeu équestre d'attrape-chèvre en Asie centrale avec des règles légèrement différentes selon les pays, ce qui est source de conflits. Joués individuellement ou par équipes, il s'agit de sports équestres particulièrement violents et dangereux, consistant pour les cavaliers à attraper une carcasse de chèvre pesant environ 50 kg,.
Le bouzkachi est le sport national d'Afghanistan,, popularisé dans le roman Les cavaliers. Codifié dans les années 1960, il porte des enjeux de pouvoir dans ce pays, faisant partie intégrante de l'identité afghane. 
Les jeux d'attrape-chèvre sont aussi pratiqués en Ouzbékistan, au Kirghizistan (où il est nommé kok-borou ou oulak), au Turkménistan et au Kazakhstan (kokpar).

#### Polo, pato, chaugan et horse-ball

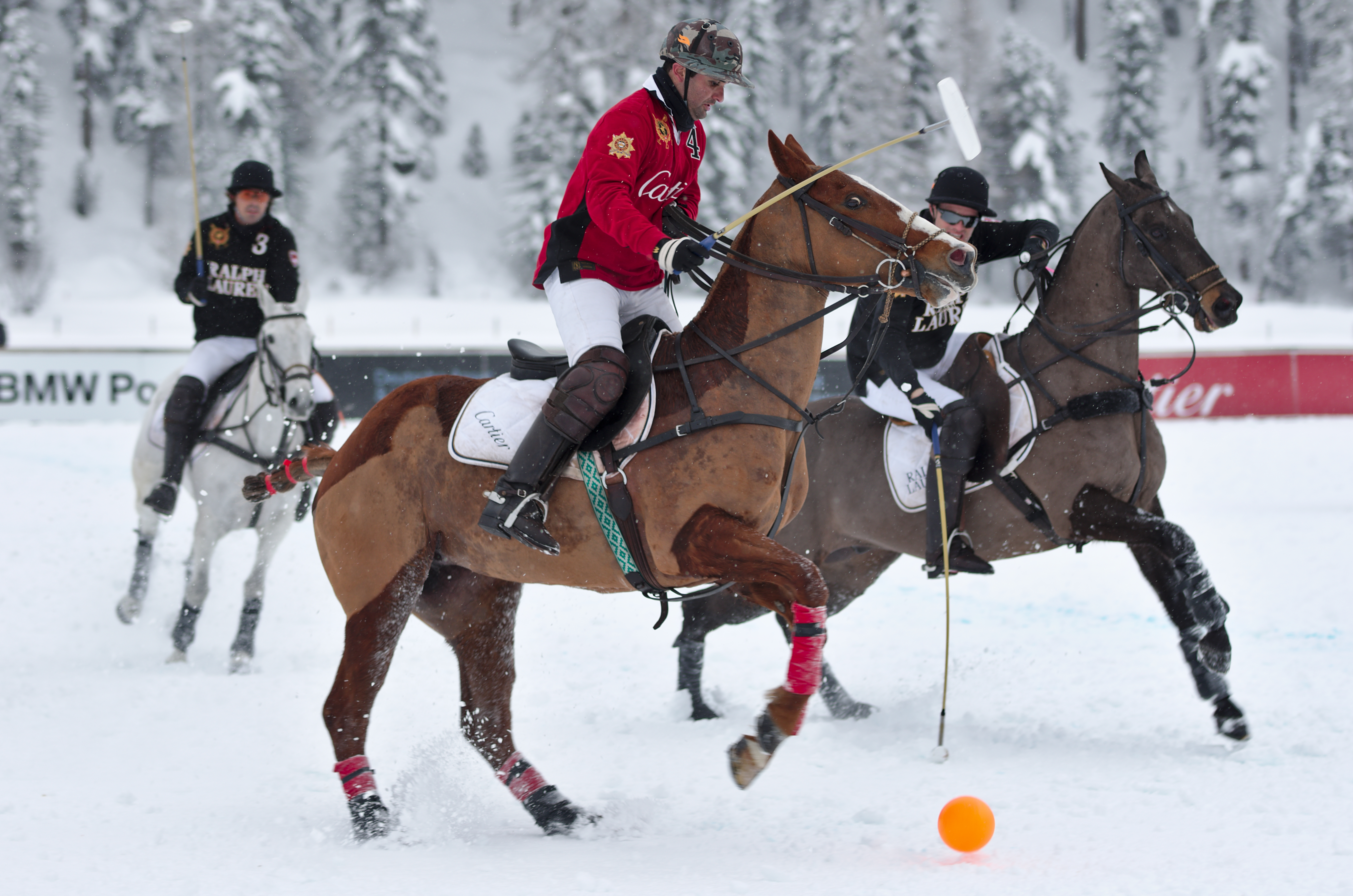
Partie de polo sur neige à Saint-Moritz, en 2014

L'origine du polo est ancienne, mais ce sport a été modernisé et popularisé par les britanniques, connaissant depuis une grande vogue dans les pays anglo-saxons, ainsi qu'en Inde, au Pakistan, et surtout en Argentine. Le but d'une partie de polo, jouée par des cavaliers répartis en deux équipes de quatre joueurs, est de faire entrer une balle, frappée avec un maillet, dans le but de l'équipe adverse. Le polo ne peut être joué que par des cavaliers fortunés, capables d'entretenir les quatre poneys de polo nécessaires à chaque partie.
Le chaugan, jeu équestre traditionnel de l'Azerbaïdjan, est comparable au polo et se pratique sur le dos d'un cheval de race Karabakh.
Le horse-ball est un peu l'équivalent d'une partie de basket-ball, mais à cheval. Il tire son origine du sport national argentin du pato. Les cavaliers doivent attraper une balle munie d'anses, puis parvenir à la lancer dans le panier de l'équipe adverse.

### Équitations de loisir

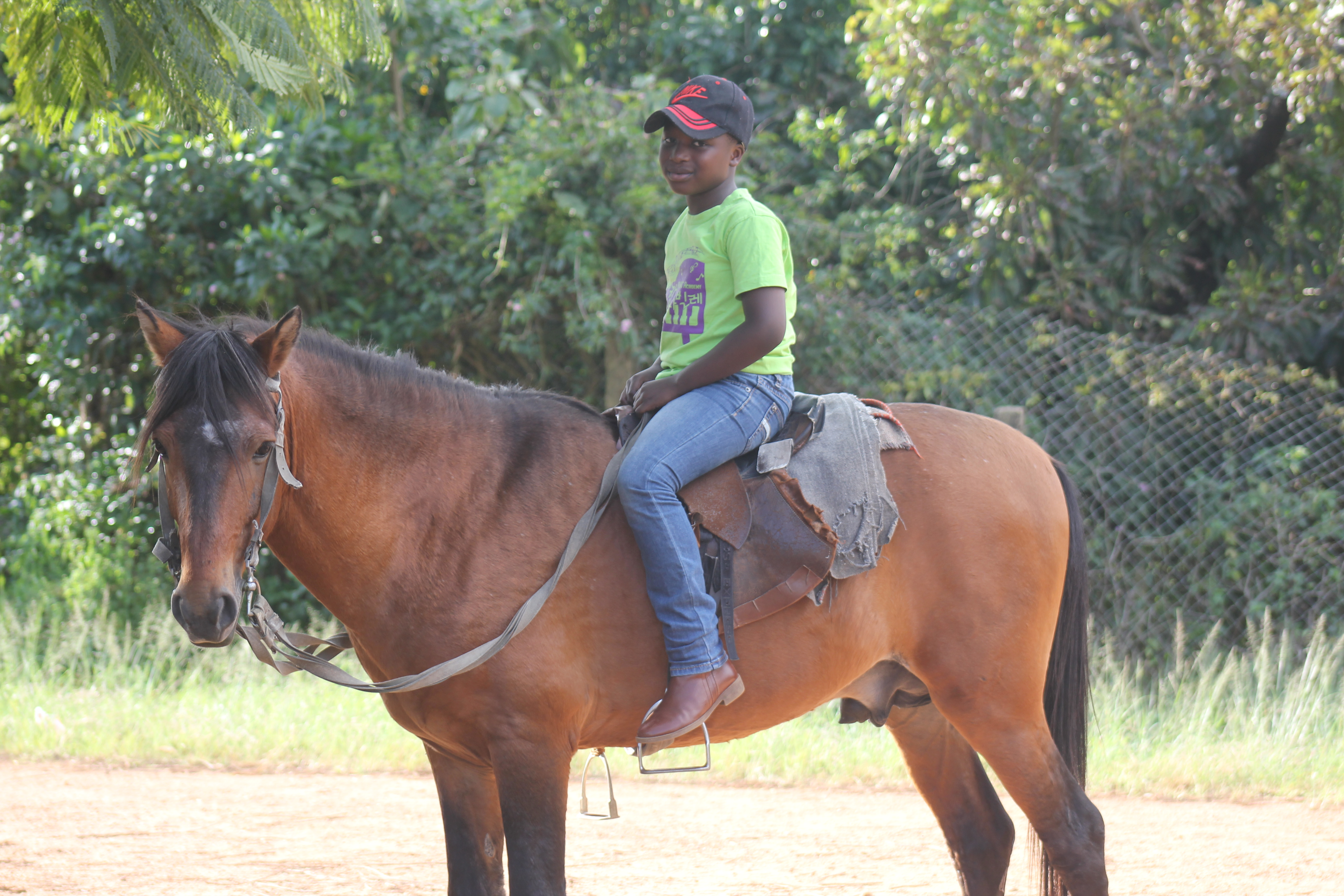
Jeune garçon montant à cheval au Nigeria.

L'équitation de loisir, avec son propre cheval ou non, est beaucoup plus pratiquée que l'équitation sportive, mais il est difficile de comptabiliser le nombre d'équitants réguliers, puisqu'il est possible de monter sans appartenir à un club ou une association. Une estimation de 2014 cite environ 20 millions de cavaliers de loisir à travers le monde dont 6,4 millions en Europe, la plupart ayant leur propre cheval soit à domicile, soit hébergé dans une structure de type centre équestre.
Des cavaliers particuliers et indépendants peuvent se promener ou randonner avec leur propre cheval, de la même façon qu'une personne se promène ou randonne à bicyclette ou à pied. L'équitation de loisir se pratique généralement dans la campagne, contribuant ainsi au phénomène de périurbanisation. Il existe cependant, en fonction des pays, des règles potentiellement très strictes pour définir les chemins que les cavaliers ont le droit d'emprunter. Le code de la route est beaucoup plus souvent conçu pour les véhicules à moteur plutôt que pour les équitants.
La plupart des chevaux de loisir sont des chevaux de sport à la retraite, ou des chevaux réformés choisis pour leur prix d'achat peu élevé. Il existe une perméabilité entre la pratique d'équitation de loisir en amateur, et la pratique professionnelle. L'équitation de loisir avait complètement disparu en Chine sous l'ère Mao, et se redéveloppe avec l'essor économique du pays et de ses classes moyennes.

#### Randonnée équestre

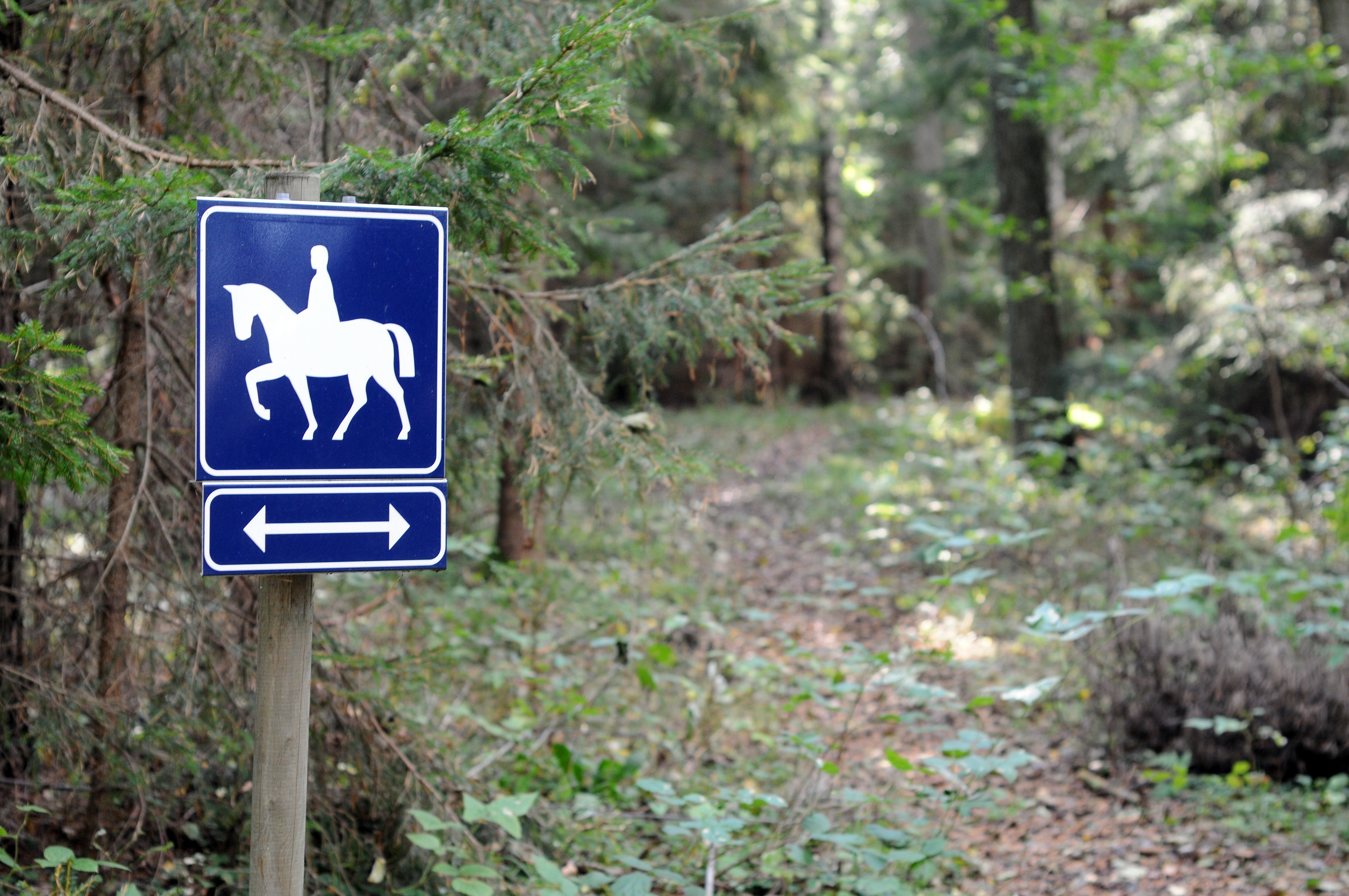
Panneau indicateur d'un chemin réservé aux cavaliers.

La randonnée équestre implique une plus grande préparation que la simple monte de loisir ou la « balade », mais elle en constitue la progression logique. Elle demande une mise en condition du cheval, qui passe par une désensibilisation aux éventuelles difficultés rencontrées sur un long parcours en pleine nature,. Elle peut se pratiquer dans une très grande variété de pays, grâce à des hébergements en gîte permettant d'y passer la nuit avec son cheval, et de re-partir le lendemain.
Les techniques de randonnée équestre de compétition (TREC) constituent des exercices de sport équestre codifiés et inspirés des difficultés que les randonneurs équestres peuvent rencontrer.

#### Équitation éthologique

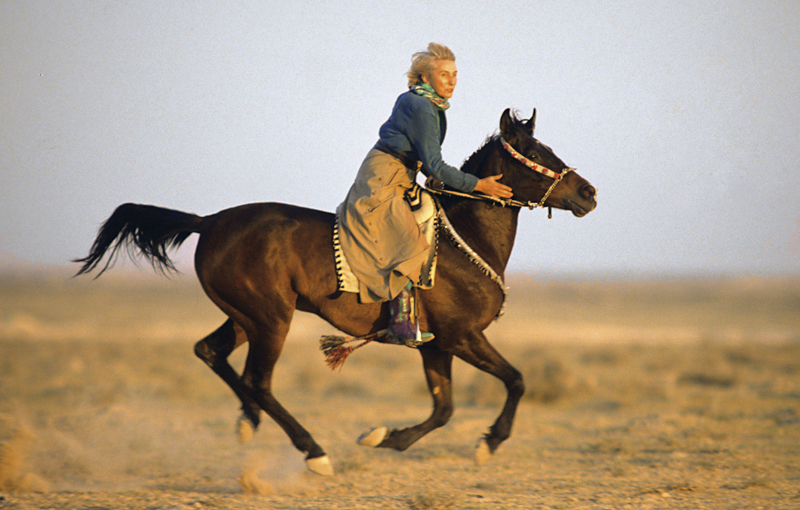
Linda Tellington-Jones, enseignante d'équitation éthologique, montant un cheval sans mors en Syrie.

Une équitation éthologique, également appelée « équitation comportementale », s'est développée initialement aux États-Unis (sous le nom de natural horsemanship) par inspiration des connaissances scientifiques issues de l'éthologie équine, avant de se répandre dans d'autres pays, suscitant un important engouement depuis les années 2000. Elle enseigne notamment la monte à cheval sans cravache, sans éperons, et parfois sans mors.
Elle est cependant critiquée en raison de la co-existence de nombreuses méthodes (méthode Parelli, méthode Monty Roberts, méthode Miller, etc), et de publications généralement dépourvues de rigueur scientifique.

### Médiation équine

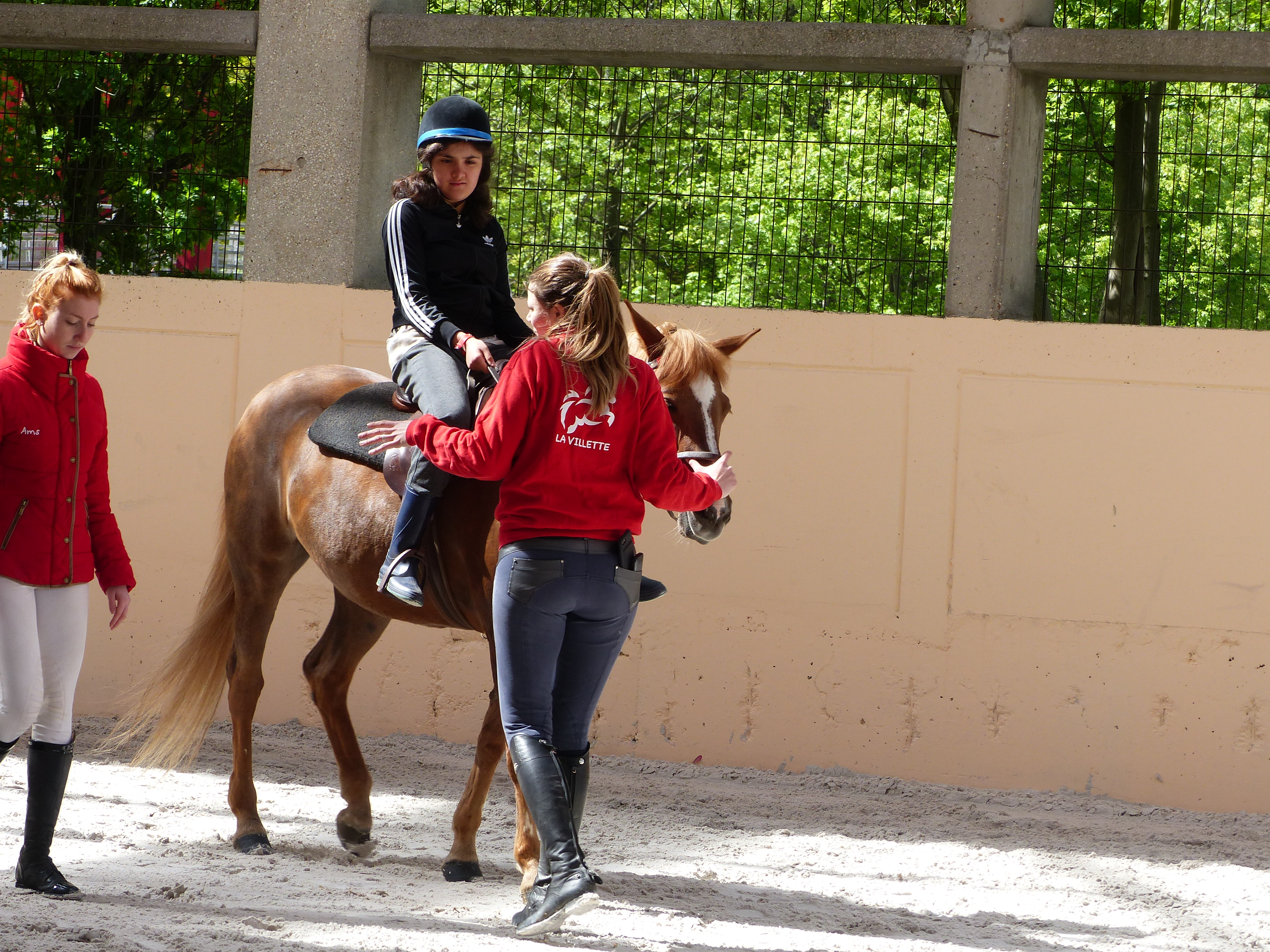
Séance d'équithérapie au centre équestre de La Villette, en France.

Il existe différentes pratiques d'équitation issues de la médiation équine, nommées équithérapie, équicie, hippothérapie, ou encore équicoaching ; une partie d'entre elles sont « des activités physiques adaptées en santé associant le cheval », proches de l’équitation adaptée.
Ces pratiques ont en commun l'usage des chevaux comme médiateurs thérapeutiques. Elles peuvent s'adresser à des délinquants juvéniles, des enfants souffrant de stress post-traumatique ou de douleurs chroniques, des personnes autistes, ou encore ou à des patients souffrant de schizophrénie.

## Économie de l'équitation et organisation des compétitions

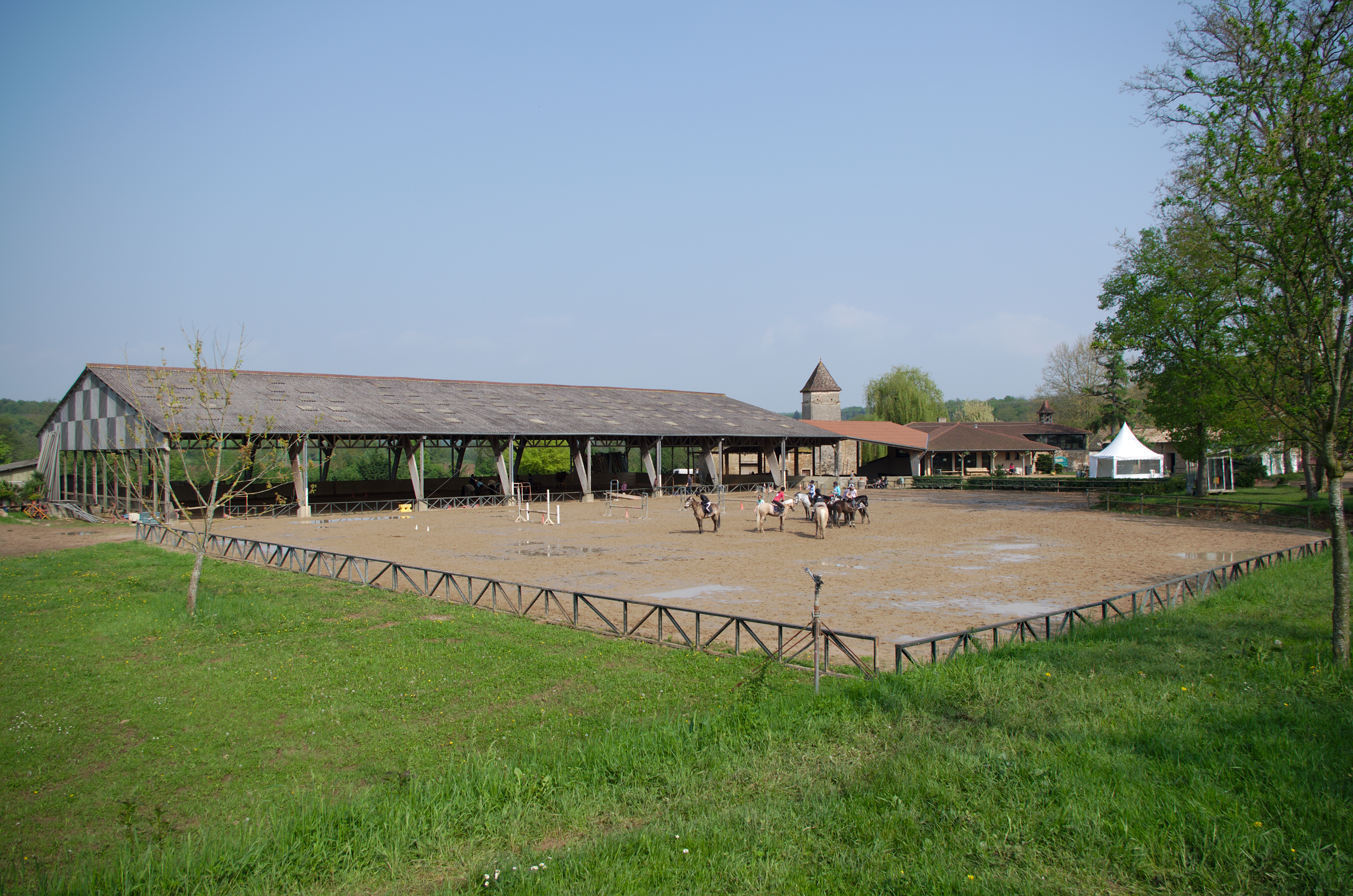
Un centre équestre, exemple d'établissement qui participe à l'économie de l'équitation.

L'économie de l'équitation est importante dans les pays où elle se pratique. 19 milliards de dollars de flux financiers sont liés aux activités équestres au Canada en 2010, près de 14 milliards en France en 2015, pour 11 milliards d'euros de flux dans ce même pays en 2019. En 2017, 57 000 emplois en France dépendent en premier lieu de l'activité équestre, pour 65 000 en 2019. Cette économie de l'équitation repose entre autres sur les paris sportifs en course hippique et sur le prix d'accès aux activités de tourisme équestre ; l'organisation de compétitions équestres joue à la fois un rôle économique et un rôle social, à travers la valorisation de territoires et la joie des spectateurs de telles compétitions.
Des compétitions d'équitation de tous les niveaux sont organisées dans une grande variété de pays. Les couples cavaliers-chevaux de niveau international concourent sous l'égide de la Fédération équestre internationale. Celle-ci est créée en 1921, en tant qu’institution chargée de réglementer et d’homogénéiser les sports équestres à l'échelle mondiale. Les Jeux équestres mondiaux comportent huit disciplines ; en plus des trois représentées aux JO et du para-dressage, ils comptent l'attelage, le reining, l'endurance et la voltige en cercle. LA FEI régule aussi les compétitions handisport de para-dressage. En 2018, 133 pays sont affilés à la FEI, organisant 3 400 compétitions équestres par an.
Il existe des fédérations nationales gérant l'équitation sportive dans de nombreux pays, dont la Fédération française d'équitation en France, la Fédération suisse des sports équestres en Suisse, et des équivalents au Canada et en Belgique.
L'économie de l'équitation implique la possibilité de réformer ou d'abattre un cheval (pour sa viande) s'il ne correspond plus à l'activité équestre recherchée par ses propriétaires, en particulier dans le domaine du sport hippique. L'abattage suscite une très forte opposition sociale, qui se matérialise par la création d'associations et l'émergence de solutions de retraite pour les chevaux âgés ou accidentés à la suite de pratiques équestres.

## Risques

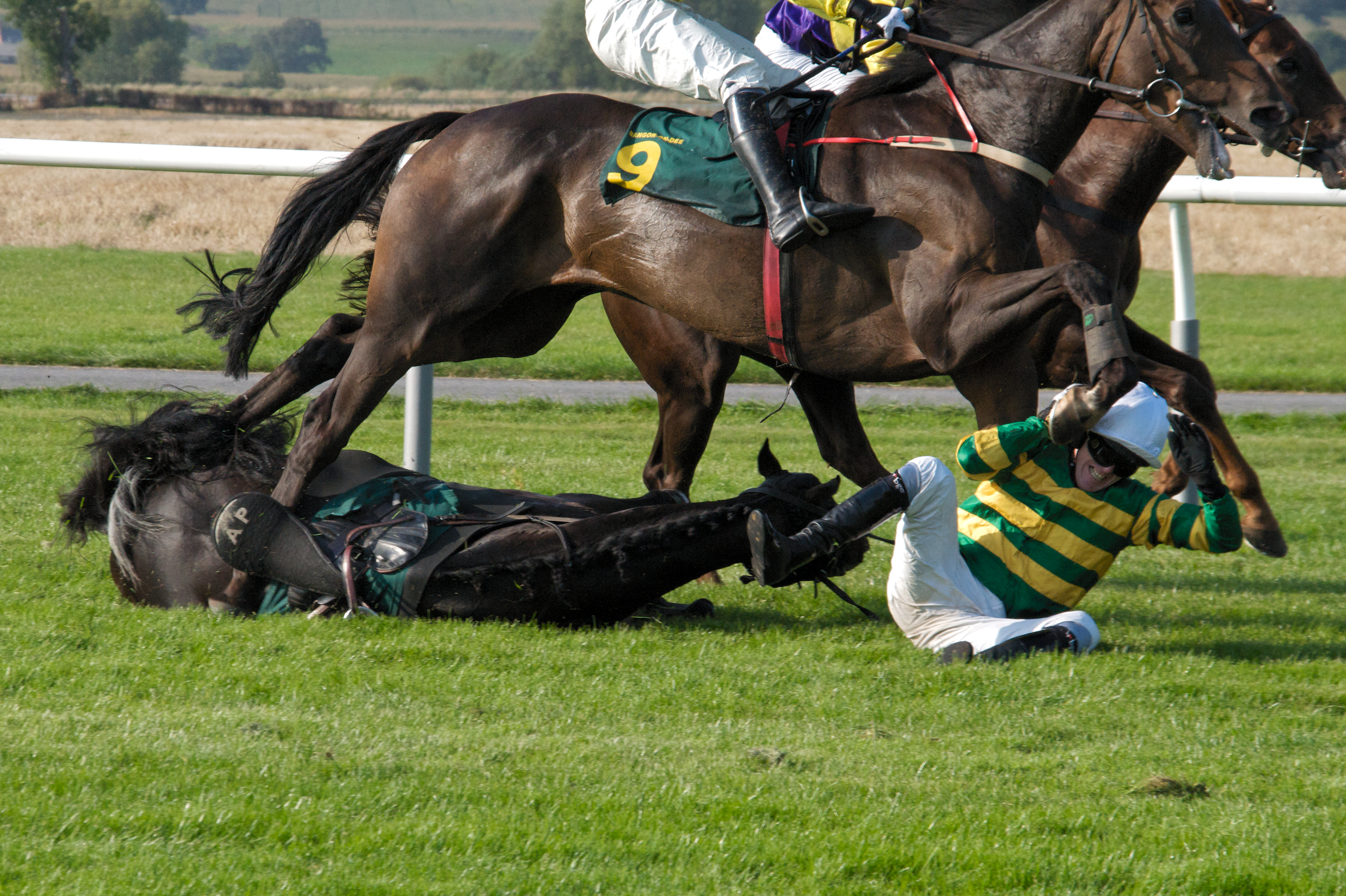
Chute du cheval et du jockey sur une course hippique.

L'équitation fait partie des dix sports considérés comme les plus risqués, Eurosafe répertoriant environ 6 000 accidents par an sur la base des déclarations fournies par les centres équestres. D'un point de vue juridique, la pratique de ce sport signifie l'acceptation de ses risques, qui concernent aussi bien les cavaliers que les équidés.

### Pour le cavalier

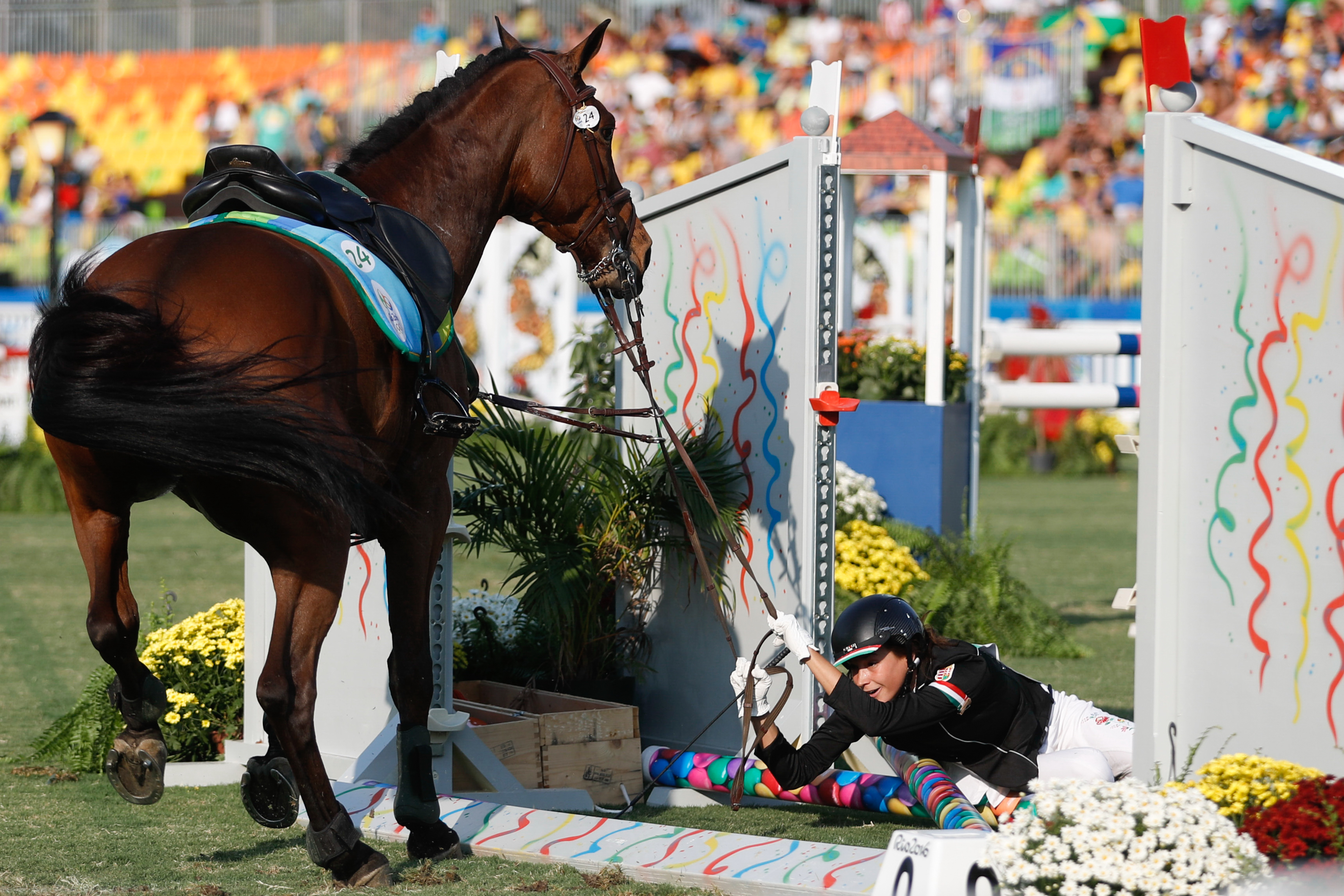
Chute d'une cavalière sur une épreuve de saut d'obstacles des Jeux olympiques d'été de 2016 à Rio de Janeiro.

L'équitation est un sport à risques traumatiques pour les cavaliers, très généralement à la suite d'une chute de cheval. Ces risques sont majorés dans le cadre des compétitions. Le risque d'hospitalisation est beaucoup plus élevé chez les cavaliers que chez les footballeurs, skieurs et coureurs automobiles,, mais la fréquence des accidents en équitation est moyenne, moins élevée notamment qu'en ski, en football ou en basket-ball, ce qui en fait le troisième sport le plus dangereux après le parapente et le moto-cross. Ces risques découlent surtout de l'incertitude du milieu où elle est pratiquée (en pleine nature par exemple), et de l'absence potentielle d'encadrement en dehors d'un centre équestre.
Le thorax est la partie du corps la plus souvent blessée (37 %), suivie par les bras et les jambes (26 %), la tête (23 %), et enfin l'abdomen. Parmi les personnes blessées à la tête, environ un quart ont de profondes séquelles neurologiques. Commentant cette étude, la Fédération française d'équitation rappelle le contexte culturel particulier aux États-Unis, où la pratique très dangereuse du rodéo fait augmenter les scores d'hospitalisation.
Une étude menée au Royaume-Uni sur les accidents qui impliquent cavaliers et automobilistes sur des voies de circulation publiques conclut que le cavalier est quasiment toujours blessé dans ce type d'accident ; il s'observe une forte augmentation de la sévérité des blessures avec l'âge du conducteur automobile et la vitesse de déplacement des automobilistes.
L'étude des fractures vertébrales des cavaliers montre qu'elles se produisent le plus souvent à la jonction thoraco-lombaire, et que « non seulement les effets à court terme des fractures de la colonne vertébrale causées par l'équitation sont importants, mais ces blessures peuvent également entraîner des incapacités à long terme ».
Les cavaliers âgés de plus de 35 ans sont beaucoup plus susceptibles de souffrir de douleurs chroniques que les cavaliers plus jeunes, 42 % d'une cohorte britannique de 1 866 cavaliers de plus de 35 ans déclarant avoir stoppé l'équitation à cause de ces douleurs, qui peuvent relever d'arthrose, d'anciennes blessures, ou de douleurs à l'exécution d'une tâche.
Il n'existe aucune association entre pratique de l'équitation et dysfonction sexuelle ou incontinence urinaire, que ce soit chez les hommes ou chez les femmes.

### Pour l'équidé

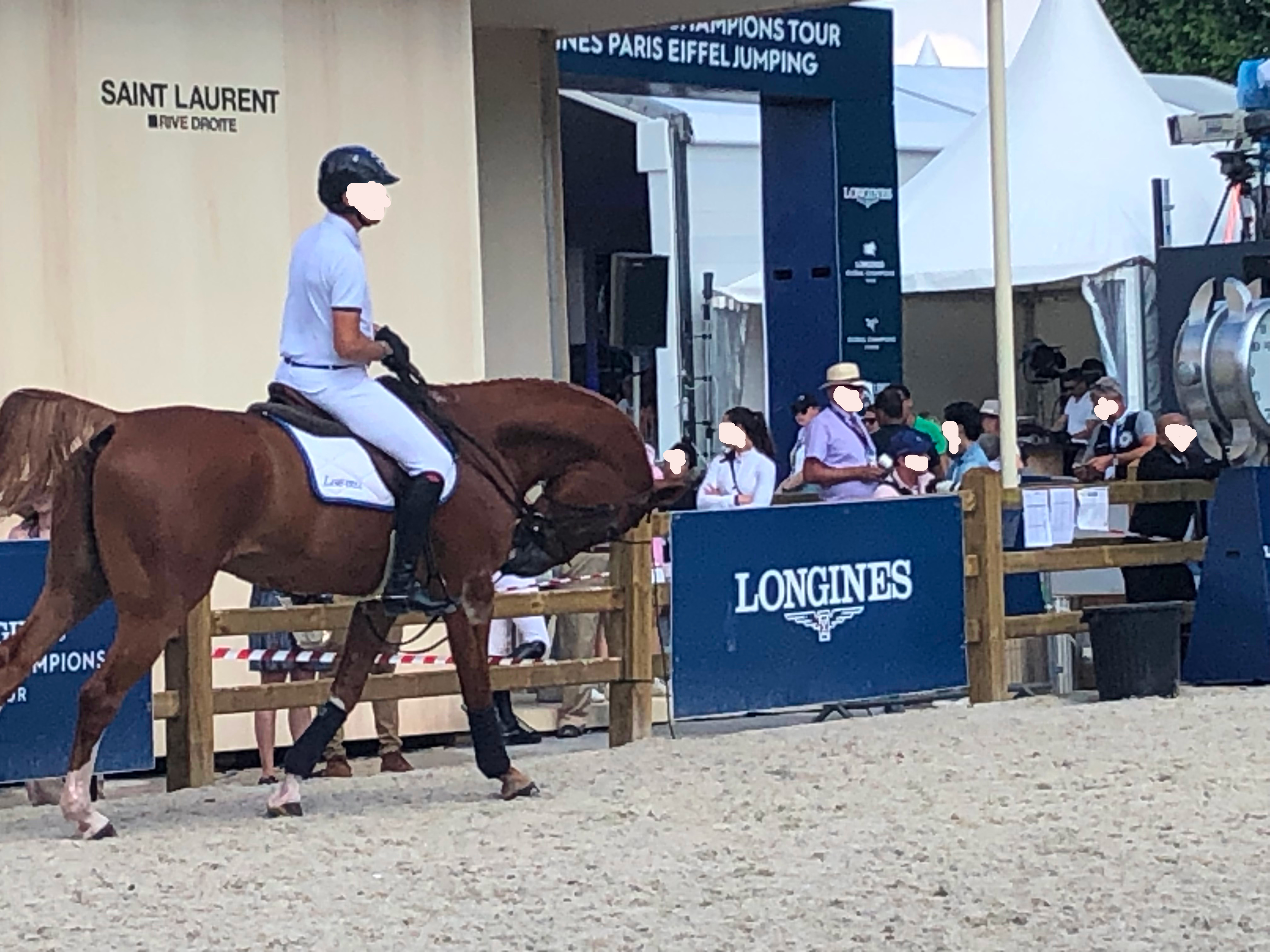
Hyperflexion (rollkur) d'un cheval forcée par l'usage de rênes allemandes.

L'équitation expose les chevaux à diverses blessures, à des troubles musculosquelettiques, et en fonction des techniques d'entraînement utilisées, à du stress chronique. Ce dernier facteur reste méconnu, dans un contexte où les chevaux de sport sont fortement exposés à des facteurs de stress qui nuisent à leur immunité et à la réparation des tissus. La souffrance éventuelle du cheval peut être repérée par observation de son comportement. Une échelle nommée Ridden Horse Pain Ethogram (RHpE) a été développée afin de permettre de repérer ces douleurs chez le cheval monté.
Un cheval ou un poney peut porter un cavalier représentant 10 % de son propre poids sans problème ; 15 % de son propre poids reste acceptable, mais à partir de 20 % de son propre poids, on observe de la fourbure et des douleurs musculo-squelettiques. D'après l'analyse de C. Wayne McIlwraith et de Bernard E. Rollin dans leur ouvrage Equine Welfare, les maltraitances d'équidés sont plus fréquentes à petit niveau d'équitation en raison de l'incompétence des cavaliers et des entraîneurs ; au plus haut niveau, elles proviennent surtout d'une mauvaise évaluation des capacités physiques et mentales du cheval. Il arrive que des blessures graves subies en équitation conduisent les propriétaires de chevaux à euthanasier ces derniers.
Le mors est souvent invasif pour l'animal. Selon David Mellor et Ngaio Beausoleil, « la plupart des chevaux présentent des signes comportementaux clairs d'aversion à l'égard d'un mors dans la bouche, allant d'une légère irritation à une douleur intense ». La configuration du mors et les forces exercées par les rênes jouent un rôle crucial dans la santé bucco-dentaire et le confort des chevaux. Selon Guillaume Henry, lorsqu'un mors moderne est correctement posé (sans serrage excessif d'une muserolle ou d'une chaînette) et inerte, il ne cause pas de douleur particulière, toute douleur étant le résultat de l'action des mains des cavaliers sur les rênes reliées au mors.

## Critiques

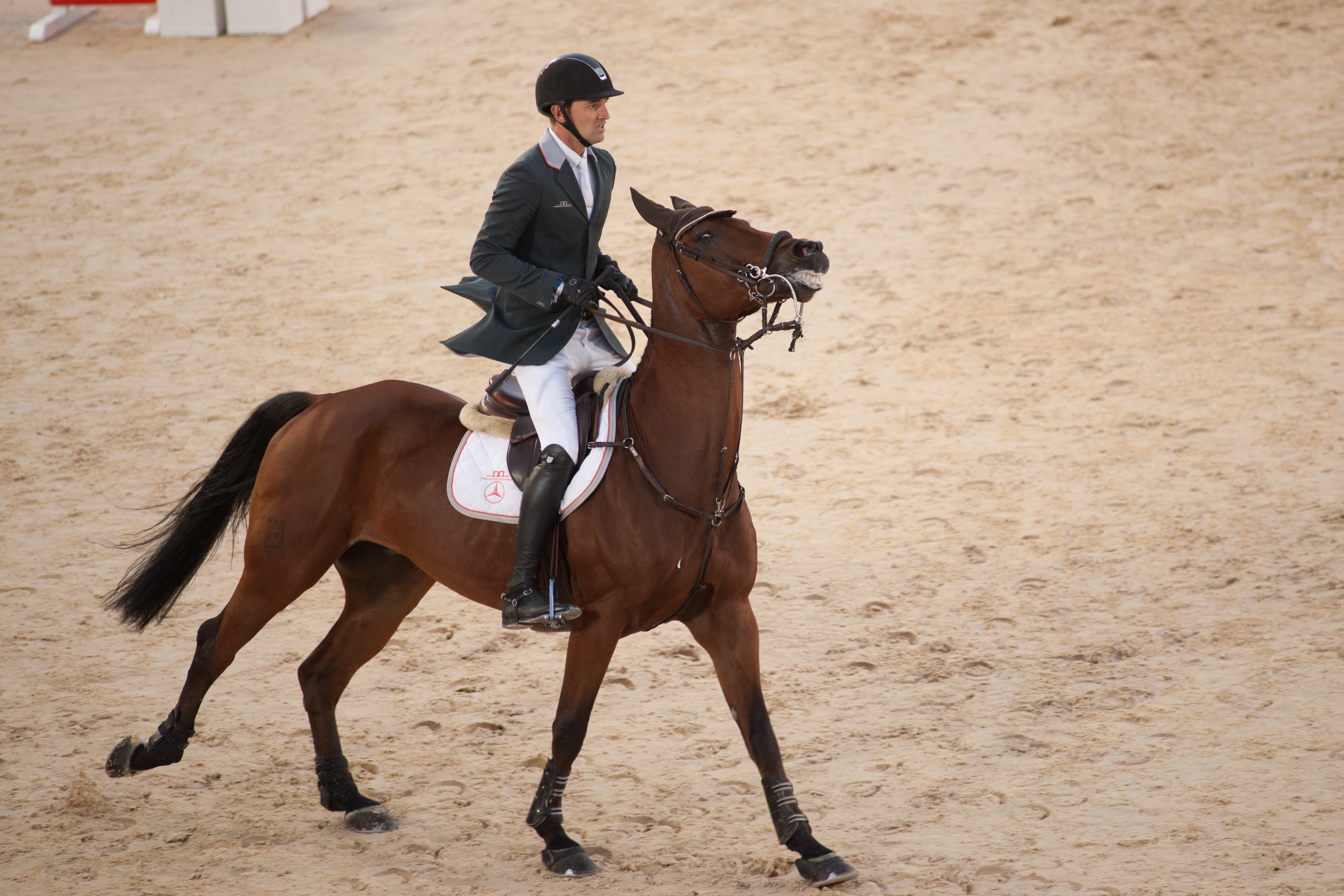
Cheval monté avec un mors à levier et longues banches, outil jugé contraire à une équitation éthique.

L'équitation n'étant pas une science exacte, sa pratique s'accompagne de très nombreuses controverses et de débats. Les chercheurs Andrew N. McLean et Paul D. McGreevy soulignent l'émergence d'une notion d'« équitation éthique » en 2010. La pratique de l'équitation implique en effet une prise de contrôle total de l'être humain sur la mobilité des chevaux. D'après eux, « il serait peut-être contraire à l'éthique de les monter […] ils souffriraient du fait de comprendre leur propre esclavage et l'importance de la pression pendant le travail d'équitation, de devoir sauter des obstacles clairement évitables et de devoir porter un autre être (relativement lourd) ». Le mouvement végan rejette ainsi toute équitation, de même qu'il rejette la chasse et l’expérimentation animale.
McLean et McGreevy regrettent aussi une faible appropriation des connaissances en termes de capacités d'apprentissage du cheval dans les activités équestres, ce qui provoque le fréquent recours au renforcement négatif, aux punitions et à la peur pendant le travail d'équitation. Les deux chercheurs décrivent la maréchalerie à pression, le gingering (introduction de substance irritantes dans l'anus pour faire paraître le cheval plus fringuant), le serrage excessif des muserolles et l'usage de mors à longues branches comme des pratiques incompatibles avec une équitation éthique.

### Anthropomorphisme et compétitions

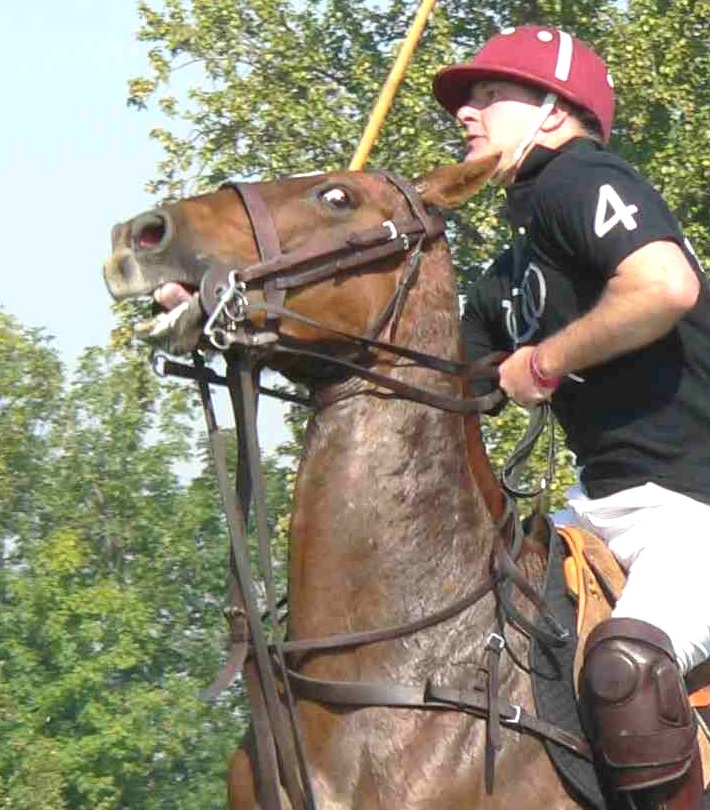
Jument de polo présentant une réaction de douleur.

Le recours à l'anthropomorphisme est très fréquent de la part des pratiquants ou sympathisants de l'équitation. De nombreux cavaliers accusent à tort leur cheval d'être « fainéant », « fou », ou encore « stupide », en mésinterprétant la réaction de l'animal.
Alors qu'il n'existe aucune preuve scientifique qu'un cheval puisse apprécier de gagner une compétition, ces animaux sont entraînés au sport pour satisfaire le désir humain d'affronter d'autres cavaliers et sont mis au travail dans le but de soutenir l'économie des humains. De nombreux cavaliers agissent négativement envers leur cheval afin d'augmenter leurs chances de gagner une compétition, que ce soit par le dopage, par l'usage non-éthique d'un objet, par la privation de nourriture ou d'eau, ou en le blessant délibérément. L'intérêt et le désir du cheval, en tant que cheval, est plutôt de pouvoir brouter des végétaux, d'être avec ses congénères, et de ne pas se faire exploiter par l'humain.

### Coût et élitisme
La journaliste équestre danoise Julie Taylor souligne une très faible représentation des sports équestres olympiques dans les pays peu développés, explicable par l'impossibilité d'y élever et d'y entretenir les coûteux chevaux de compétition.
Une critique fréquente, en particulier en France, porte ainsi sur l'aspect élitiste de l'équitation. Elle y conserve cette image élitiste dans un contexte où elle est devenue financièrement beaucoup plus accessible grâce à la mutualisation des chevaux et de l'équipement en centre équestre.

### Critiques de disciplines d'équitation
Jean-Pierre Digard note (en 2007) qu'à partir de la fin du XXe siècle, les critiques de l'équitation par le grand public et par les mouvements de protection animale sont devenues de plus en plus nombreuses, en étant parfois relayées et amplifiées par une partie de la presse équestre. Divers organismes équestres y réagissent en modifiant leur réglementation, à l'exemple de la Fédération française d'équitation qui a limité le nombre de coups de cravache successifs autorisés en compétition à trois en 1990, et de la Fédération équestre danoise qui a interdit le recours à la cravache en punition de mauvaises performances sportives des chevaux au début du XXIe siècle.
L'anthropologue Frédéric Saumade souligne l'existence d'une forte contestation de la tauromachie, et ce, qu'elle inclue ou non la monte à cheval. La chercheuse Peggy W. Larson décrit le rodéo comme une pratique équestre particulièrement cruelle, en raison de l'usage d'artifices forçant le cheval à ruer et des coups d'éperons donnés par le cavalier.

#### Critiques du sport hippique
Le sport hippique concentre historiquement un grand nombre d'abus envers les chevaux. Les vétérinaires McLean et McGreevy décrivent l'utilisation de la cravache et les dangers physiques encourus par les chevaux comme leurs deux principales problématiques. Il existe un débat social important autour de l'usage de la cravache en course, perçu comme « nécessaire » ou au contraire comme « cruel ». De nombreux usages de cet outil sont délétères. Il n'est pas prouvé que cravacher un cheval de course le fasse courir plus vite, mais il est prouvé que cela génère chez lui du stress et de la peur,. Cravacher un cheval de course de manière répétée, avec force, et sans lui laisser le temps de répondre à la demande d'accélération, sont des comportements fréquents mais non-éthiques, et jugés inacceptables par ces deux vétérinaires.

Problèmes éthiques en sport hippique
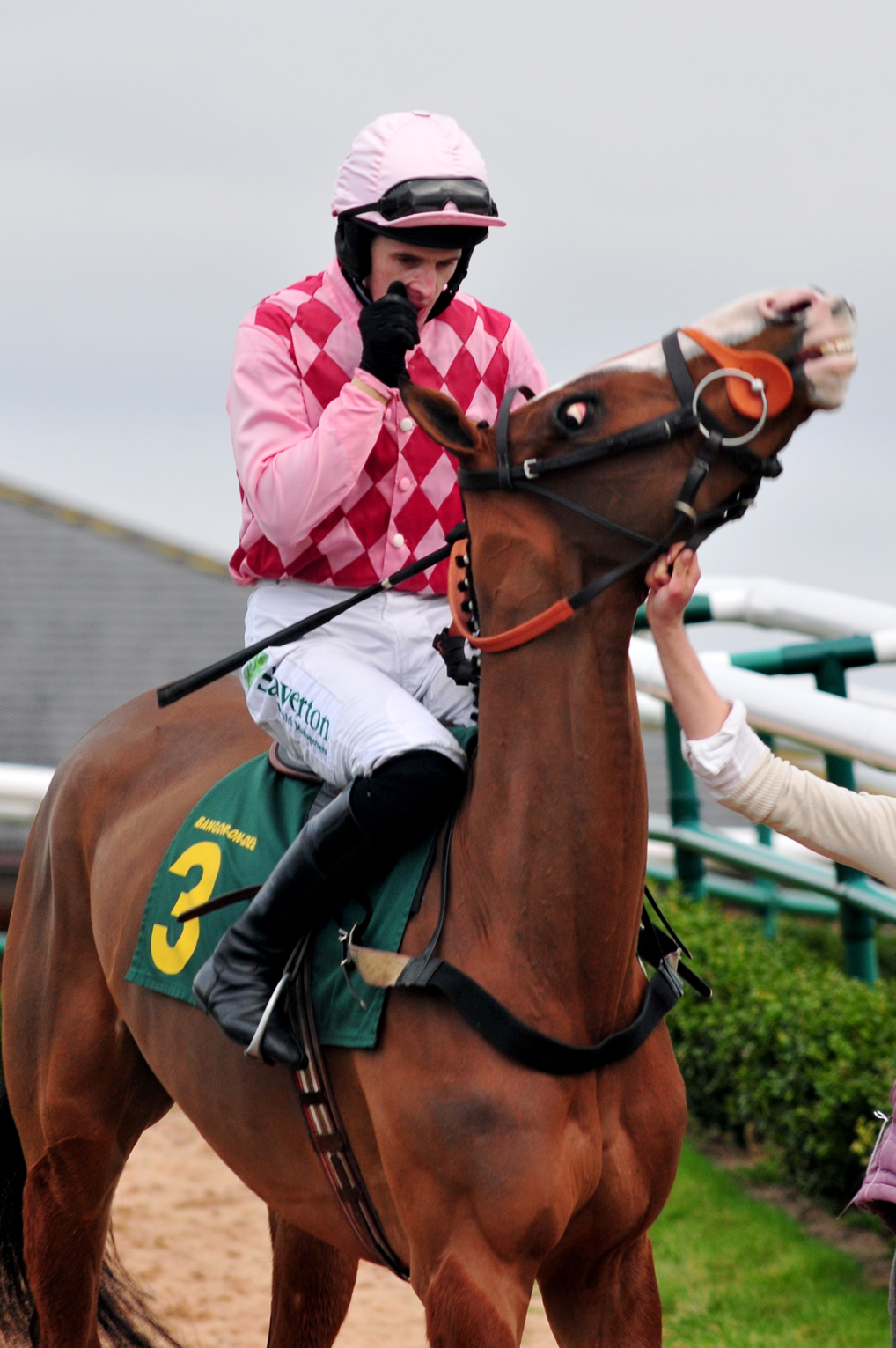
Réaction de douleur ou d'inconfort prononcé
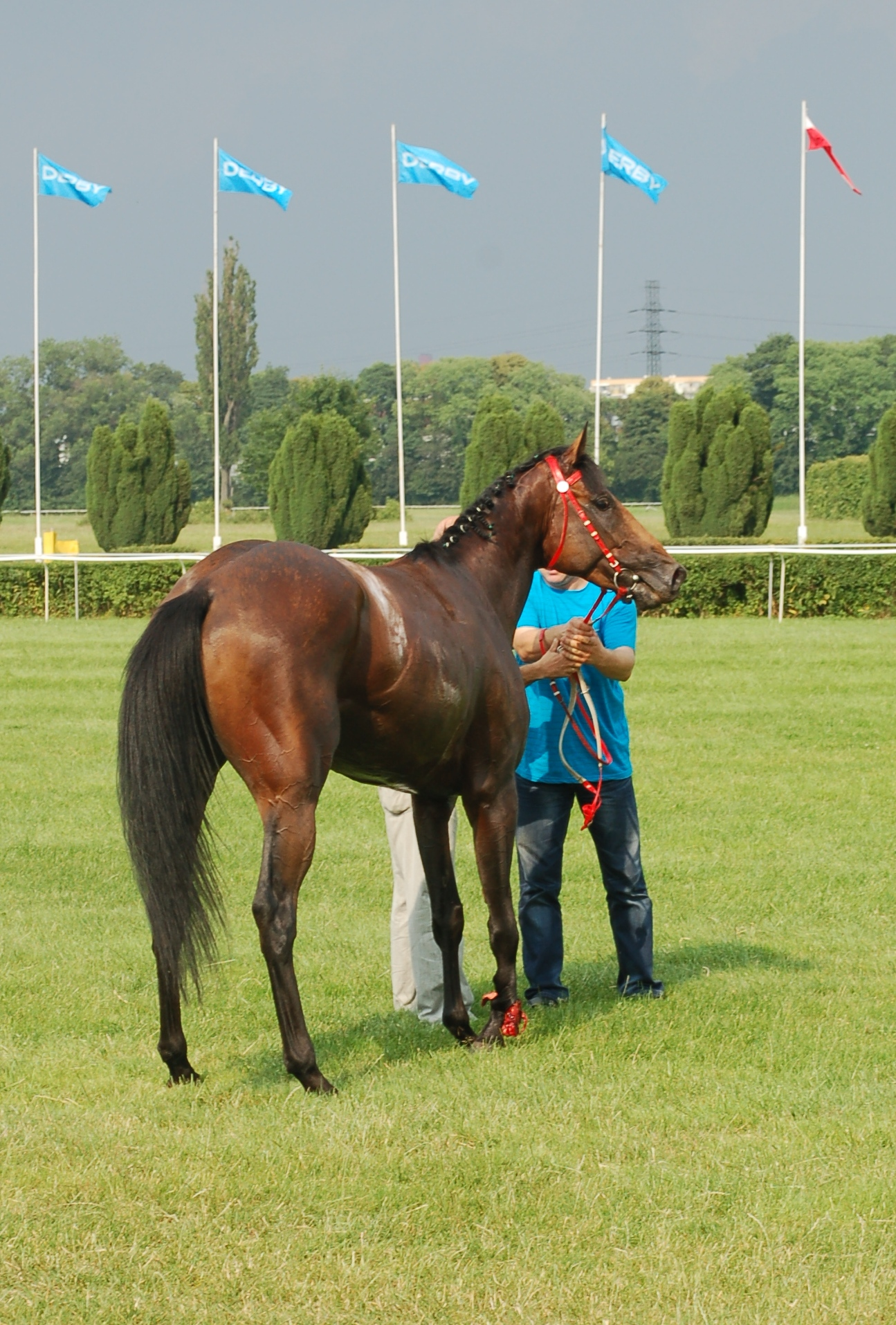
Fracture ouverte, provoquant l'euthanasie du cheval
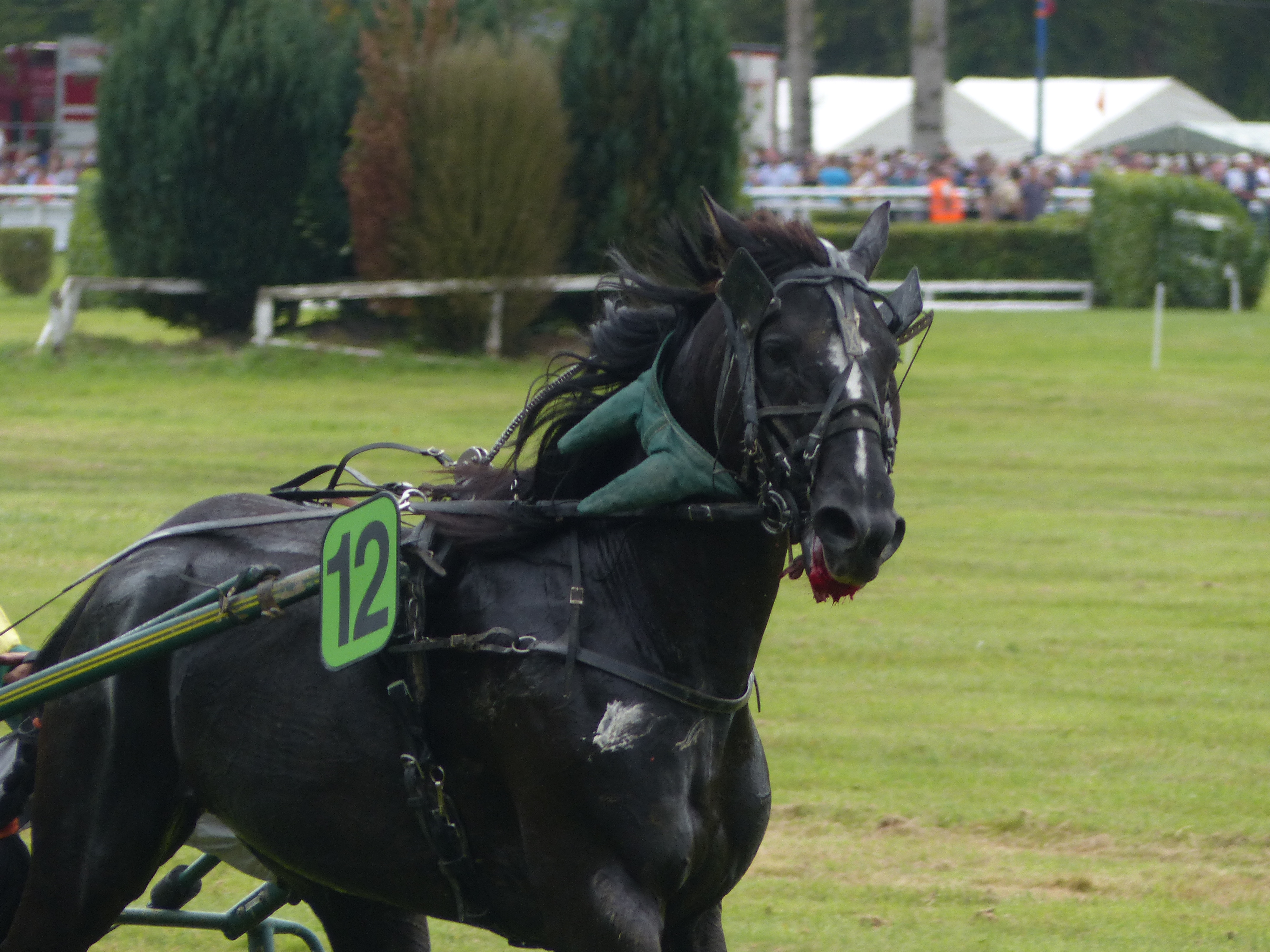
Hémorragie buccale
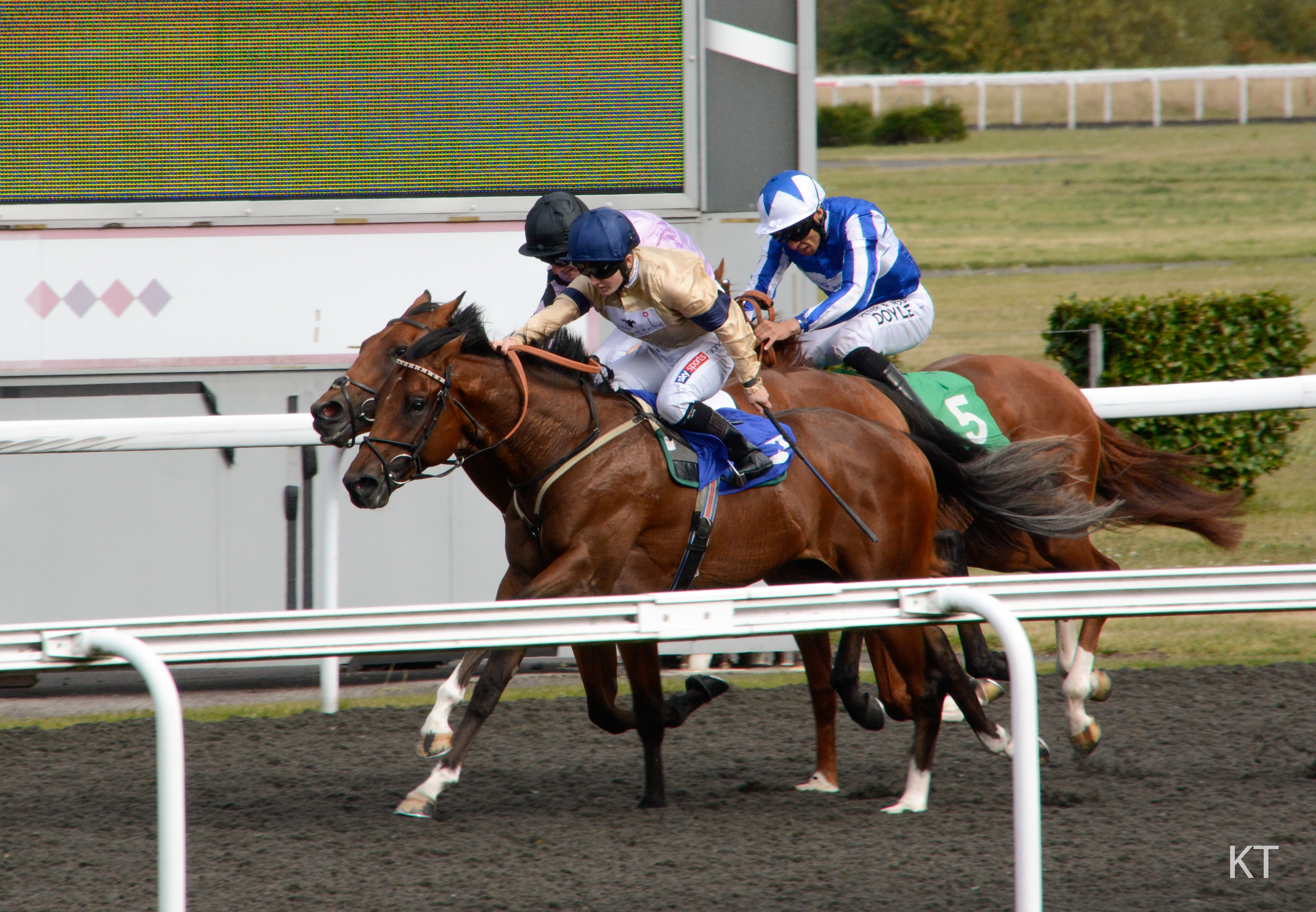
Coups de cravache répétés

Deborah Butler et Nickie Charles se penchent sur le rôle des normes de genre dans l'industrie du sport hippique ; beaucoup de filles expriment le souhait durant l'enfance de devenir jockey, mais peu parviennent au bout de la formation professionnelle et de la recherche de poste. Les chercheuses en concluent que les corps féminins sont perçus comme plus fragiles que les corps masculins, ce qui oblige les rares femmes jockeys qui parviennent au terme de leur formation à adopter des rôles de genre plus proches des stéréotypes masculins.

#### Critiques des sports équestres

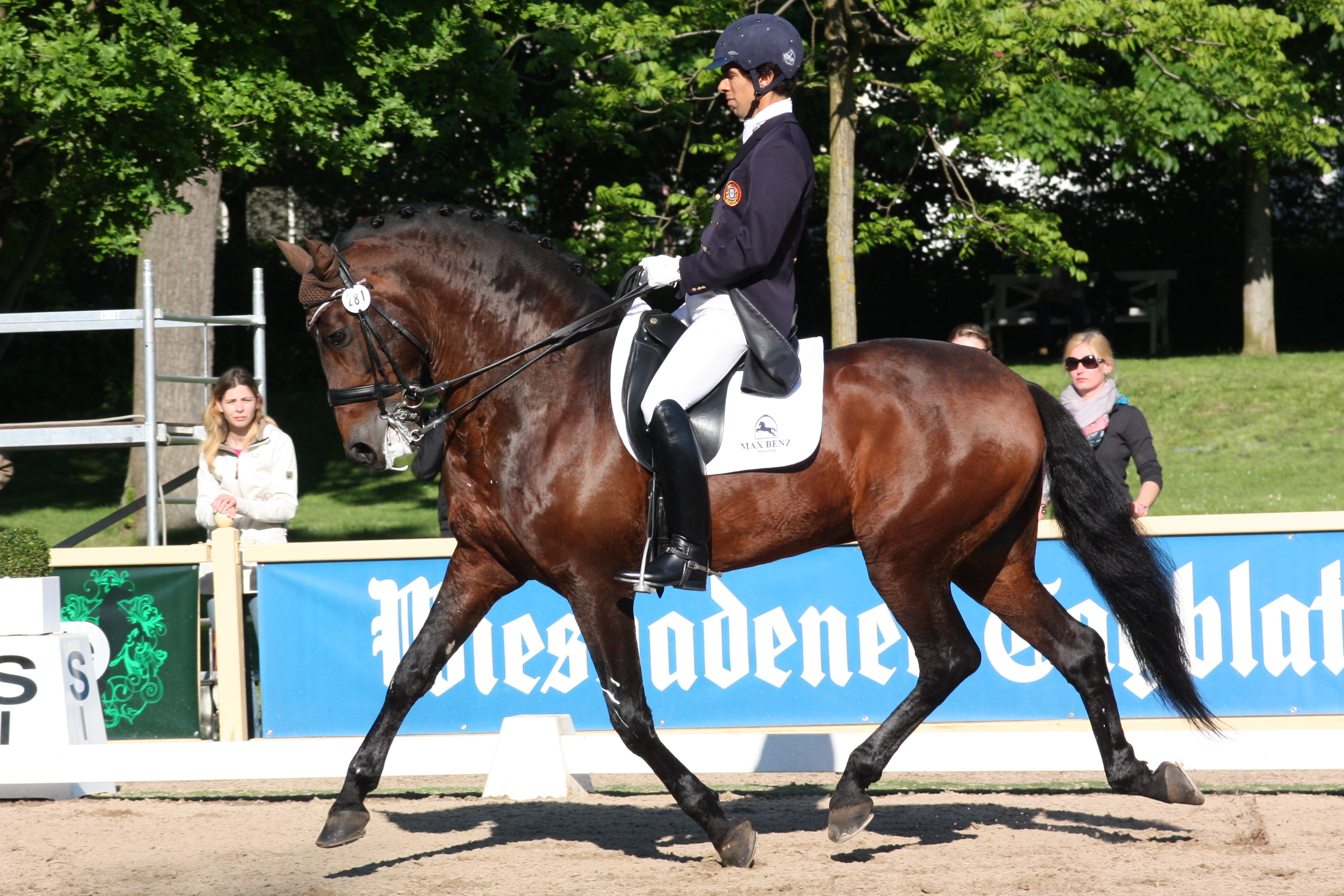
Cavalier de dressage montant son cheval derrière la verticale, une position souvent associée à une grande tension dans les rênes.

Le grand public rejette la violence et les abus sur des chevaux montés en compétition de façon croissante, comme en témoigne l'affaire Saint Boy en 2021. Des critiques ciblent, entre autres, le cross avec ses obstacles fixes pouvant blesser sérieusement les chevaux, le barrage du cheval d'obstacles, et les raids d'endurance. Il existe aussi de nombreuses critiques à l'égard du rollkur, une technique controversée de dressage équestre qui implique une grande tension au niveau des rênes et de la bouche. Les juges des compétitions équestres de dressage ne sont pas toujours en capacité d'identifier les cavaliers qui font usage d'une très forte tension dans leurs rênes.
Un sondage auprès de 4 000 Britanniques, publié par World Horse Welfare en 2023, conclut que presque deux tiers des sondés désapprouvent l'équitation sportive ; environ 40 % accepteraient de soutenir cette pratique seulement si le bien-être du cheval y était davantage considéré. La professeure vétérinaire Madeleine L.H. Campbell souligne l'importance de reconnaître les équidés comme des êtres sensibles, mais conclut que « l'utilisation d'animaux dans le sport est éthiquement justifiable » par la déontologie et l'utilitarisme, et que « seule la théorie des droits absolutistes conduit à une conclusion négative ». Campbell ajoute que cette utilisation d'équidés dans le sport « devrait être limitée par le respect de certaines contraintes qualifiantes », qui passe par « l'identification et l'atténuation des risques évitables et inutiles » et « le respect des réglementations des organes directeurs et de la loi ».